# Csatahajók és csatacirkálók listája
Az alábbi cikk az egyes államok haditengerészetei által szolgálatba állított, félbehagyott, vagy tervezett csatahajókat és csatacirkálókat tartalmazza országok szerinti bontásban.

## Argentína

### Rivadavia osztály- csatahajó
ARA Rivadavia
ARA Moreno

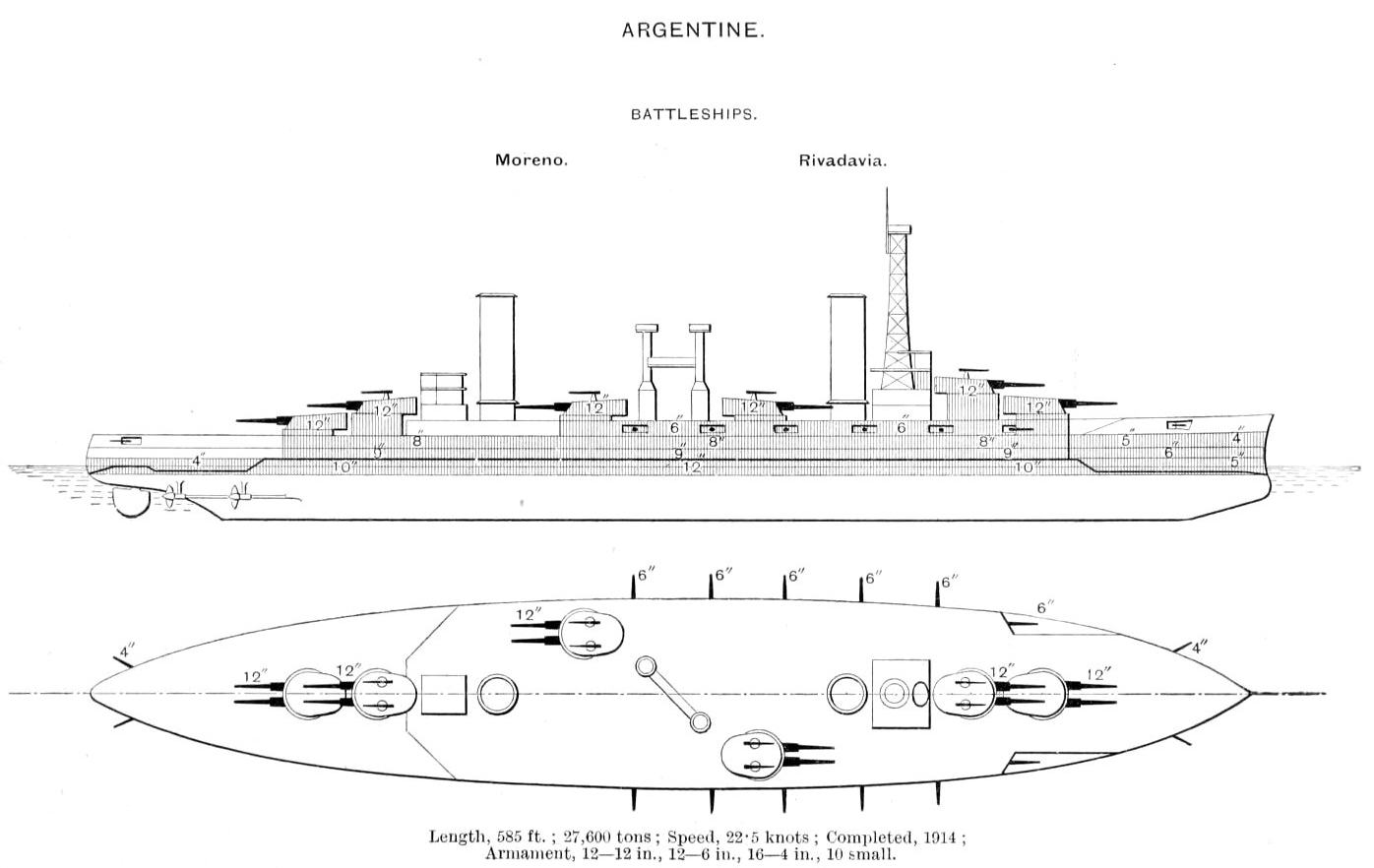
Rivadavia osztályú csatahajó rajza a Brassey's Naval Annual c. szakkönyv 1915-ös számából.

A Rivadavia osztály két egysége, az ARA Rivadavia és az ARA Moreno a Brazília által Nagy-Britanniában megépíttetett két Minas Gerais osztályú dreadnoughtra adott válaszként az Egyesült Államokban készült. Vegyesen mutatták az amerikai (rácsos árboc) és a brit csatahajók (átlósan elhelyezett lövegtornyok) jellegzetességeit. Építésük 1910-ben kezdődött, 1914-1915-ben álltak szolgálatba. 1924-1926 között mindkettőt felújították, hajógépeiket olajtüzelésűre cserélték. Az ARA Moreno 1956-ban, testvérhajója 1957 került selejtezésre.
Technikai adataik: vízkiszorítás: 27 940 t/ 30 600 t, hossz: 181.3 m, szélesség: 30 m, merülés: 8.5 m. Sebesség: 22.5 csomó. Páncélzat: öv: 280 - 102 mm, fedélzet: 76 mm + 38 mm, lövegtornyok: 305 - 229 mm, lövegtornyok barbettái: 305 mm, kazamaták: 152 mm, parancsnoki harcálláspont: 305 mm.  Fegyverzet: 12 x 305 mm L/50 ágyú hat kétlöveges toronyban, 12 x 152 mm L/50 ágyú, 16 x 102 mm L/50 ágyú, két db 533 mm torpedóvetőcső. Legénység: 1130 fő.

## Ausztrália

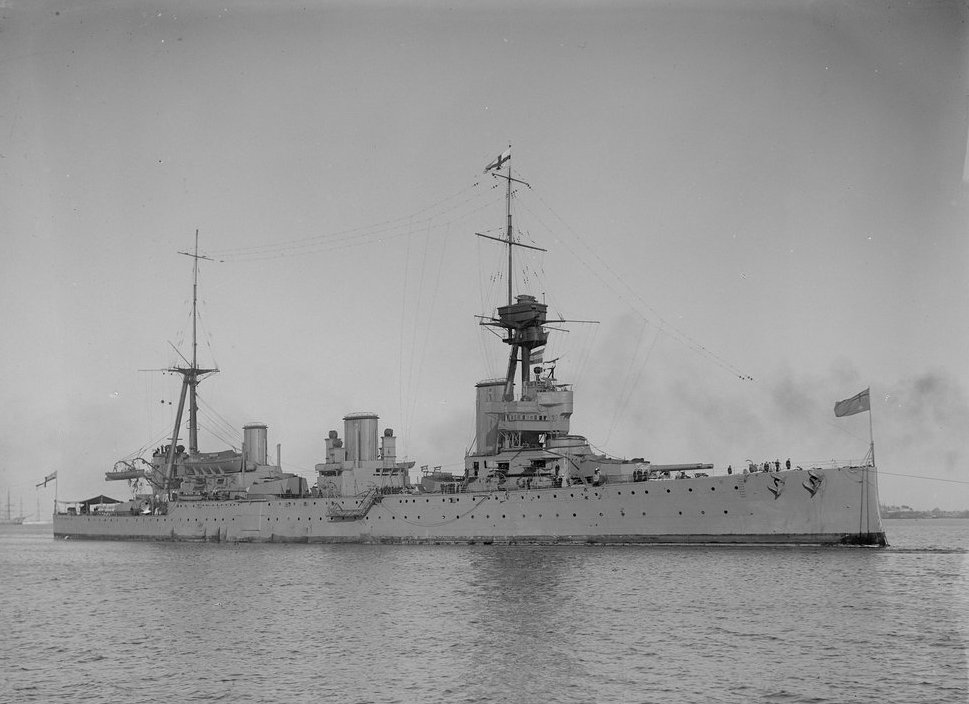
Az Indefatigable osztályú HMAS Australia csatacirkáló.

### Indefatigable osztály- csatacirkáló
HMAS Australia
A Brit Birodalmon belül 1901-ben megalakult, belső önkormányzattal rendelkező domínium, Ausztrália kormánya, Új-Zélandhoz hasonlóan a Németországgal flottaépítési versenyben álló anyaország és a Royal Navy támogatásaként egy Indefatigable osztályú csatacirkáló építésének finanszírozása mellett döntött. Míg azonban az HMS New Zealand brit tulajdonba került, addig az HMAS Australia-t az újonnan megalakult Royal Australian Navy (Királyi Ausztrál Haditengerészet) állította szolgálatba, mint Őfelsége Ausztrál Hajóját (His Majesty's Australian Ship - HMAS). A hajót 1909-ben rendelték meg, építése 1910-ben vette kezdetét Clydebank-i John Brown gyárban, 1911-ben bocsátották vízre, s 1913-ban állt szolgálatba. Az első világháború kitörése után előbb Német Szamoa és a Német Új-Guinea megszállására induló csapatok kísérésében vett részt, majd az SMS Scharnhorst és SMS Gneisenau páncélos cirkálókat üldözte, sikertelenül. 1916. április 22-én összeütközött az HMS New Zealand-del, megsérült, ezért nem vehetett részt a jütlandi csatában. 1924-ben miután leselejtezték, elsüllyesztették.
Technikai adatok: vízkiszorítás: 18 500 t/22 110 t, hossz: 179.8 m, szélesség: 24.4 m, merülés: 8.1 m. Sebesség: 25 csomó. Páncélzat: öv: 152 - 102 mm, lövegtorony: 178 - 76 mm, lövegtornyok barbettái: 178 - 51 mm, fedélzet: 89 - 19 mm, parancsnoki harcálláspont: 254 - 76 mm. Fegyverzet: 8 db 305 mm L/45 BL Mk X ágyú, lövedék tömege: 385.6 kg, 16 db - 102 mm L/50 BL Mk VII ágyú, 4 db 47 mm L/40 3pdr Hotchkiss Mk I ágyú, 3 db 450 mm torpedóvetőcső. Legénység: 800 fő.

## Brazília

### Minas Gerais osztály- csatahajó
Minas Gerais
Sao Paolo

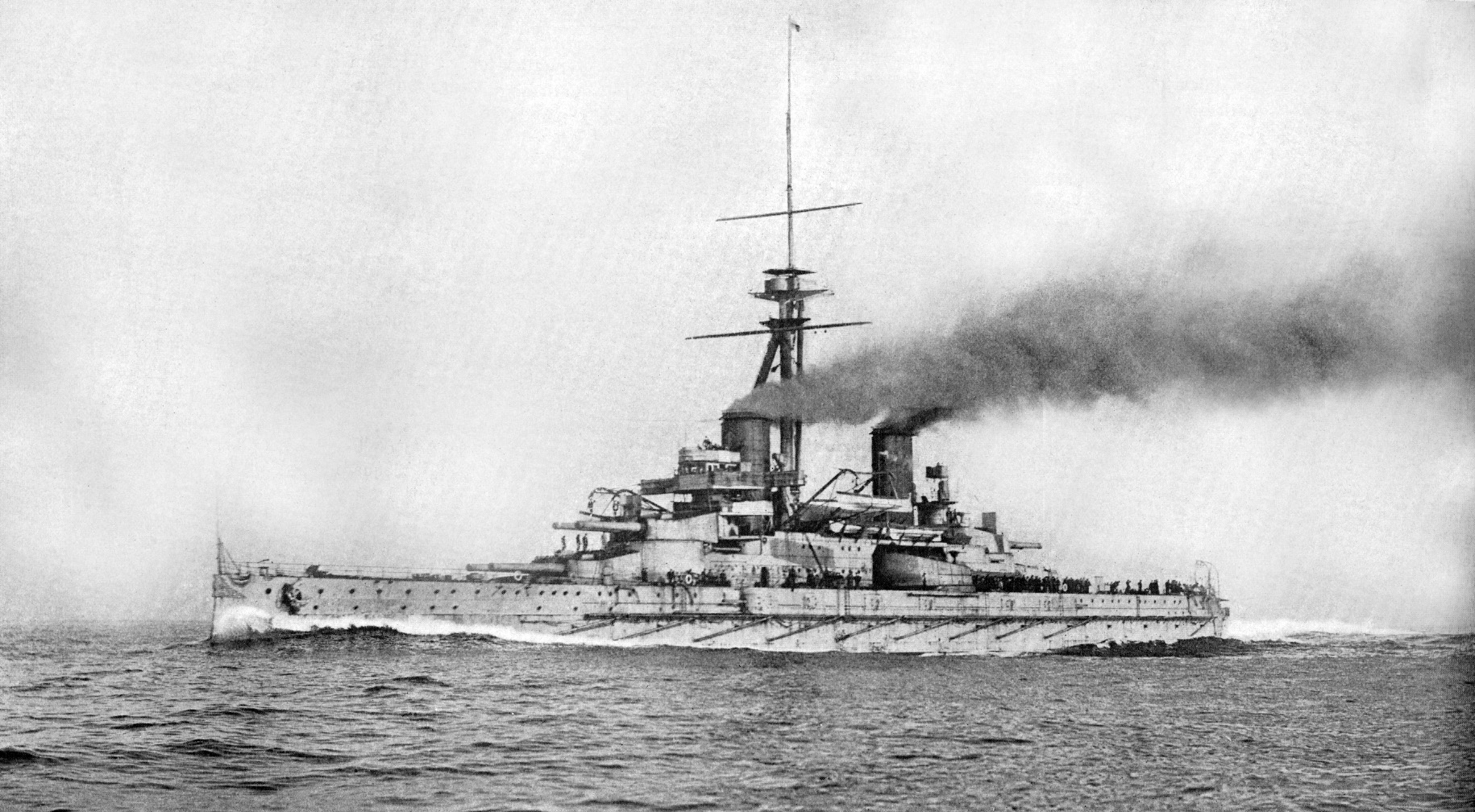
A Minas Gerais brazil csatahajó próbaúton 1910-ben.

A 20. század legelején a magát felemelkedő hatalomnak érző Brazília két dreadnought csatahajót rendelt meg brit gyáraktól. Elvárás volt, hogy a világ legnagyobb és legerősebb egységeit építsék meg a számukra. A terv azonnal haditengerészeti fegyverkezési versenyt robbantott ki Argentínával és Chilével, melyek két-két még hatalmasabb csatahajót rendeltek válaszul amerikai és brit gyártóktól. A Minas Gerais osztály egységei, a Minas Gerais és a Sao Paolo a technikai fejlődés következtében alig pár év alatt reménytelenül elavultak. Építésük 1907-ben kezdődött, szolgálatba 1910-ben álltak. A két világháború között többször felújították őket.
Technikai adatok: vízkiszorítás: 19 281 t/ 21 200 t. Hossz: 165.5 m, szélesség: 25.3 m, merülés: 8.5 m. Sebesség: 21 csomó. Páncélzat: öv: 229 - 102 mm, kazamaták: 229 mm, fedélzet: 51 - 38 mm, lövegtornyok: 229 - 203 mm, parancsnoki harcálláspont: 305 mm. Fegyverzet: 12 db  305 mm L/45 Armstrong L ágyú, lövedék tömege: 385.6 kg, 22 db 120 mm L/50 Armstrong CC ágyú, 18 db 47 mm L/50 3pdr Vickers ágyú. Legénység: 900 fő.

## Chile

### Almirante Latorre osztály- csatahajó
Almirante Latorre
Almirante Cohrane (HMS Eagle brit repülőgép-hordozó)

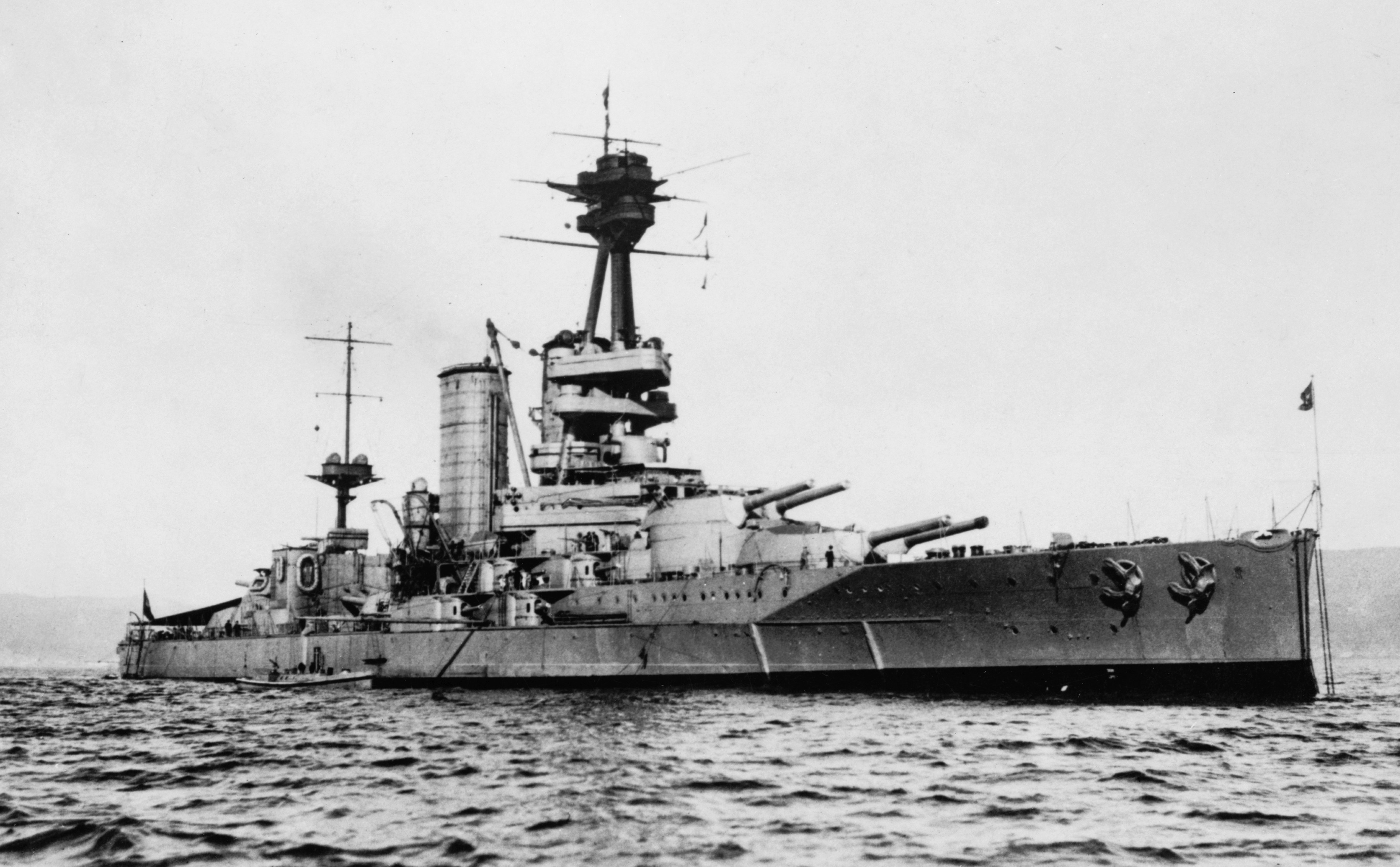
A chilei Almirante Latorre csatahajó 1921-ben. Az első világháborúban a brit flottában szolgált HMS Canada néven.
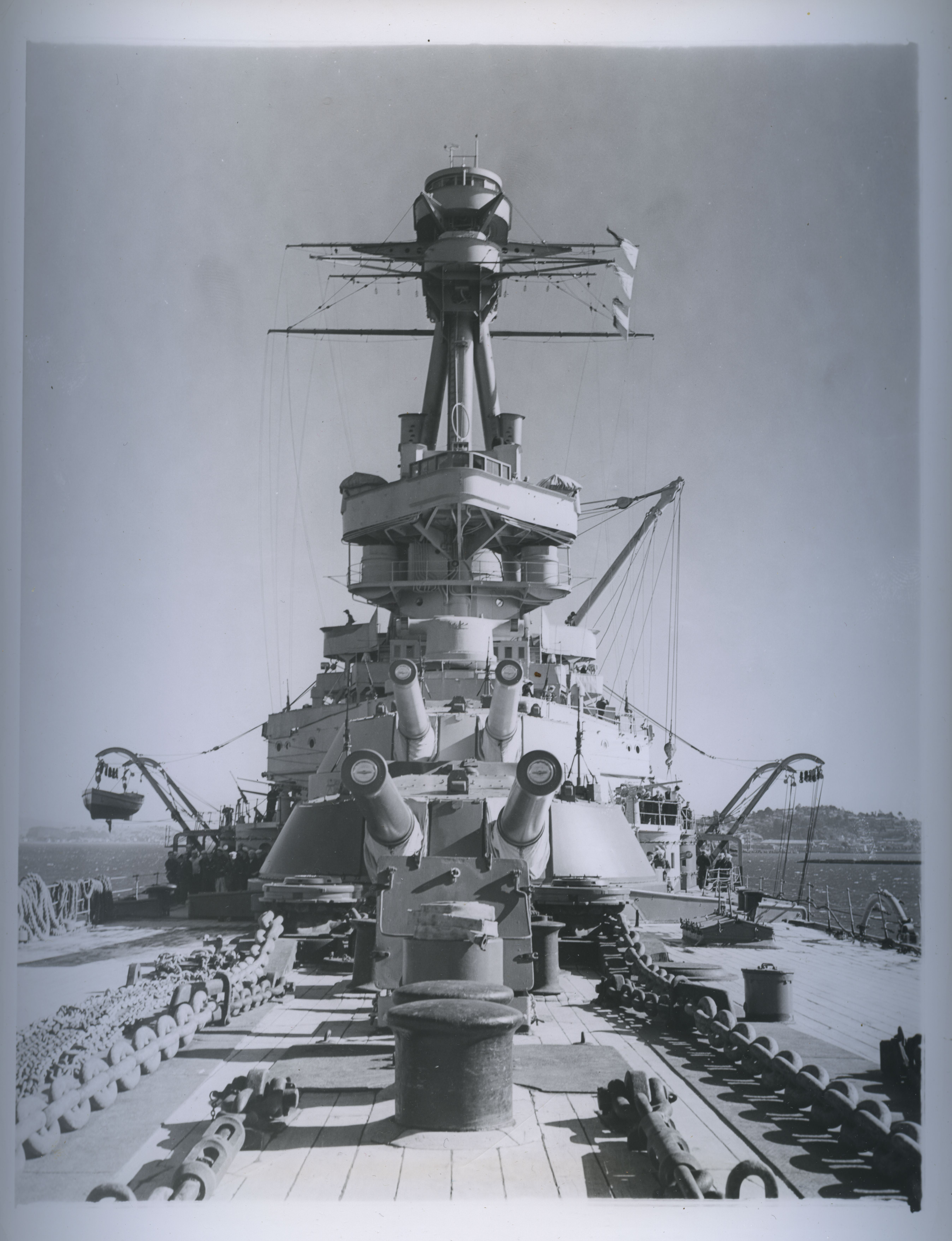
A chilei Almirante Latorre csatahajó elölső lövegtornyai és felépítényei.
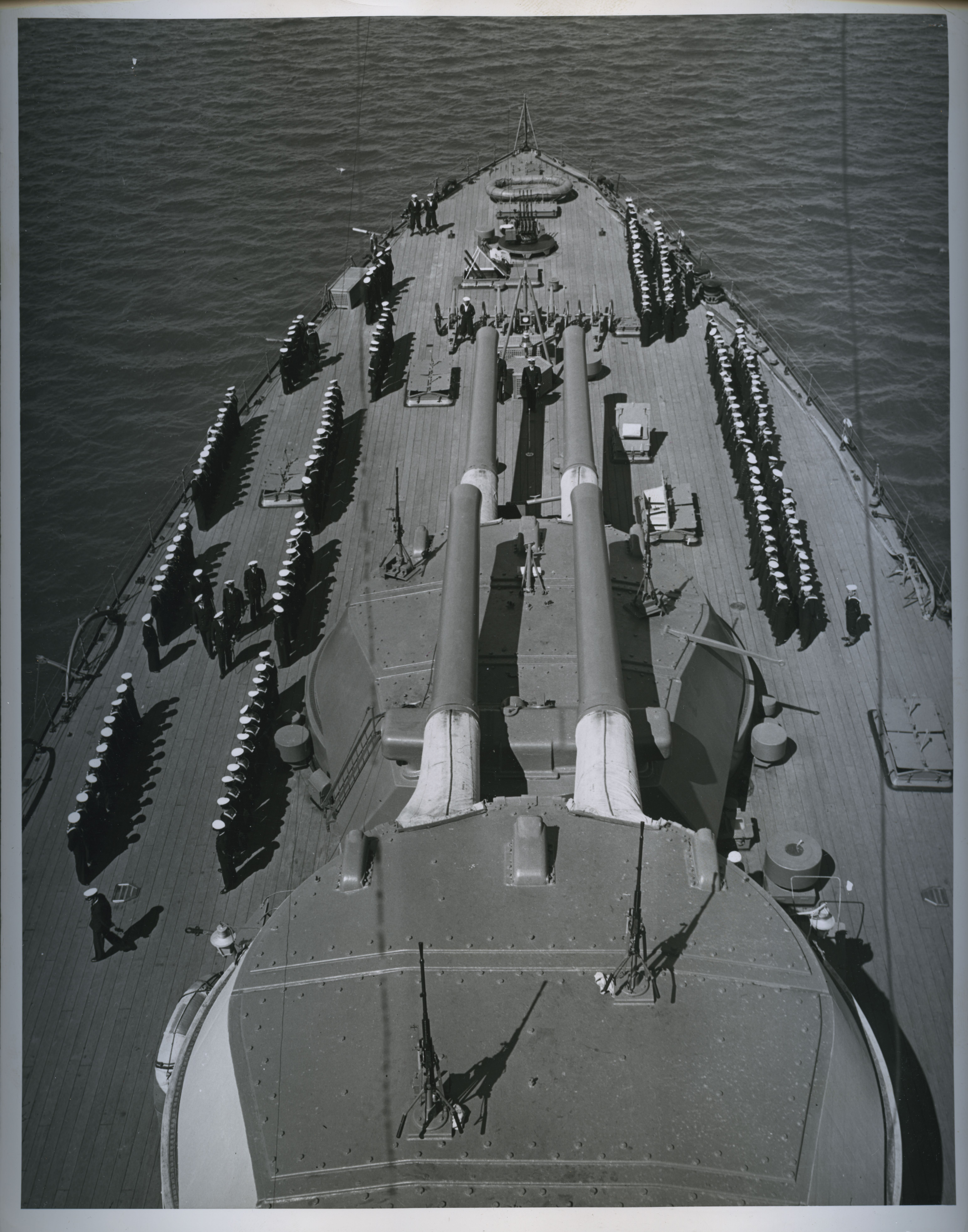
A chilei Almirante Latorre csatahajó elülső lövegtornyai.

## Franciaország

### Courbet osztály- csatahajó
FS Courbet
FS France
FS Jean Bart (FS Océan)
FS Paris

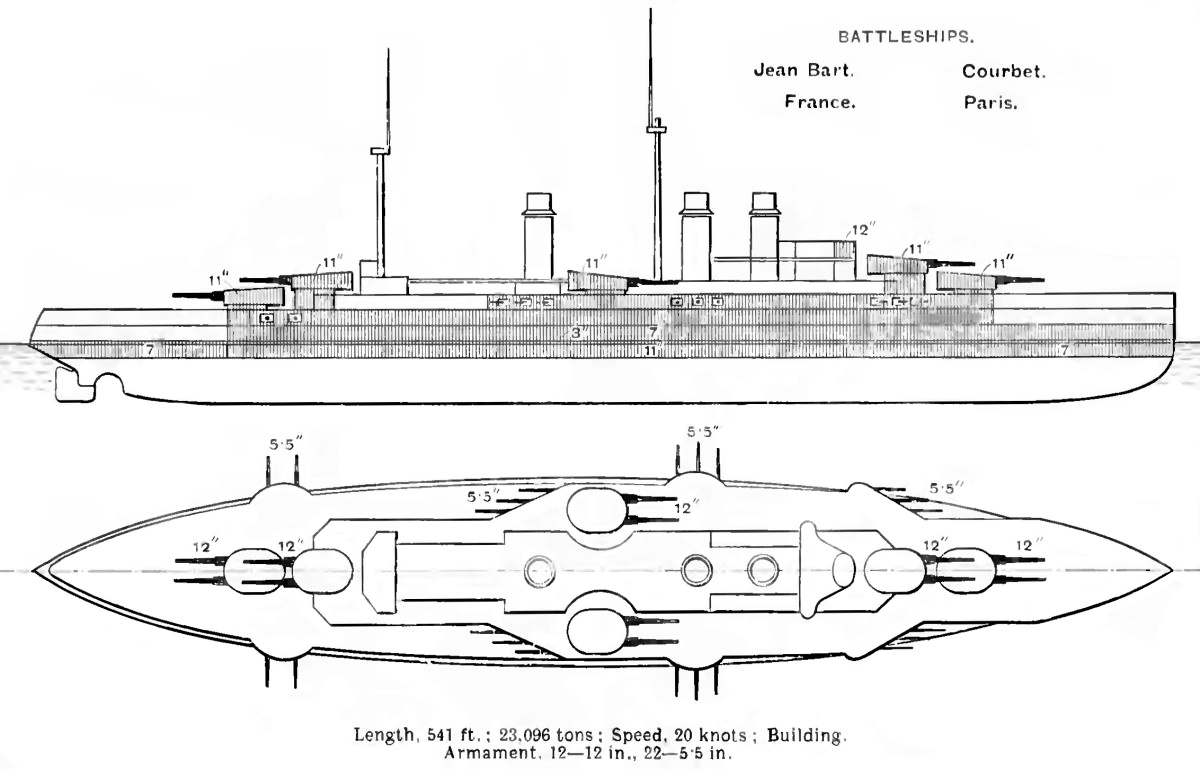
A Courbet osztályú francia csatahajók jellegrajza a Brasseys Naval Annual 1912-es kiadásából.
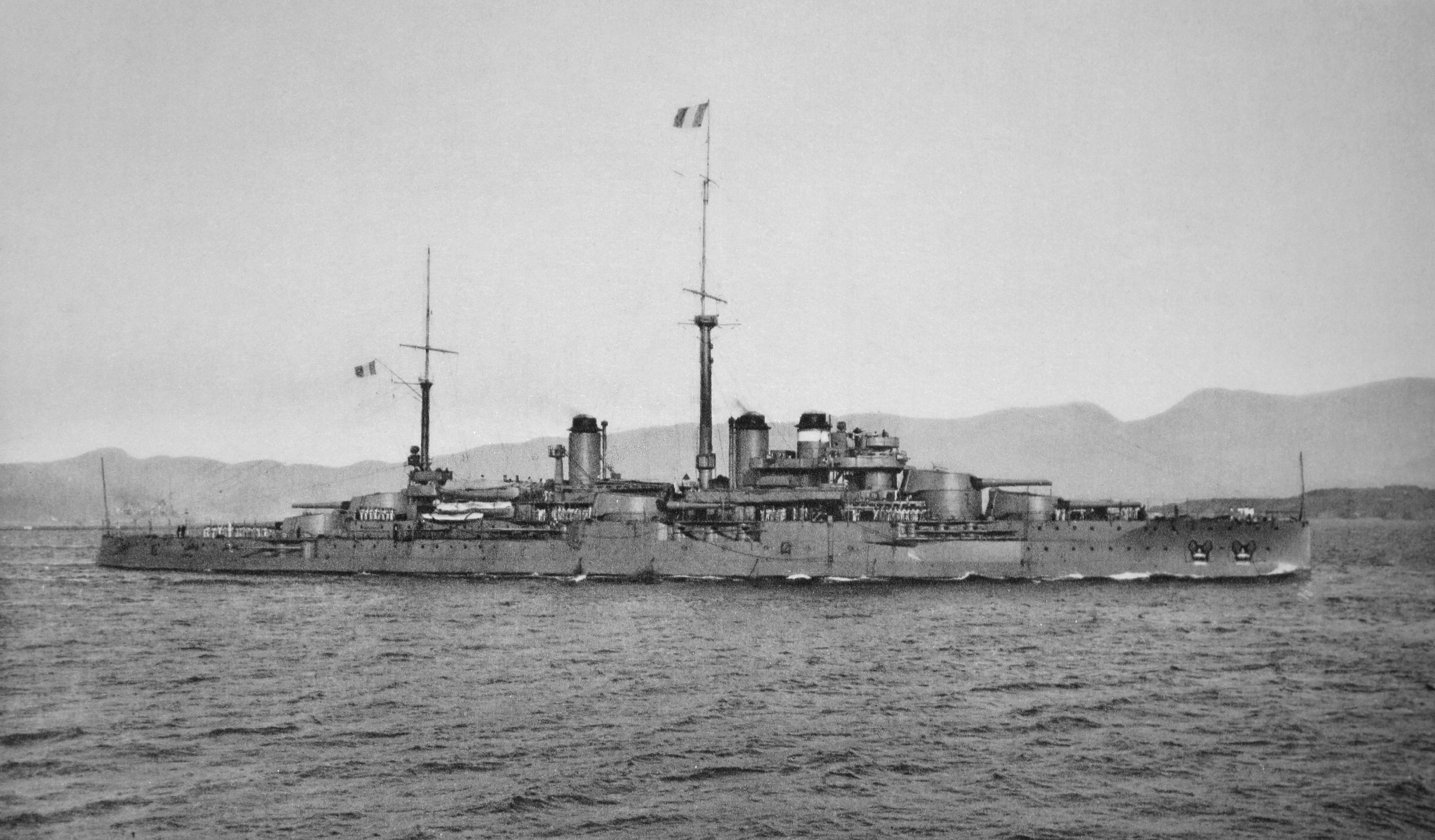
A Courbet francia csatahajó 1924-es átépítése előtt.
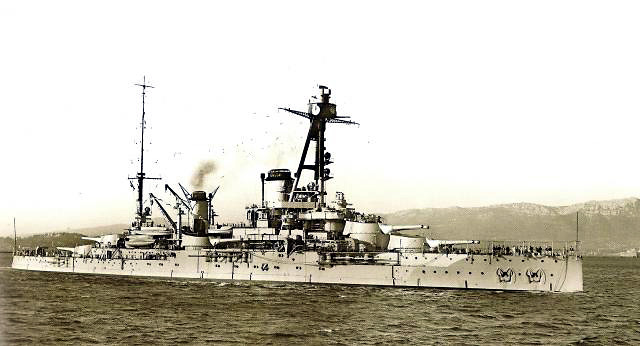
A Courbet francia csatahajó átépítése után.

### Bretagne osztály- csatahajó
FS Bretagne
FS Lorraine
FS Provence
Vasilefs Konstantinos (Βασιλεύς Κωνσταντίνος)

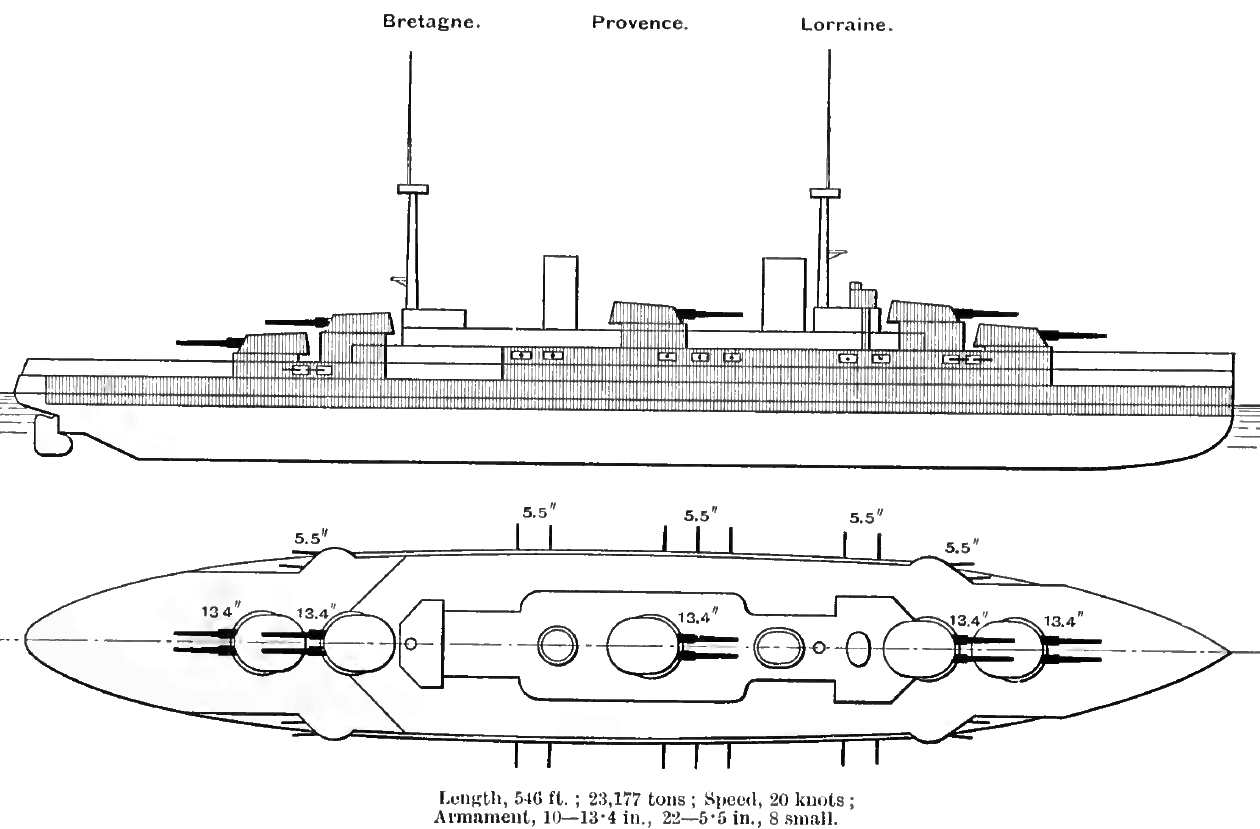
A Bretagne osztály jellegrajza a Brassey's Naval Annual 1915-ös kiadásában.
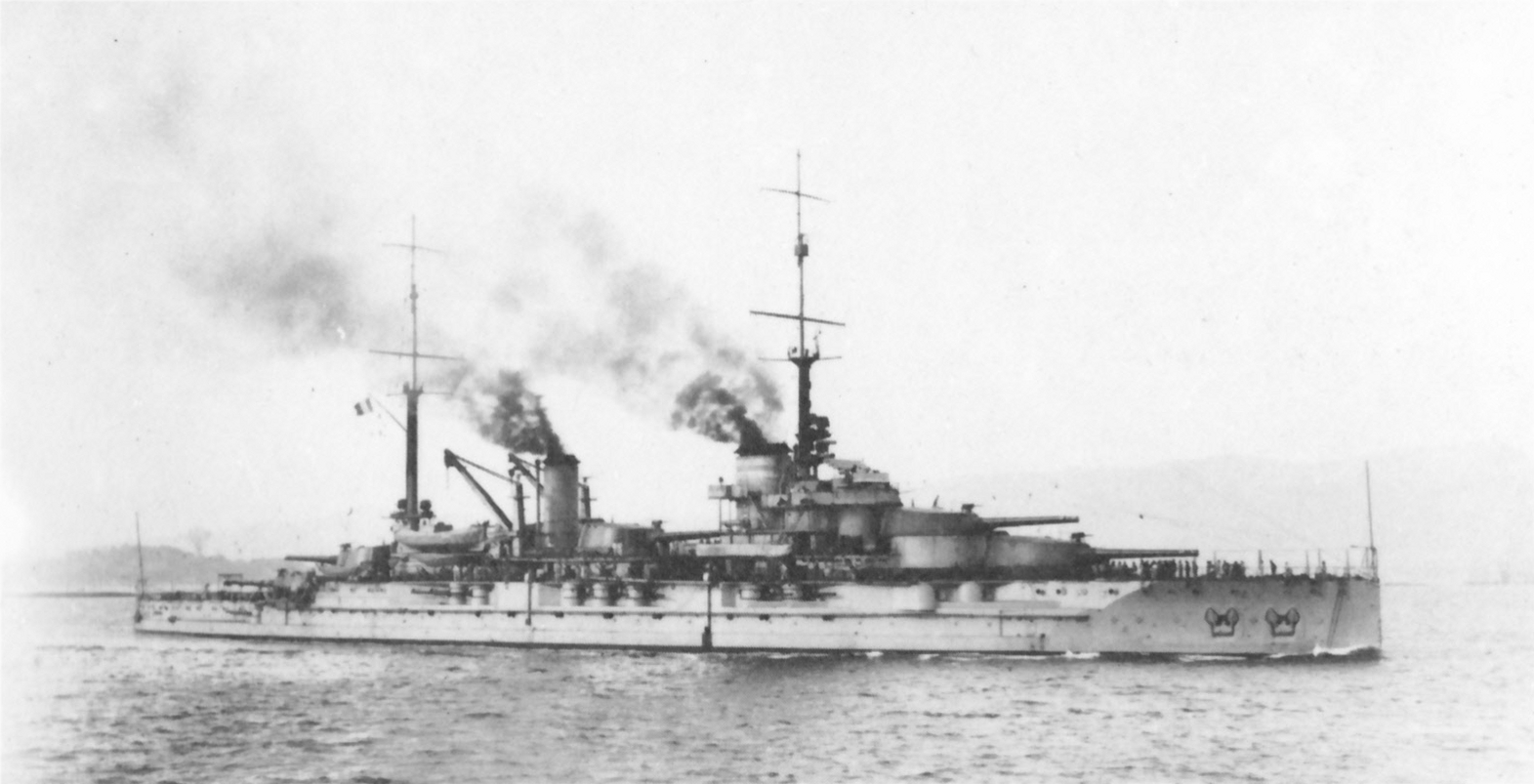
A Bretagne osztályú francia Provence csatahajó 1916-ban.
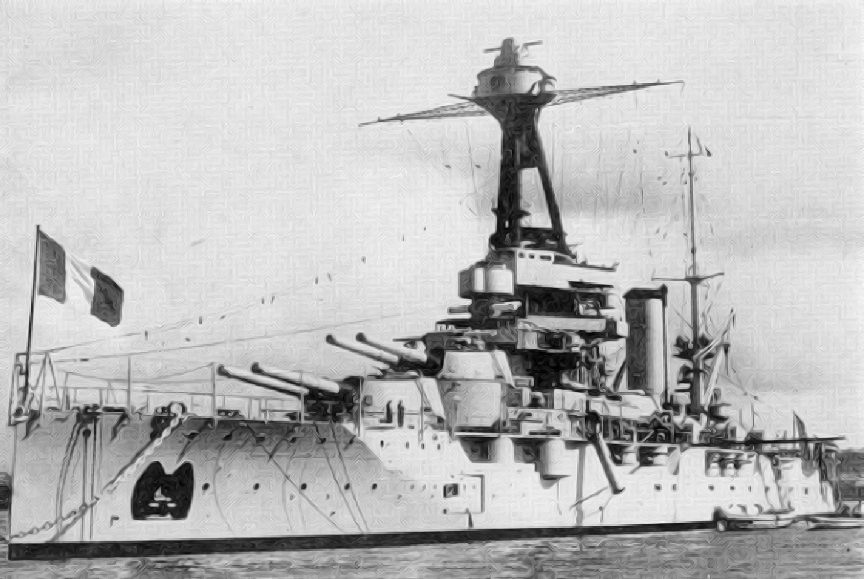
A Provence francia csatahajó 1942-ben.

### Normandie osztály- csatahajó
Építésük az első világháború miatt félbemaradt, egyedül az FS Béarn került befejezésre, repülőgép-hordozóként.
FS Béarn
FS Flandre
FS Gascoigne
FS Languedoc
FS Normandie

A Normandie osztályú francia csatahajók jellegrajza.

### Lyon osztály- csatahajó
Építésük az első világháború kitörése miatt el sem kezdődhetett, csupán a terveik készültek el.
FS Lyon
FS Duquesne
FS Lille
FS Tourville

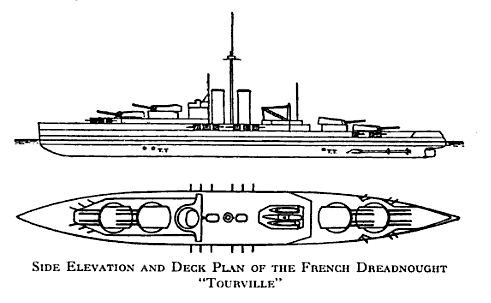
A Lyon osztályú Tourville francia csatahajó jellegrajza.

### Dunkerque osztály- csatacirkáló
FS Dunkerque
FS Strasbourg

A francia Dunkerque csatacirkáló felépítését ábrázoló rajz.
A francia Dunkerque csatacirkáló páncélzatának felépítését ábrázoló rajz.
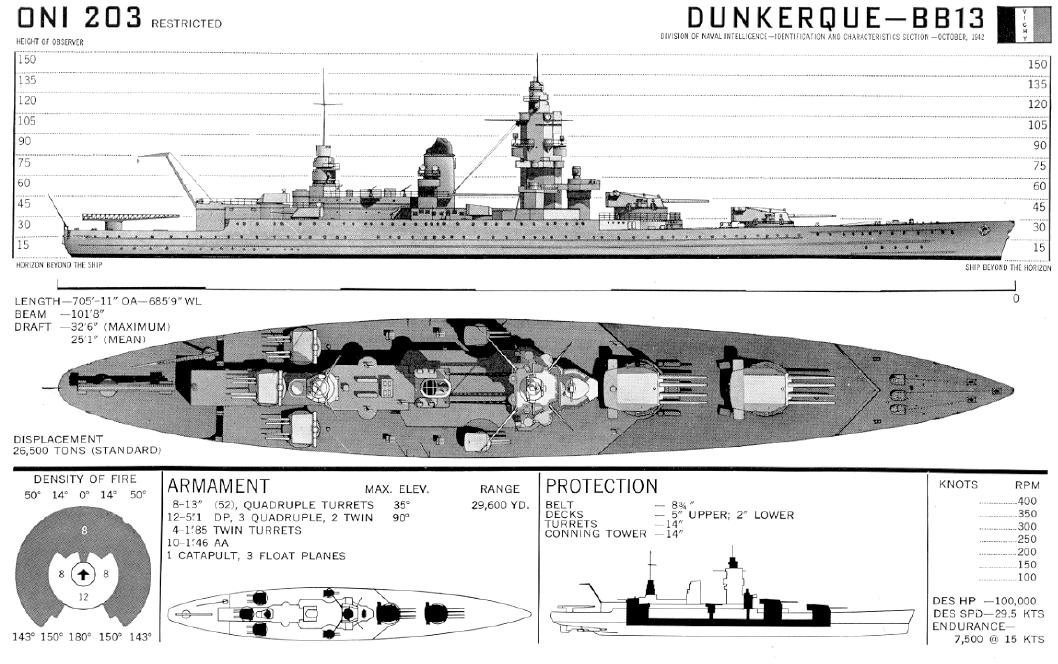
Az amerikai Office of Naval Intelligence (ONI) azonosító rajza a Dunkerque csatacirkálóról.

### Richelieu osztály- csatahajó
FS Richelieu
FS Jean Bart
FS Clemenceau (nem épült meg)

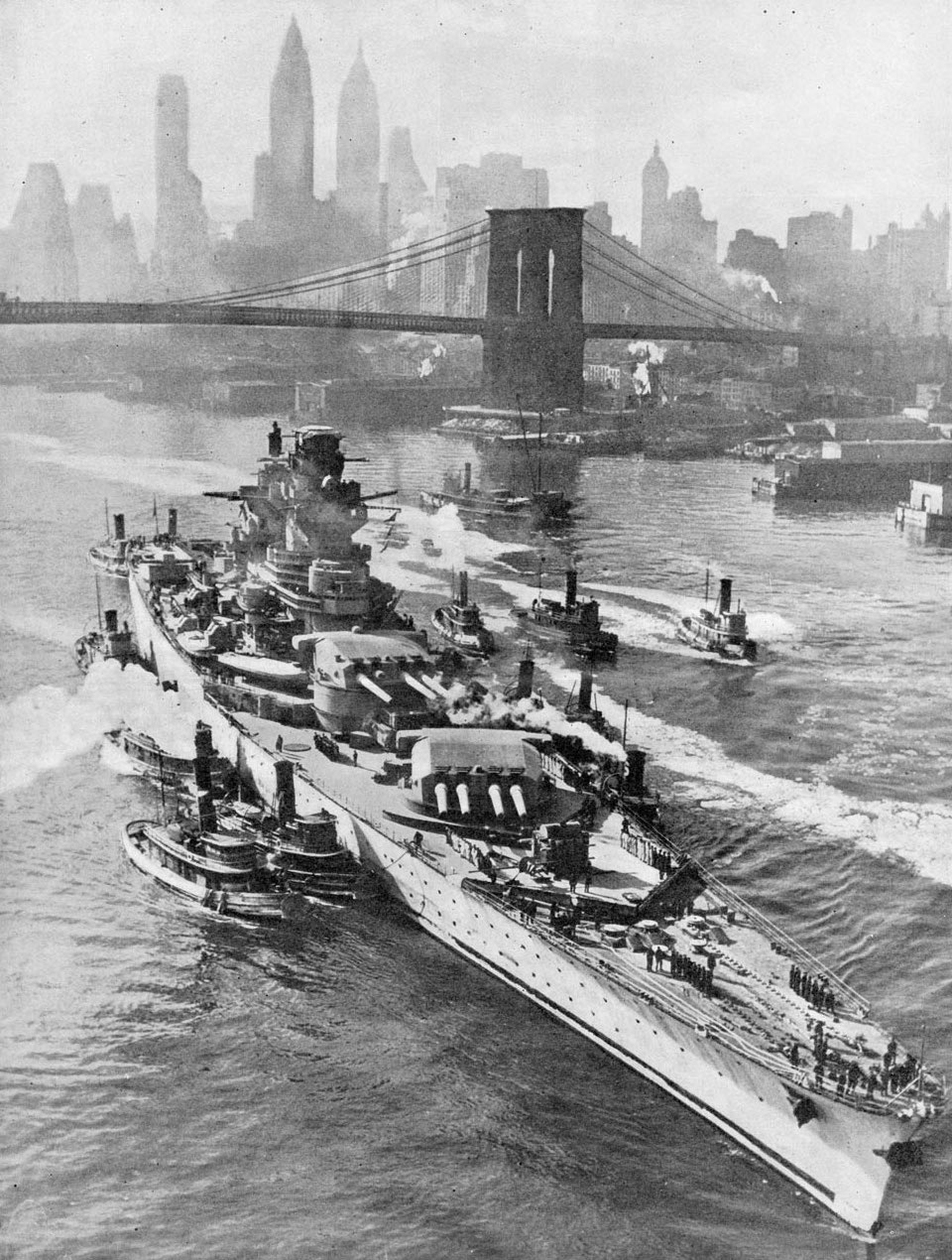
A francia Richelieu csatahajó Ney York-ban.

### Gascoigne osztály- csatahajó
A hajó a Richelieu osztály erősen áttervezett változata volt, csak az egyik négyágyús 380 mm-es lövegtorony került előre, a másik hátul kapott helyet.
FS Gascoigne (nem épült meg)

### Alsace osztály- csatahajó
Az Alsace osztály tervezett négy hatalmas csatahajója a Richelieu osztály megnövelt változata lett volna, három darab négyágyús 380 mm-es lövegtoronnyal, kettő elől, szupertűzelő elrendezésben, egy pedig hátul kapott helyet. 1941-től  tervezett építésük a második világháború kitörése, majd Franciaország veresége következtében el sem kezdődött.
FS Alsace
FS Normandie
FS Flandre
FS Bourgogne

Alsace osztályú francia csatahajót ábrázoló animáció. A négy egységből álló osztály 1941-től tervezett építése a második világháború kitörése és Franciaország összeomlása miatt el sem kezdődhetett.

## Görögország

### Salamis - csatahajó
Salamis (Σαλαμίς)

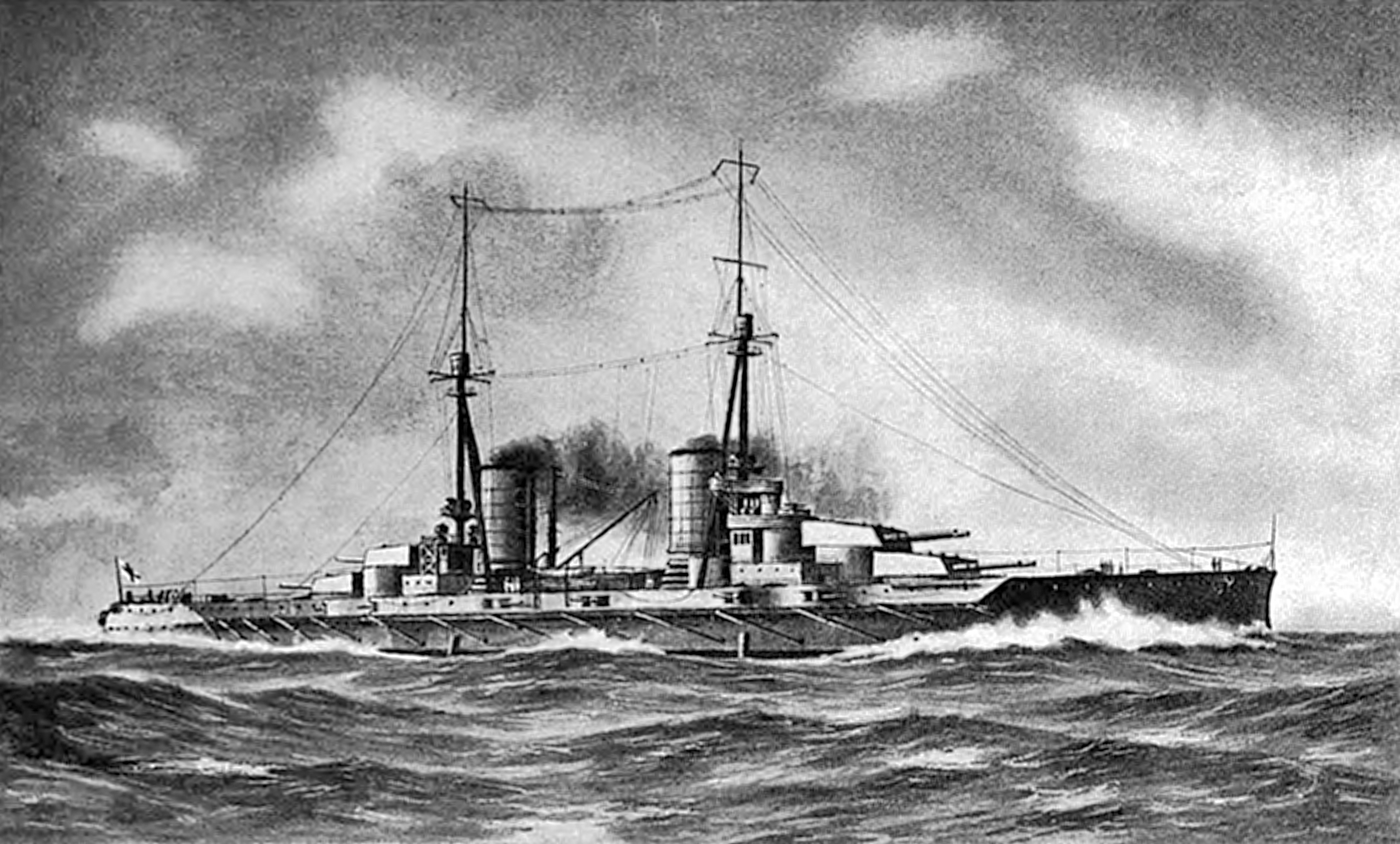
A tervezett, Németországban építeni kezdett, az első világháború kitörése miatt félbemaradt Salamis görög csatahajót ábrázoló rajz.

A Nagy-Britanniában a hagyományos ellenség, az Oszmán Birodalom megrendelésére épülő Reşadiye szuper-dreadnoughtra adott válaszként az athéni kormány szintén egy korszerű csatahajó szolgálatba állítása mellett döntött a görög Királyi Haditengerészet (Βασιλικόν Ναυτικόν) számára. Az ókori, Kr.e. 480-ban vívott  szalamiszi csata tiszteletére elnevezett egységet a hamburgi Vulcan hajógyártól rendelték meg, építése 1913 júliusában vette kezdetét, vízre bocsátására 1914. november 11-én került sor. A 356 mm-es lövegeket, tornyaikat és a másodlagos fegyverzetet az amerikai Bethlehem Steel cégtől szándékoztak beszerezni. Törökország válaszul 1913 decemberében megvásárolta Brazíliától a Nagy-Britanniában épülő Rio de Janeiro csatahajót, s Sultân Osmân-ı Evvel néven tervezte szolgálatba állítani. Az első világháború kitörésekor Németországgal szemben bevezetett brit blokád ellehetetlenítette a hajó építését, emiatt az amerikaiak sem tudták leszállítani a  megrendelt ágyúkat, inkább eladták őket az angoloknak, akik a négy Abercrombie osztályú monitorjukat szerelték fel velük. A félbehagyott hajótestet hosszú nemzetközi jogi huzavona után 1932-ben bontották szét.
Technikai adatok: vízkiszorítás: 19 500 t/ 21 500 t, hossz: 173.7 m, szélesség: 24.7 m, merülés: 7.6 m. Sebesség: 23 csomó. Páncélzat: övpáncél: 250 -100 mm, a citadellát lezáró keresztválaszfalak: 180 mm, fedélzet: 75 - 40 mm, lövegtornyok homlokpáncélja: 250 mm, ezek barbettái: 250 mm, parancsnoki harcálláspont: 300 mm. Fegyverzet: 8 db 356 mm L/45 Bethlehem 14"/45 ágyú, lövedék tömege: 635 kg, 12 db 152 mm L/44 ágyú, 12 db 76 mm L/50 ágyú, 5 db 500 mm torpedóvetőcső.

### Vasilefs Konstantinos - csatahajó

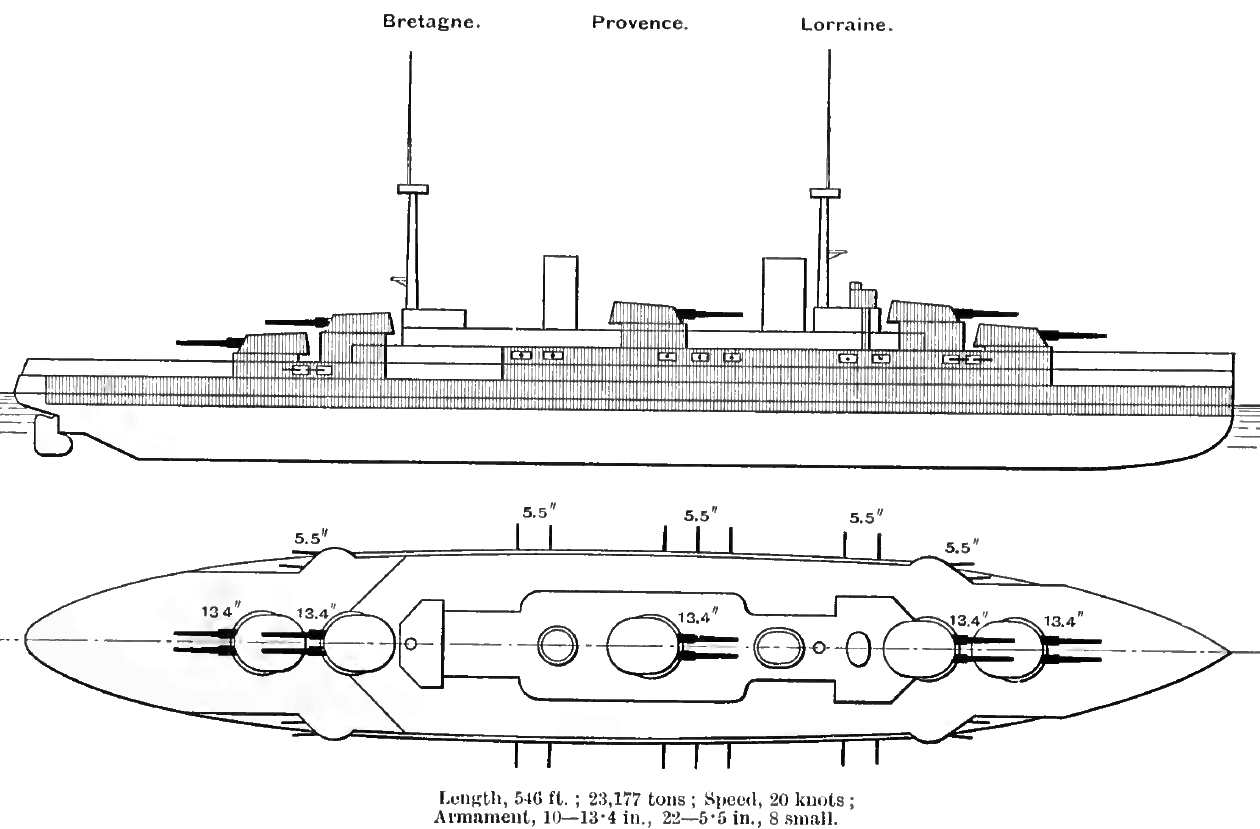
A Bretagne osztályú csatahajók jellegrajza a Brassey's Naval Annual című kiadvány 1915-ös számából. A Vasilefs Konstantinos görög szuper-dreadnought alig különbözött volna francia testvérhajóitól.

Vasilefs Konstantinos (Βασιλεύς Κωνσταντίνος)
Az oszmán flotta számára Nagy-Britanniában épülő két korszerű csatahajó, a Reşadiye és a Sultân Osmân-ı Evvel ellensúlyozására a Salamis dreadnought egyedül már elégtelennek tűnt, ezért Görögország megrendelt egy újabb csatahajót, a király, I. Konstantin tiszteletére elnevezett Vasilefs Konstantinos-t (Konstantin király). Az egység  tulajdonképpen a francia Bretagne osztály negyedik, testvérhajóitól alig különböző tagja  lett volna. Építése 1914. június 12-én kezdődött az A C de la Loire et Penhoët cég  St-Nazaire-i hajógyárában, az első világháború kitörése miatt azonban már 1914 augusztusában félbemaradt, az elkészült részeket 1925 után szétbontották.
Technikai adatok: vízkiszorítás: 23 230 t/ 25 000 t, hossz: 166 m, szélesség: 26.9 m, merülés: 9.8 m. Sebesség: 20 csomó.
Páncélzat: övpáncél: 250 - 160 mm, fedélzet: 70 - 45 mm, fő lövegtornyok homlokpáncélja: 340 mm, barbettáik: 270 - 248 mm, kazamaták: 160 mm, parancsnoki harcálláspont: 300 -270 mm maximum. Fegyverzet: 10 db 340 mm L/45 M1912 ágyú öt kétlöveges páncéltoronyban, 22 db 139 mm L/55 M1910 ágyú, 12 db 76 mm L/51 Hotchkiss ágyú, 4 db 47 mm L/50 M1902 ágyú, 4 db 450 mm torpedóvetőcső, 30 db akna. Legénység: 1124 - 1133 fő.

## Hollandia

### Battleshipplan 1912- csatahajó
A holland kormánykörökben a 20. század elejétől egyre komolyabb aggodalmat keltett Japán és haditengerészetének erősödése. Különösen az 1904-1905-ös orosz-japán háború után tartottak attól, hogy a császárság esetleg szemet vethet Holland Kelet-Indiára. 1912-ben Királyi Bizottság került felállításra, hogy megvizsgálja a gyarmat hatékony védelme érdekében meghozandó intézkedéseket, ennek 1913-as jelentése kilenc dreadnought csatahajó megépítését javasolta. Mivel a feladatra a holland üzemek nem voltak alkalmasak, csak külföldi hajógyárak jöhettek számításba. Hét neves cég nyújtott be terveket a pályázatra, ezek közül a történészek szerint nagy valószínűséggel a német Friedrich Krupp Germaniawerft No. 806 számú munkáját választották volna ki. Pénzügyi megfontolásokból az egységek számát négyre voltak kénytelenek csökkenteni. 1914 nyarára került a holland parlament alsóháza (Tweede Kamer) elé a négy, esetleg öt dreadnought, könnyűcirkálók (a későbbi Java osztály) és egyéb egységek megépítését elrendelő Fleetlaw 1914, a csatahajóprojekt megvalósulását az első világháború kitörése azonban megakadályozta. A kortárs, potenciális ellenfélnek tekintett japán nehéz hadihajók közül a Fusō és az Ise osztályok két-két egységét mind páncélzat, mind fegyverzet tekintetében alulmúlták, a siker reményében legfeljebb a két Kawachi osztályú dreadnought-tal és a négy Kongō osztályú csatacirkálóval mérkőzhettek volna - ha egyáltalán megépülnek.
Technikai adatok (Friedrich Krupp Germaniawerft, No. 806): vízkiszorítás: 24 605 t/26 851 t, hossz: 184 m, szélesség: 28 m, merülés: 9 m. Sebesség: 22 csomó. Páncélzat: övpáncél: 250 - 150 mm, a citadellát elölről és hátulról lezáró keresztválaszfalak: 200 mm, torpedófal: 40 mm,  fedélzet: 50 mm, parancsnoki harcálláspont: 300 -200 mm, fő lövegtornyok barbettái: 300 - 100 mm, fő lövegtornyok homlokpáncélja: 300 mm. Fegyverzet: 8 db 356 mm L/50 ágyú négy kétlöveges, szupertüzelő elrendezésű toronyban, 16 db 150 mm ágyú, 12 db 75 mm ágyú. Legénység: 860 fő.

### 1047 dizájn - csatacirkáló
Az 1047 dizájn a holland Királyi Haditengerészet (Koninklijke Marine) tervezett, három egységből álló csatacirkáló osztálya volt közvetlenül a második világháború kitörése előtt. Az impozáns program megvalósítását a második világháború kitörése és Hollandia német megszállása akadályozta meg. A hajókat Holland Kelet-India, a mai Indonézia védelmére szánták egy esetleges japán invázió esetén, feladatuk elsősorban az ellenséges nehéz- és könnyűcirkálók leküzdése. A fő fegyverzetet a Scharnhorst osztály csatacirkálóin is alkalmazott 9 darab 283 mm-es SK C/34 típusú ágyú alkotta, a lövegtornyokat és a lövegeket a németek szállították volna, a csőemelkedést megnövelték a maximális lőtávolság fokozása érdekében. A páncélzat és torpedóvédelem, a holland mérnökök nehéz egységek terén teljesen hiányzó tapasztalatai miatt egyáltalán nem felelt meg a kor követelményeinek. Hazai hajógyárakban, mint a Wilton-Fijenoord, Schiedam szándékoztak megépíteni őket.
Technikai adatok: vízkiszorítás: 27 988 t, hossz: 241.2 m, szélesség: 30.85 m, merülés: 7.8 m. Sebesség: 34 csomó. Páncélzat: övpáncél: 225 - 40 mm, fedélzet: 100 - 20 mm, parancsnoki harcálláspont: 150 mm, fő lövegtornyok: 360 -150 mm, fő lövegtornyok barbettái: 250 - 200 mm. Fegyverzet: 9 db 283 mm SK C/34 L/54.5 ágyú, lövedék tömege: 336 kg, 12 db 120 mm L/45 univerzális ágyú légi és tengeri célpontok ellen, 14 db 40 mm Bofors légvédelmi gépágyú, 8 db 20 mm Oerlikon légvédelmi gépágyú.

## Japán

### Kawachi osztály[16]- csatahajó
Kawachi (河内)
Settsu (摂津)

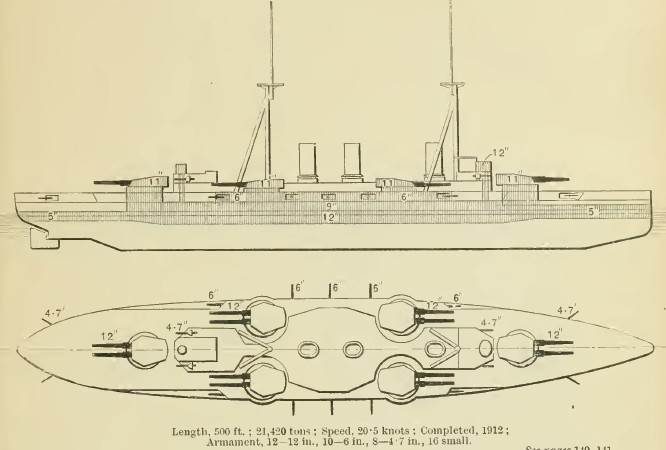
A Kawachi osztály jellegrajza a Brassey's Naval Annual 1915-ös kiadásából
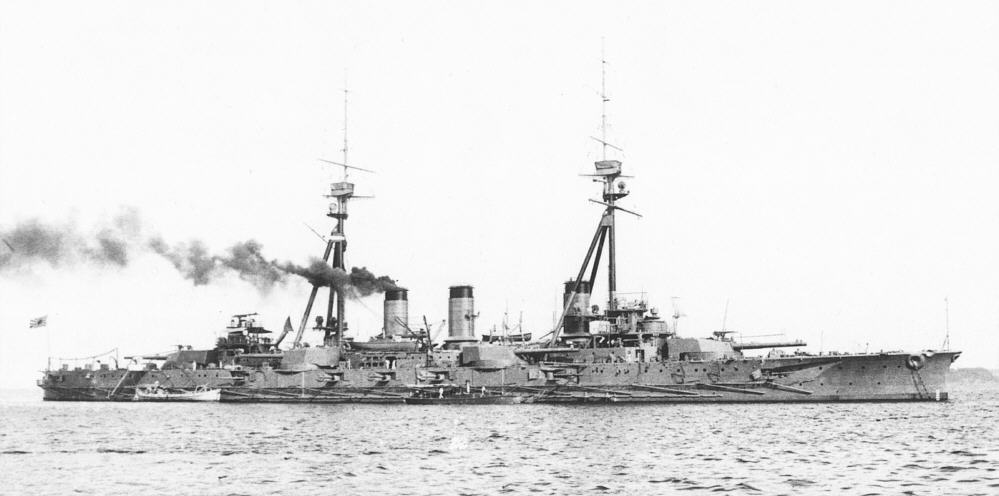
A Kawachi osztályú japán Settsu csatahajó 1910-ben

### Kongō osztály[17]-csatacirkáló
Kongō (金剛)
Hiei (比叡)
Kirishima (霧島)
Haruna (榛名)

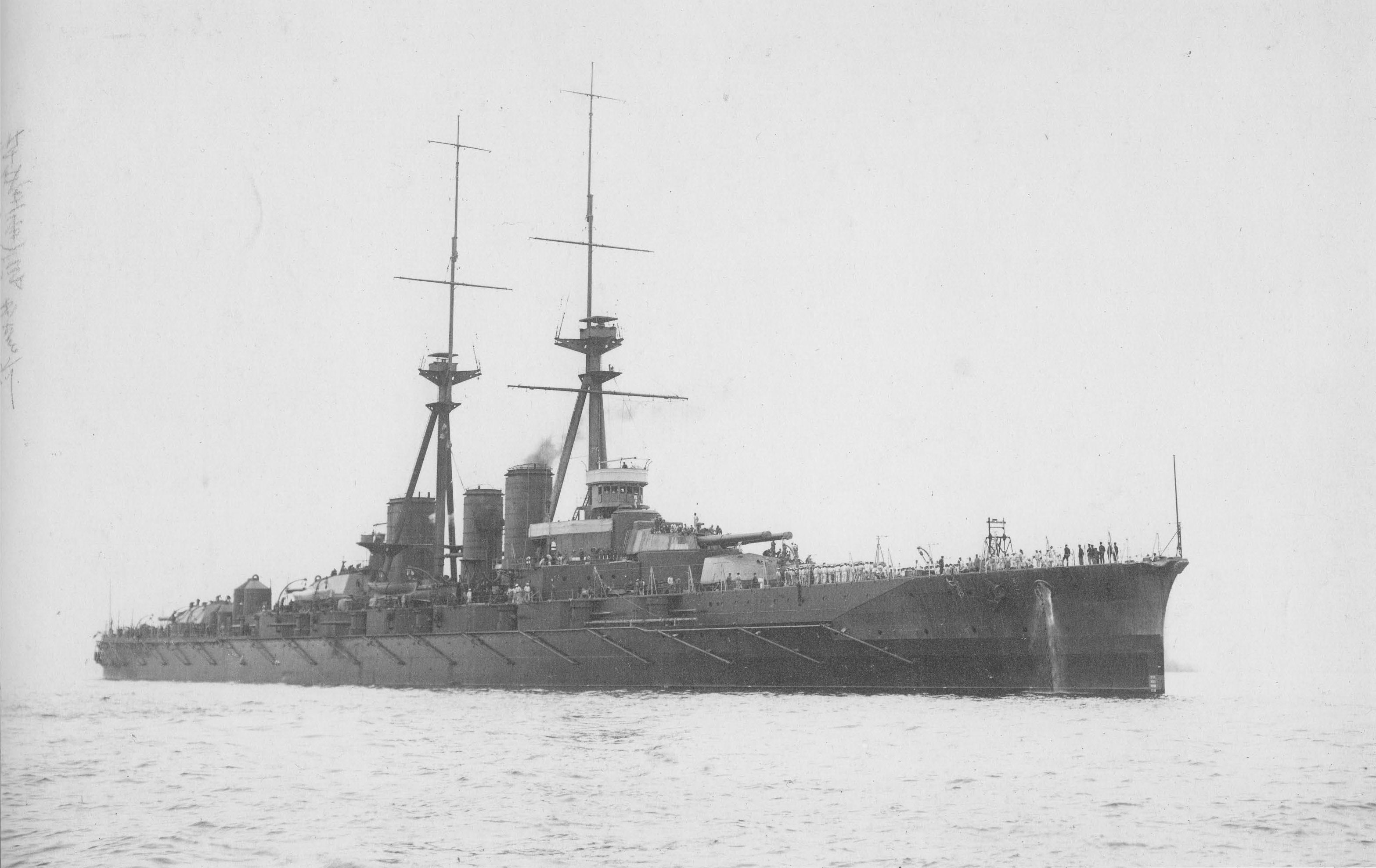
A Hiei japán csatacirkáló 1914-ben.
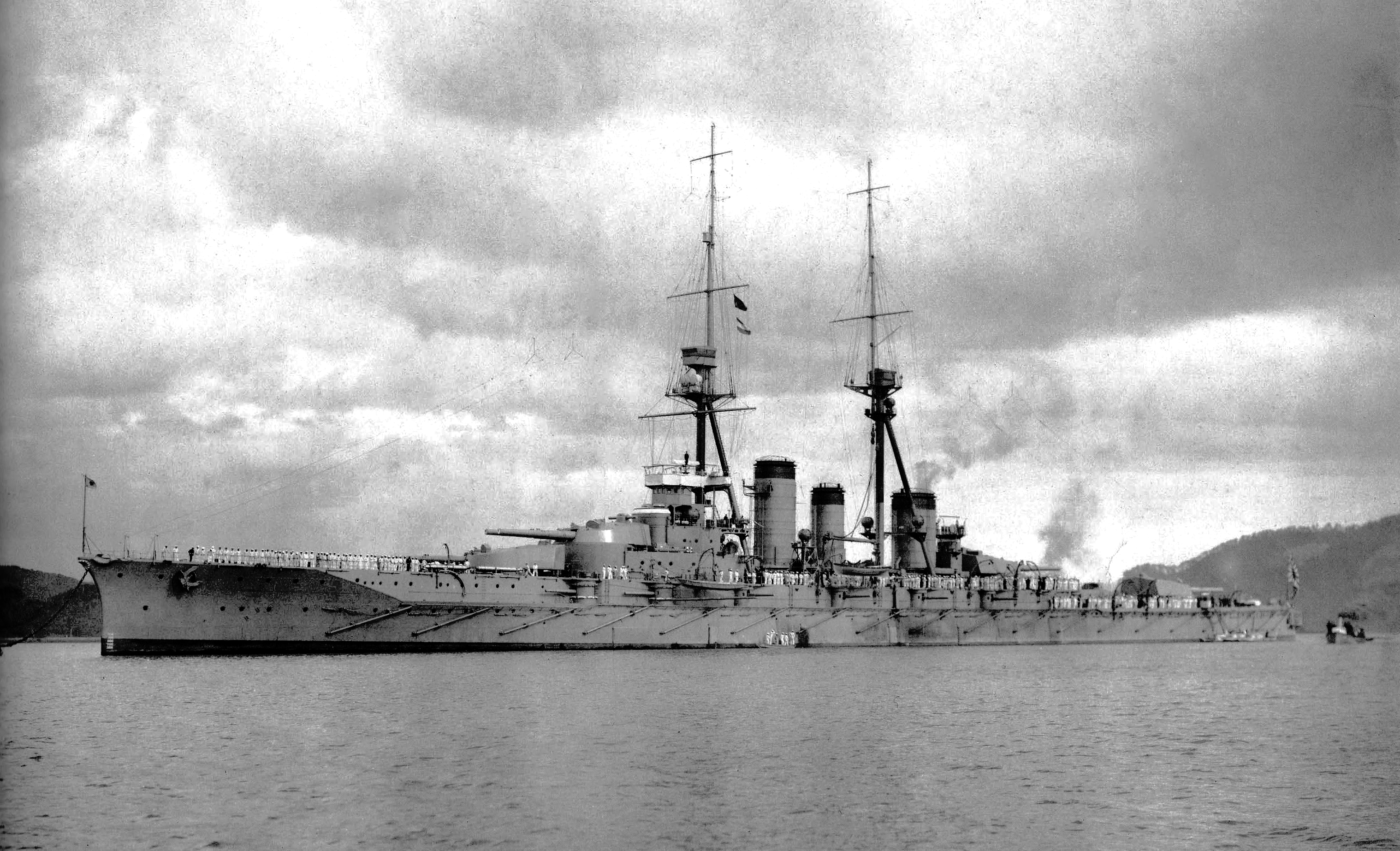
A Kirishima japán csatacirkáló 1915-ben.
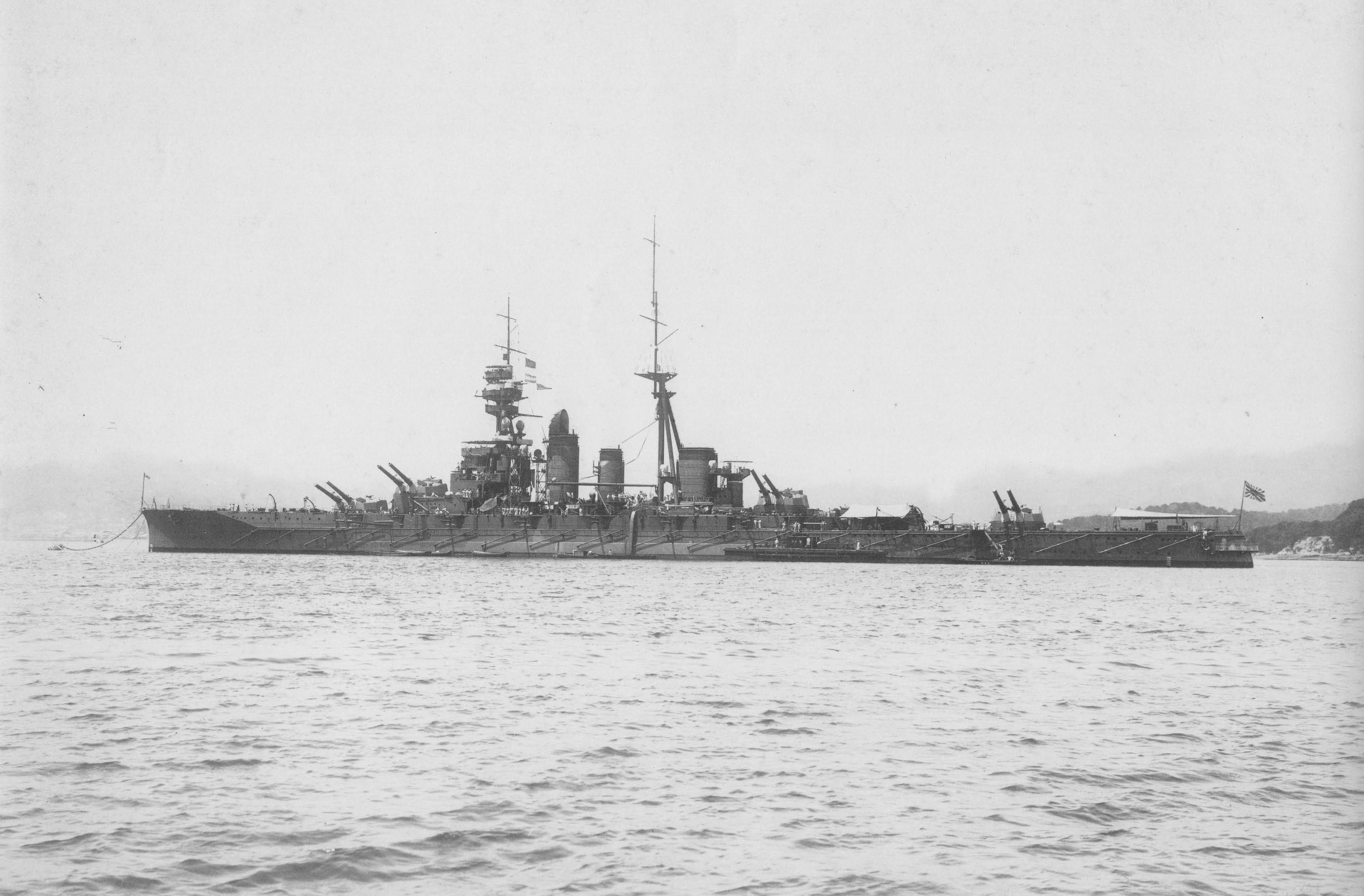
A Hiei japán csatacirkáló 1926-ban, első átépítése után.
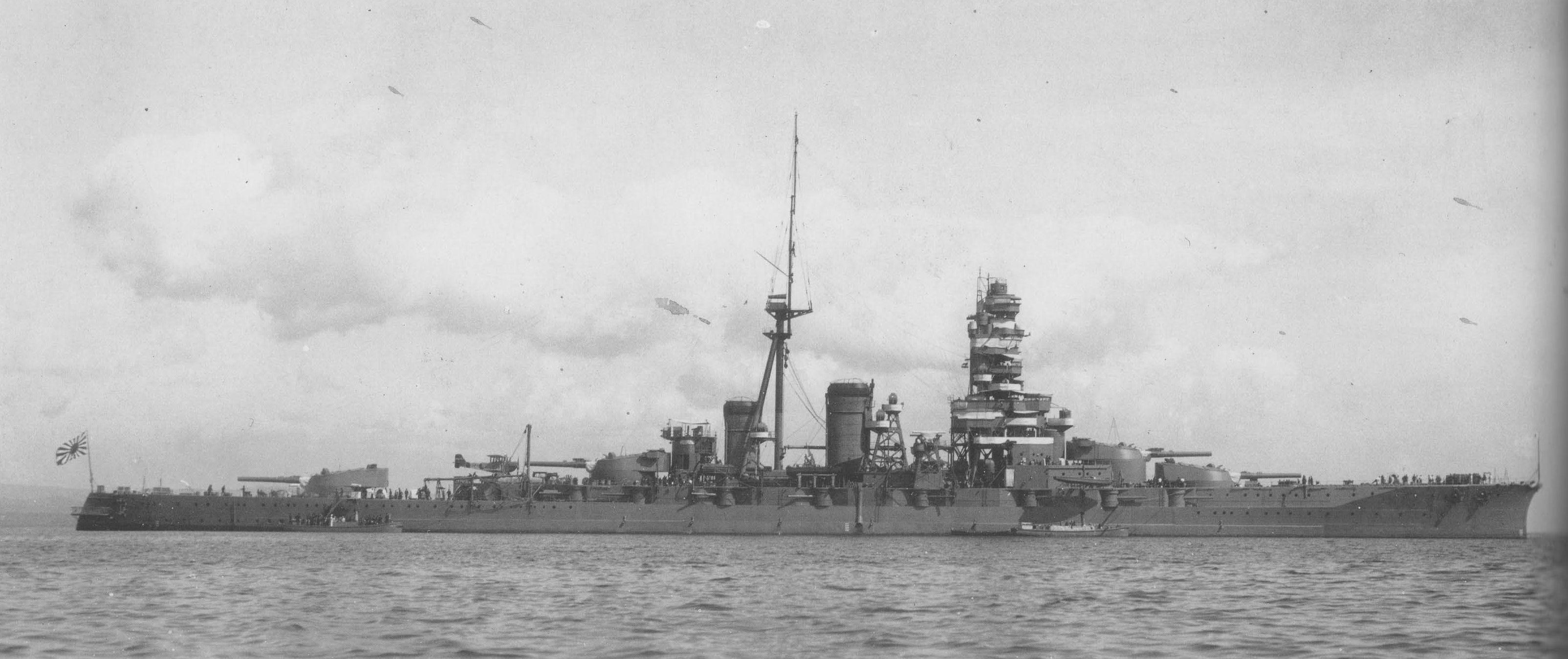
A Kirishima japán csatacirkáló 1932-ben, első átépítése után.
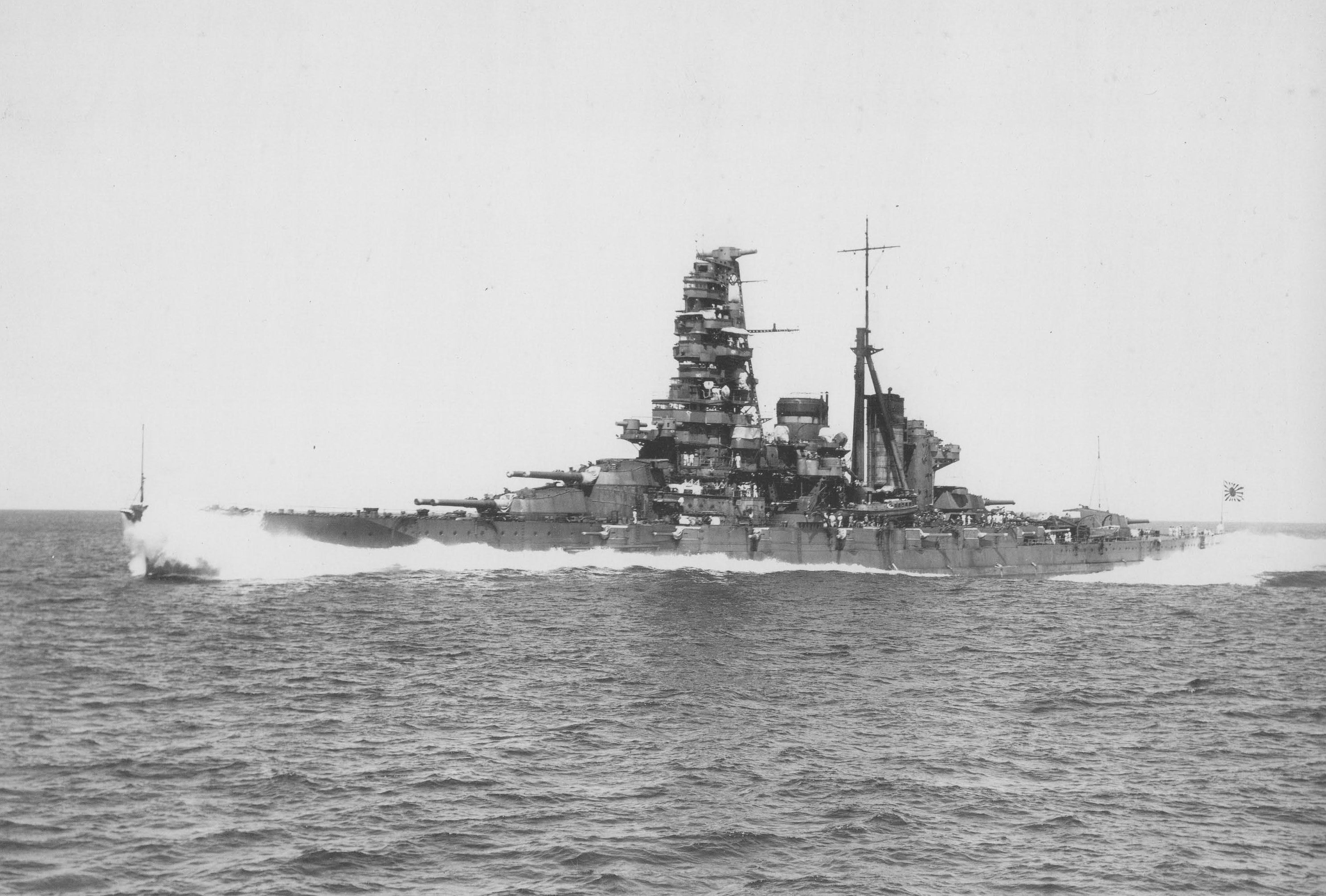
A Haruna japán csatacirkáló 1934-ben, második átépítése után.
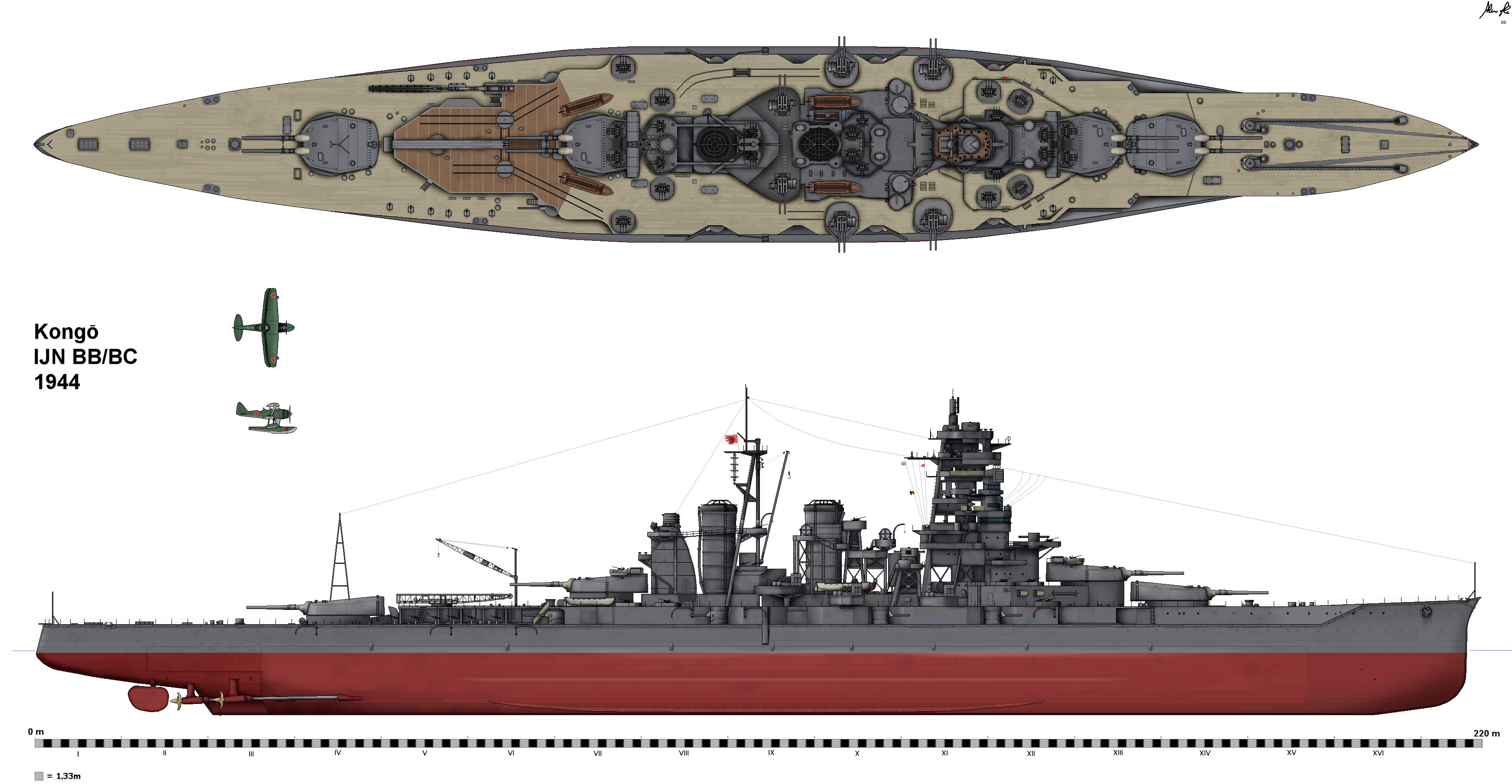
A Kongō japán csatacirkálót 1944-es állapotában ábrázoló modell.
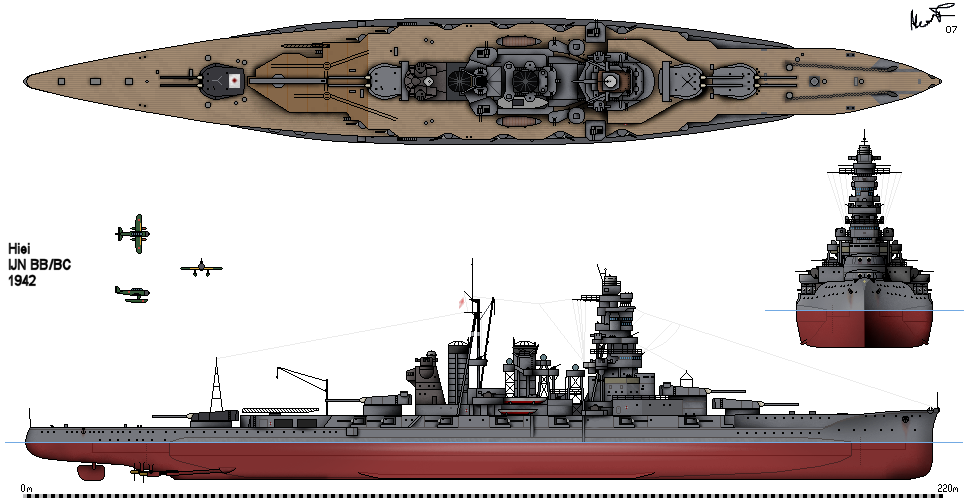
A Hiei japán csatacirkálót 1942-es állapotában ábrázoló modell.

### Fusō osztály[18]- csatahajó
Fusō (扶桑)
Yamashiro (山城)

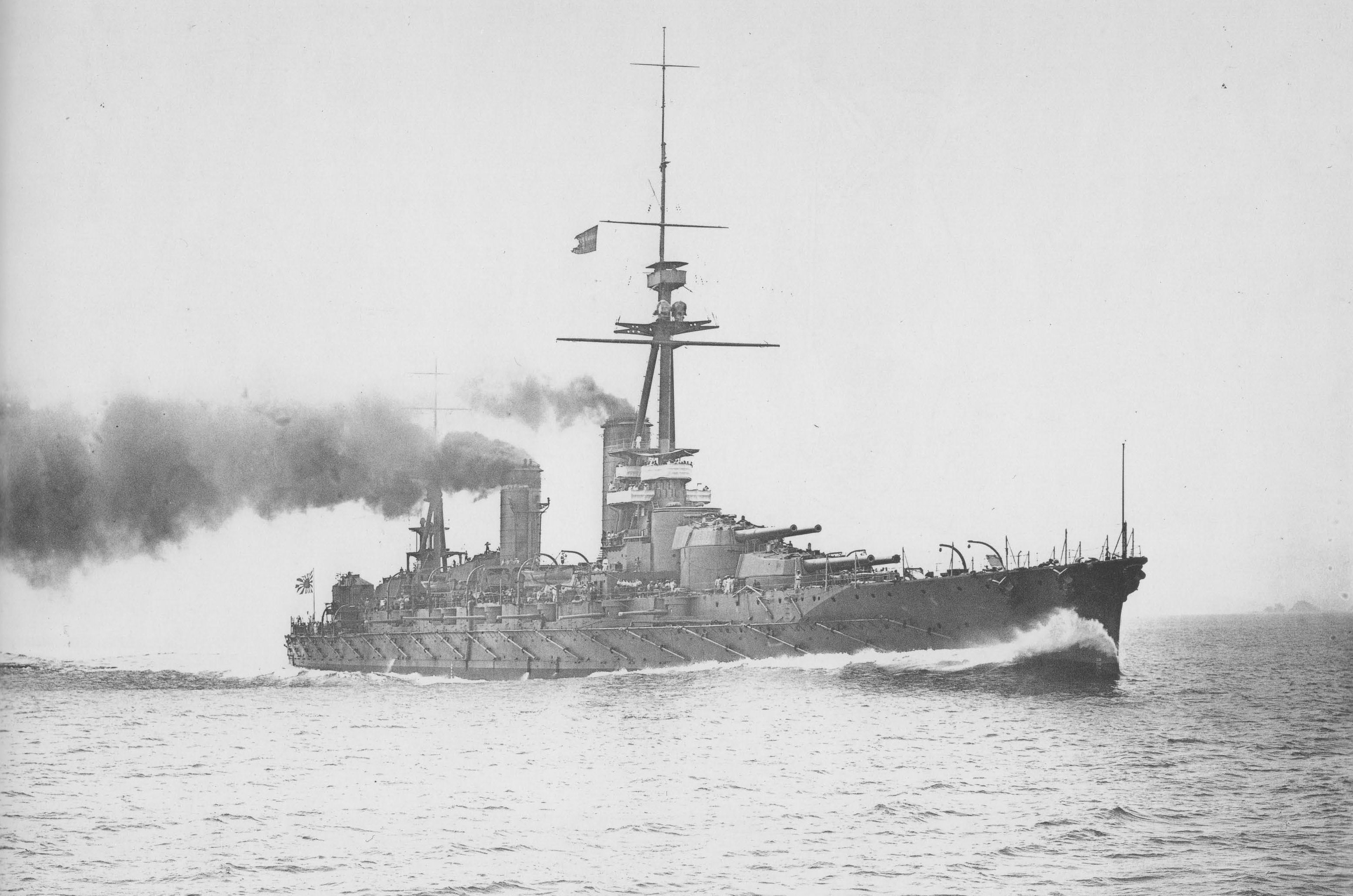
A Fusō japán csatahajó első tengeri próbaútján 1915-ben.
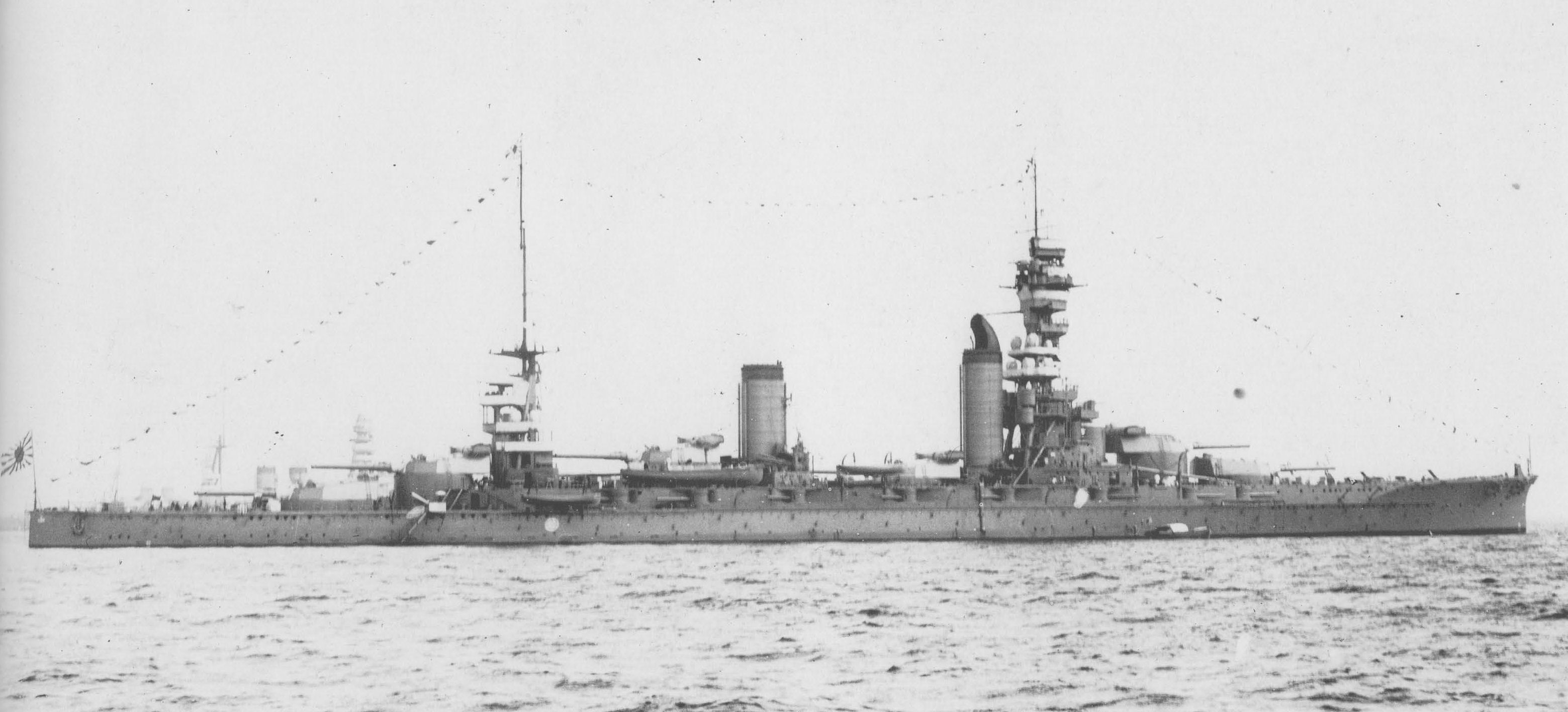
A Fusō japán csatahajó első átépítése után, 1928-ban Yokohamában.
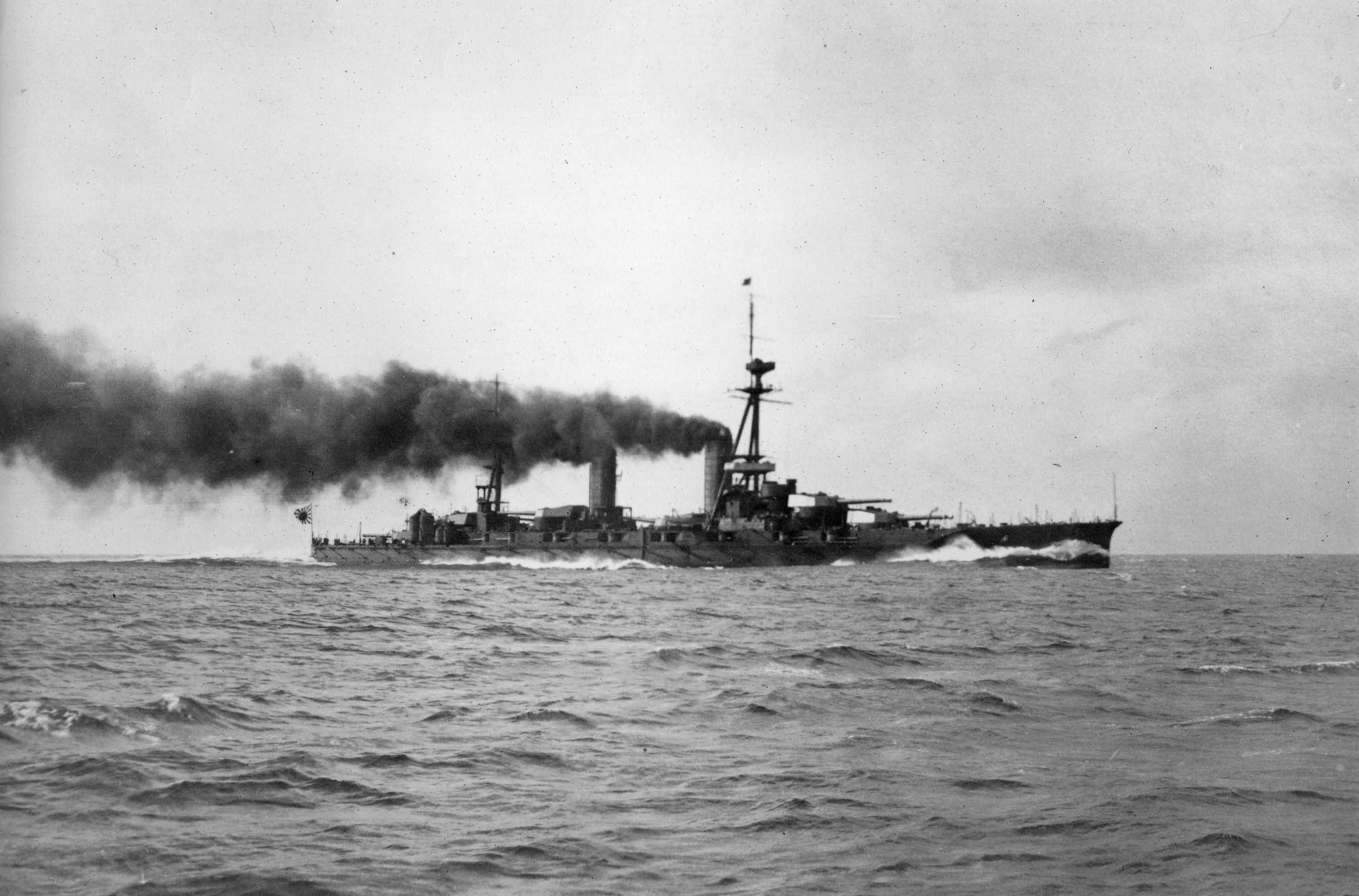
A Yamashiro japán csatahajó első tengeri próbaútján 1916-ban.
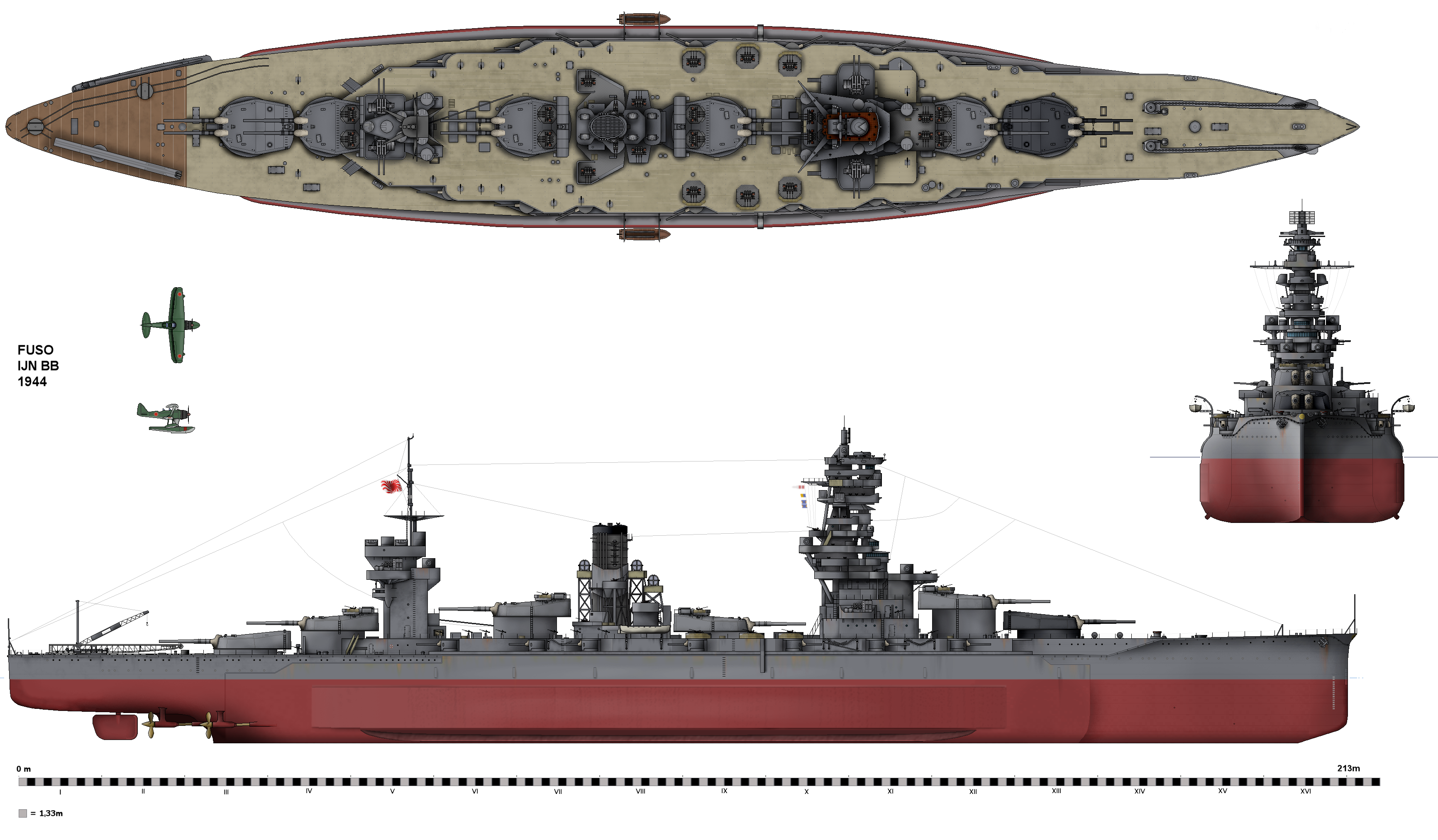
A Fusō japán csatahajó második átépítése után.
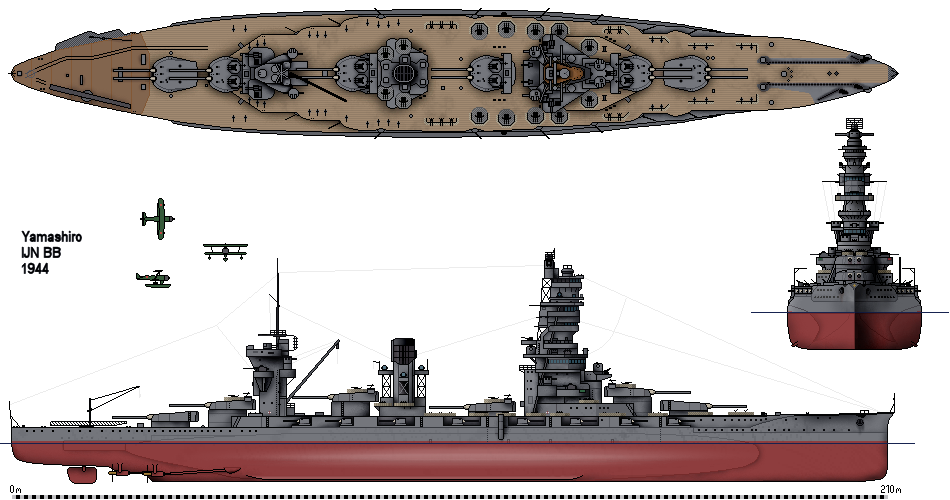
A Yamashiro japán csatahajó második átépítése után.

### Ise osztály[19]- csatahajó
Ise (伊勢)
Hyūga (日向)

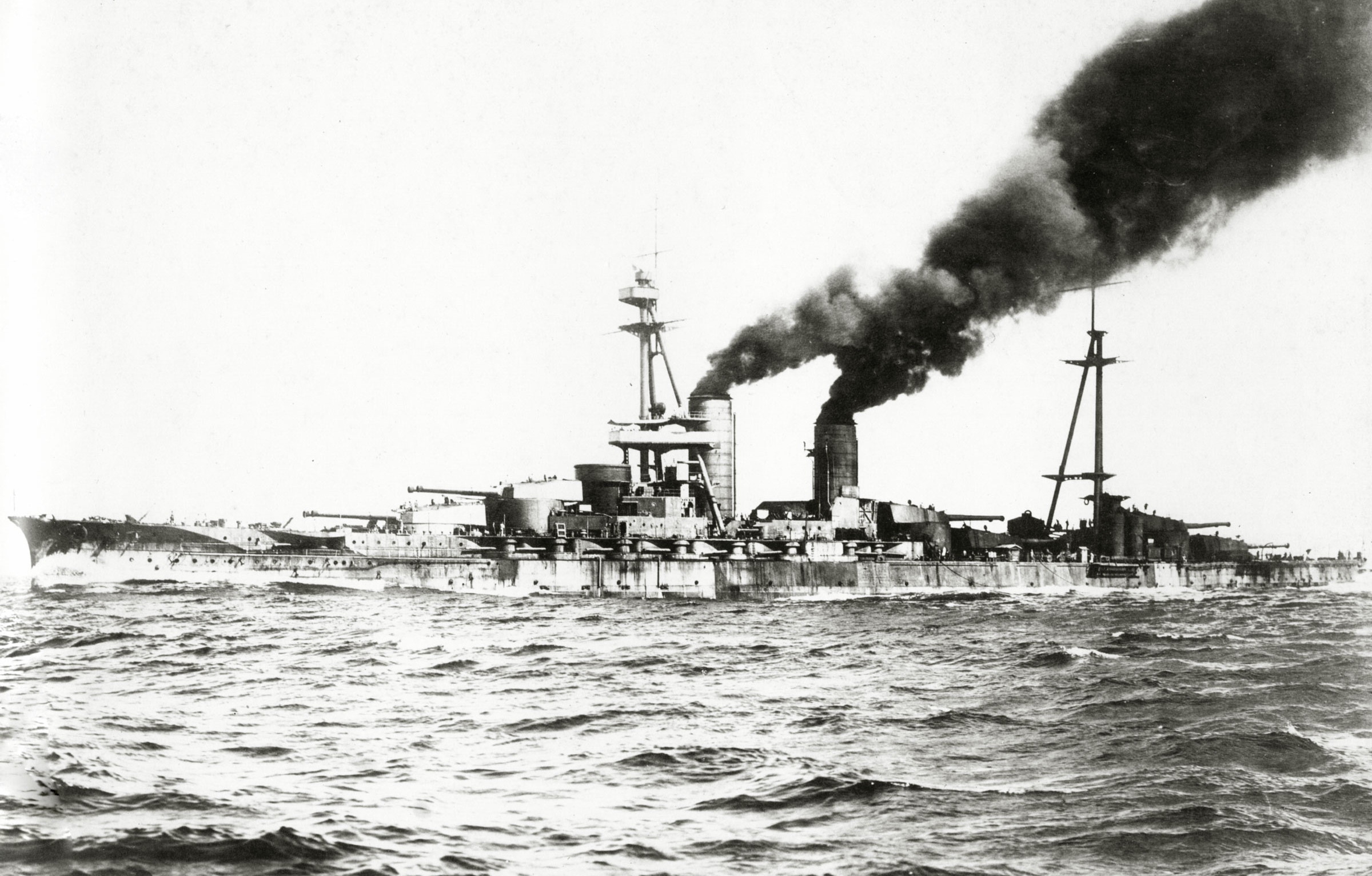
Az Ise japán csatahajó eredeti alakjában, 1917-18 táján.
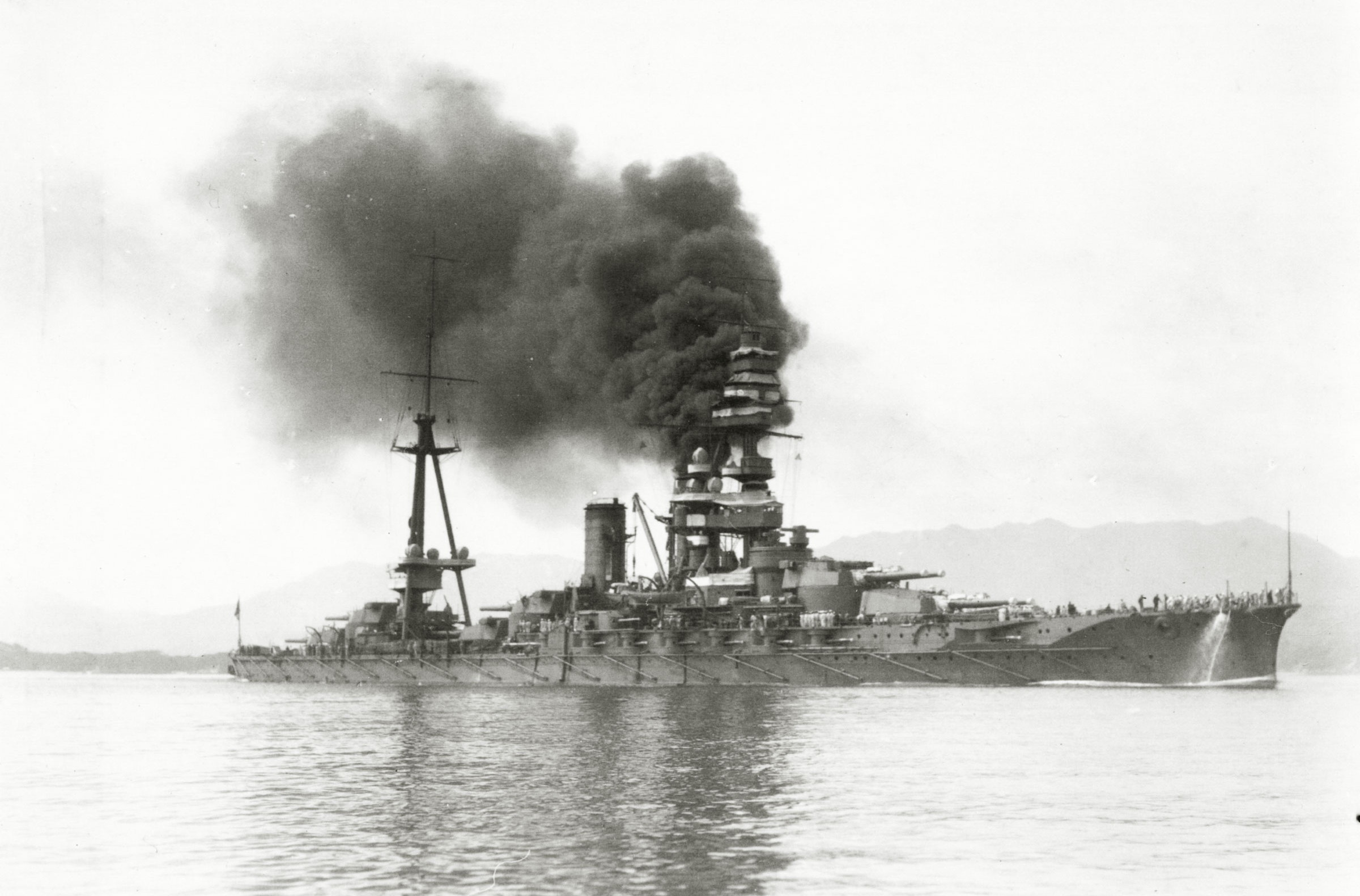
Az Ise japán csatahajó első, 1928-29-es átépítését követően.
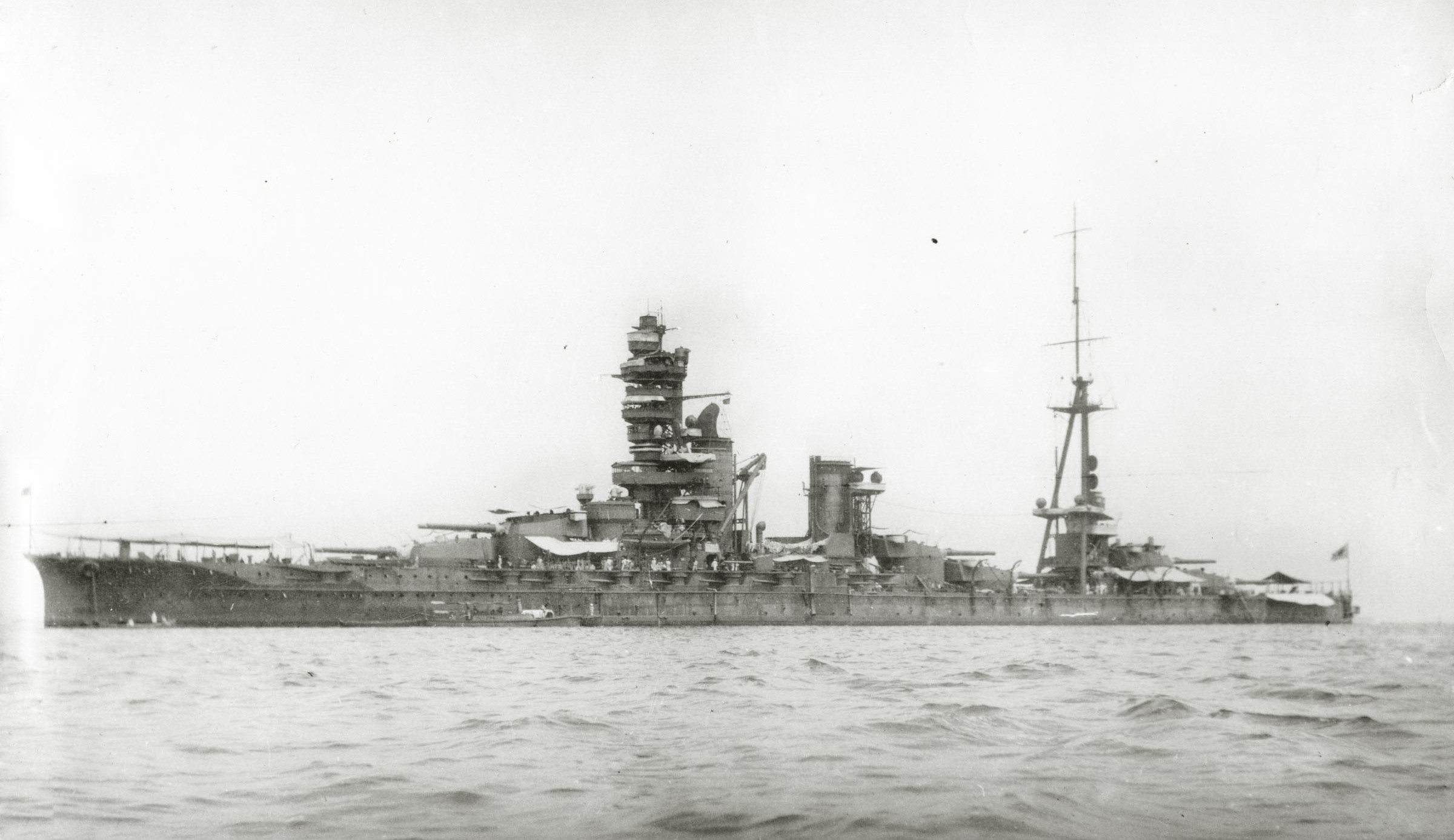
Az Ise japán csatahajó második átépítését követően.
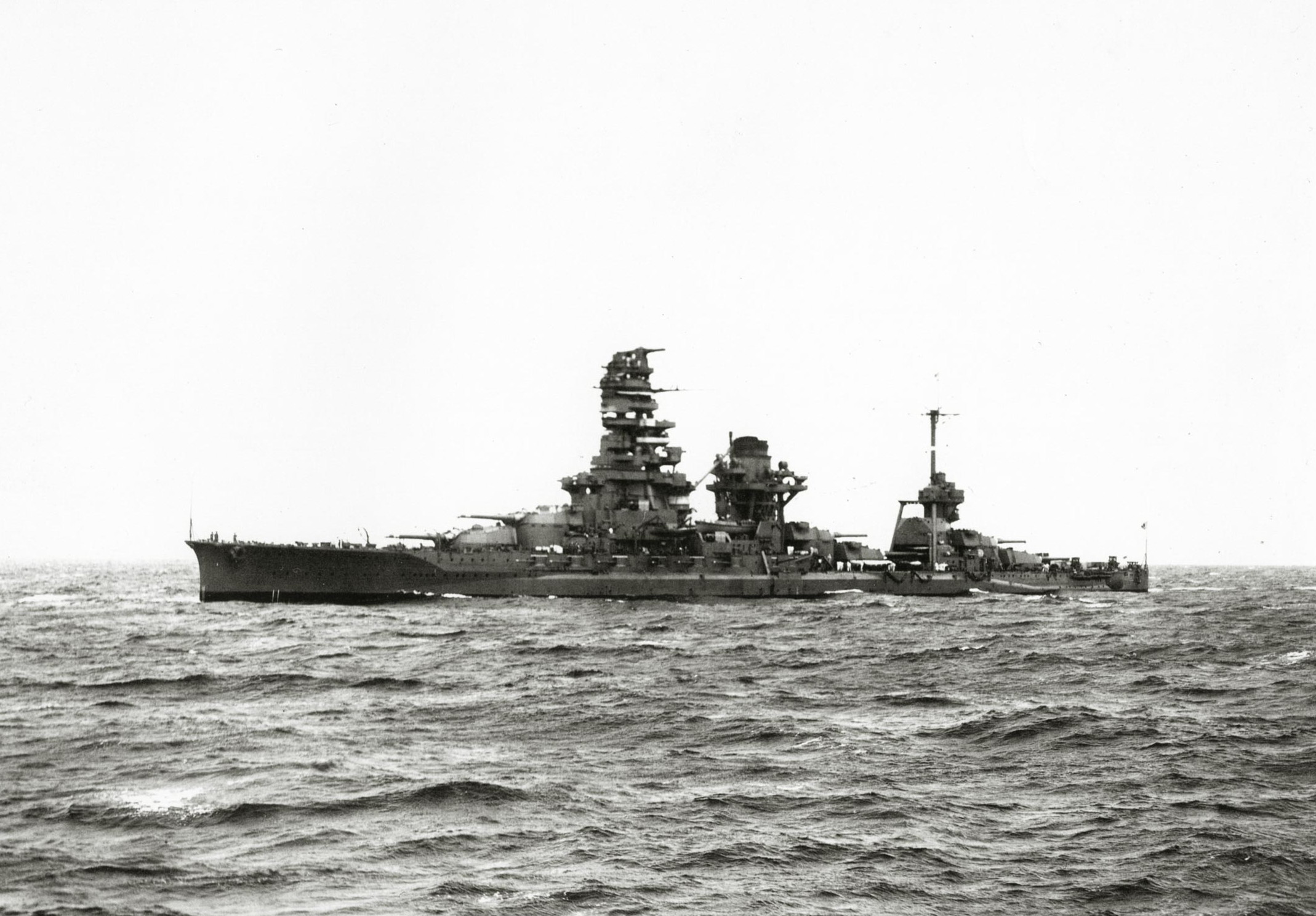
Az Ise japán csatahajó harmadik, 1935-37-es átépítését követően.
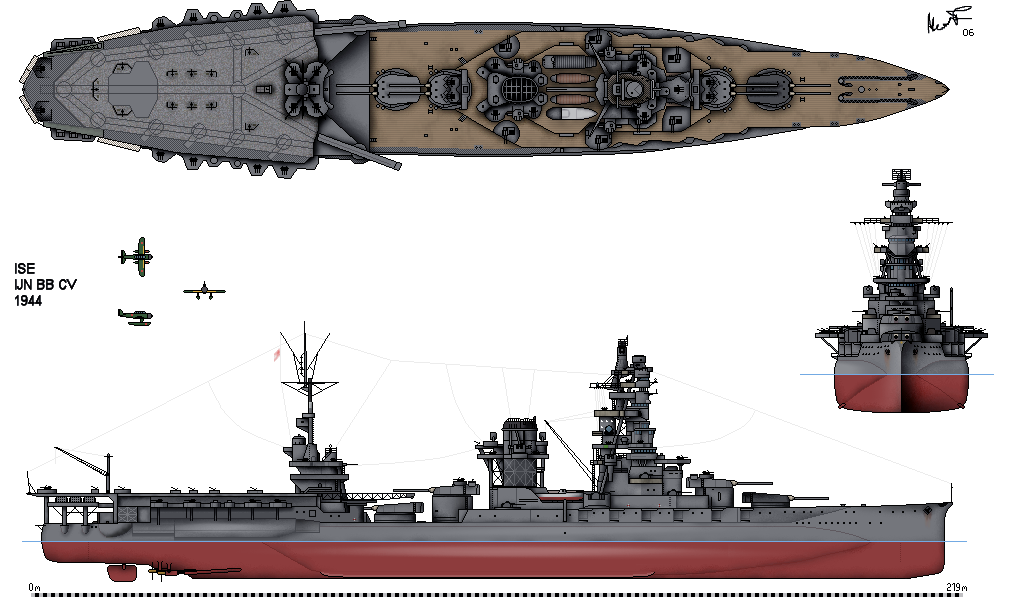
Az Ise japán csatahajó 1944-ben, hibrid csata-anyahajóként.
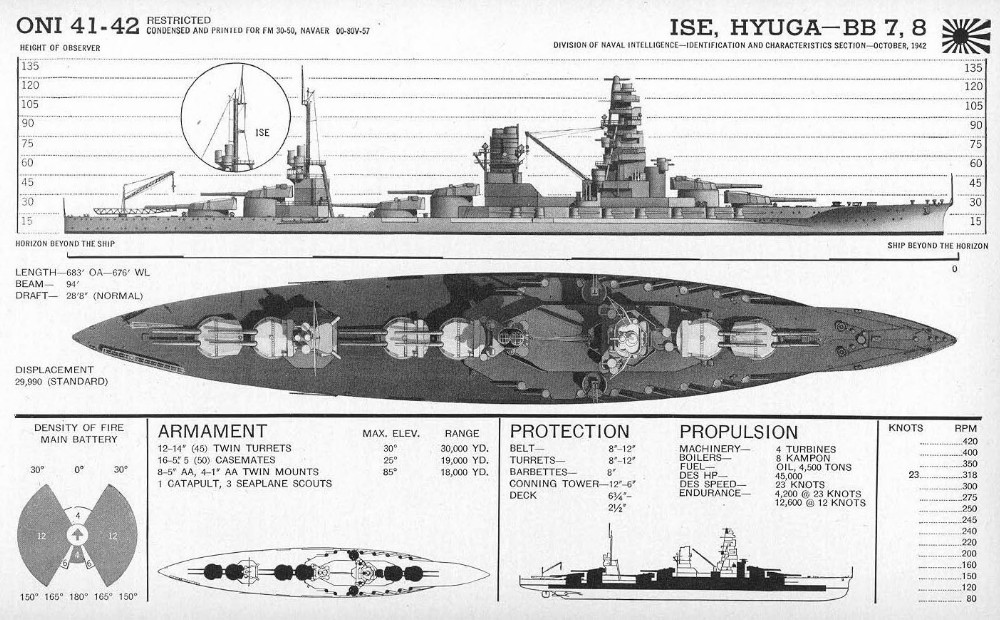
Az amerikai Office of Naval Intelligence azonosító rajza az Ise és a Hyūga csatahajókról.

### Nagato osztály[20]- csatahajó
Nagato (長門)
Mucu (陸奥)

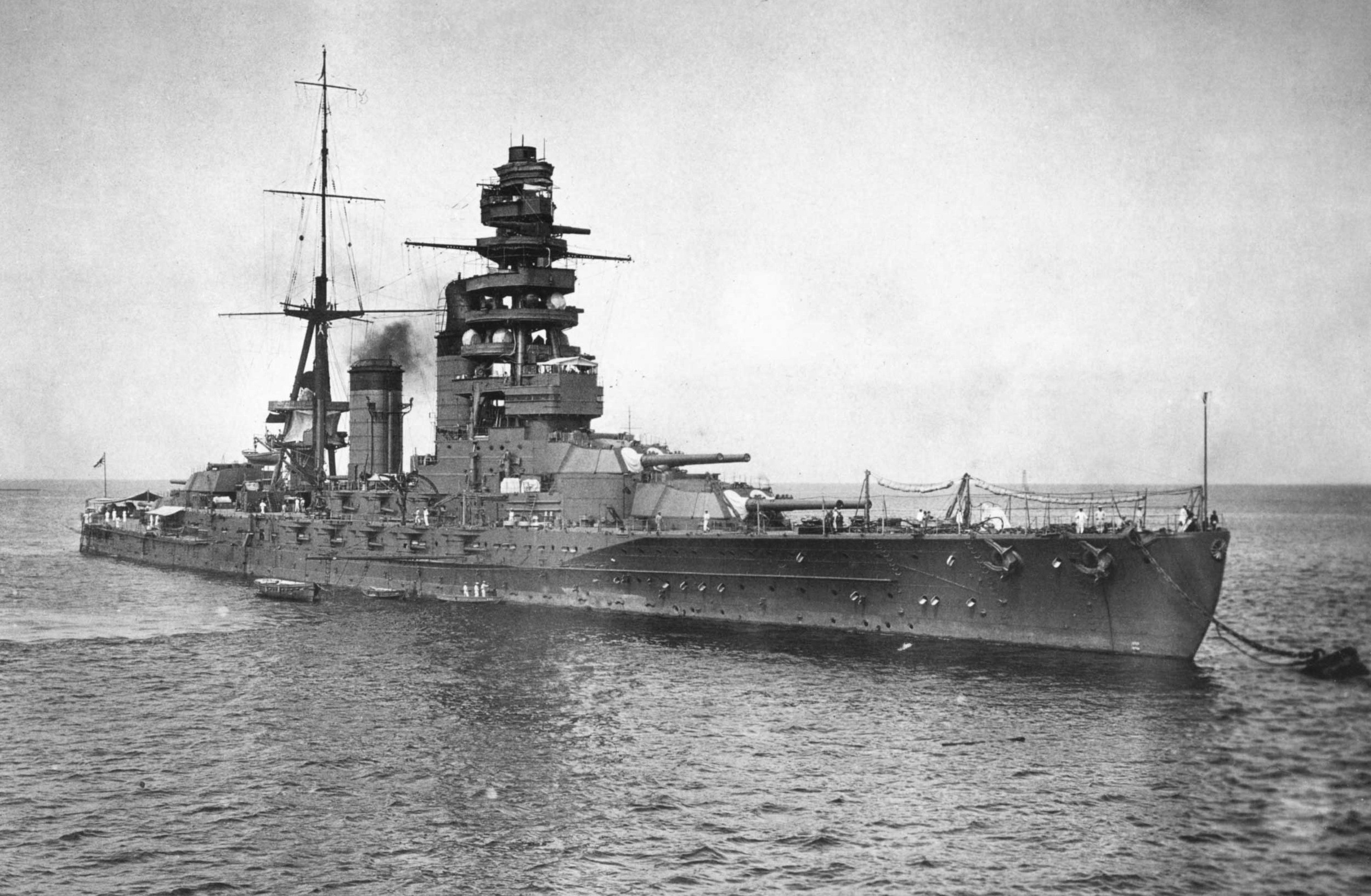
A Nagato japán csatahajó eredeti alakjában, 1924-ben.
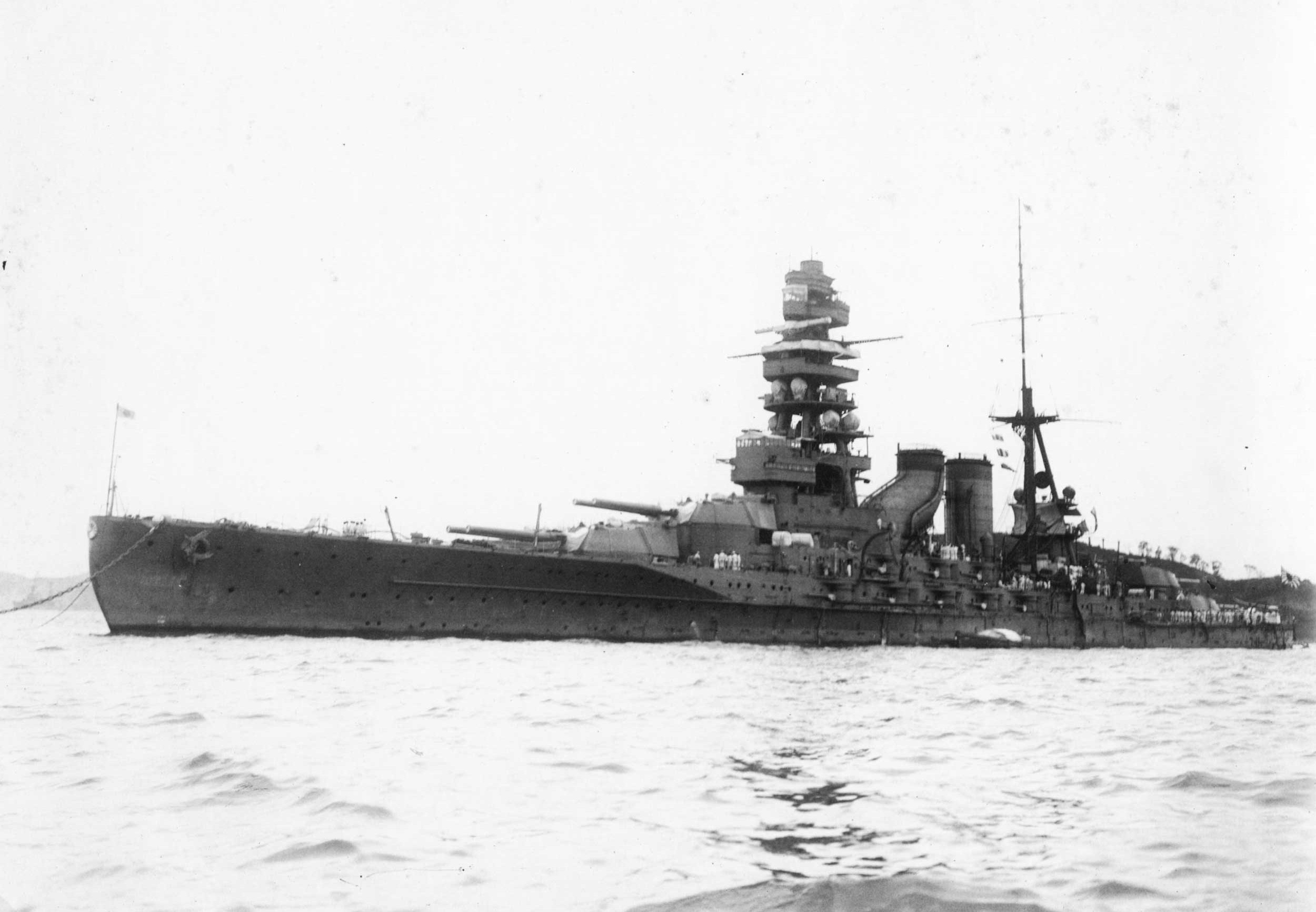
A Nagato japán csatahajó 1927-ben, első átépítése után, már hátrahajló elülső kéménnyel.
A Nagato osztály övpáncélzatának felépítése 1941-ben.
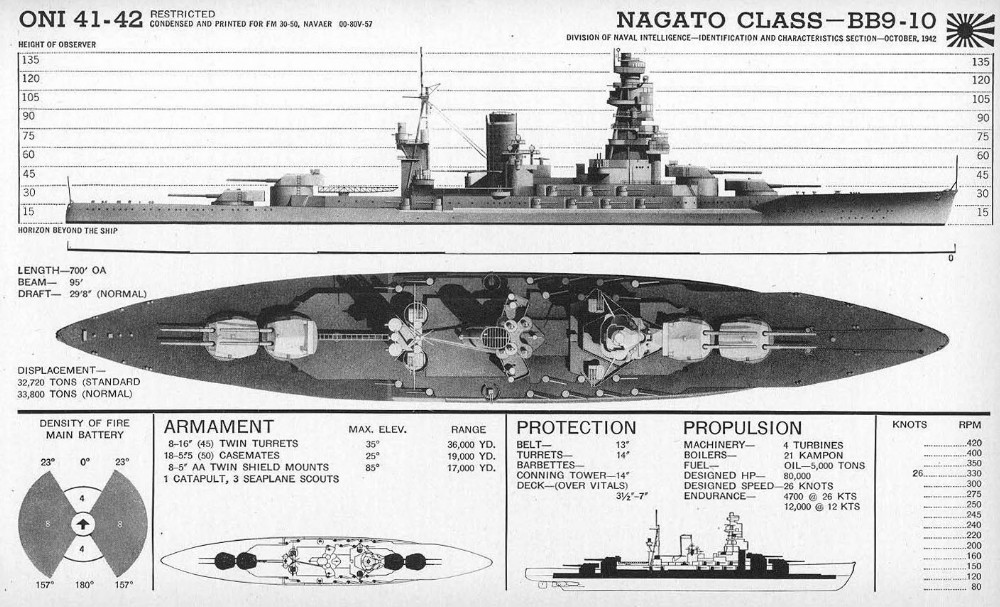
Az amerikai Office of Naval Intelligence (ONI) azonosító rajza a Nagato osztály egységeiről második átépítésük után, az amerikai hadihajók számára.
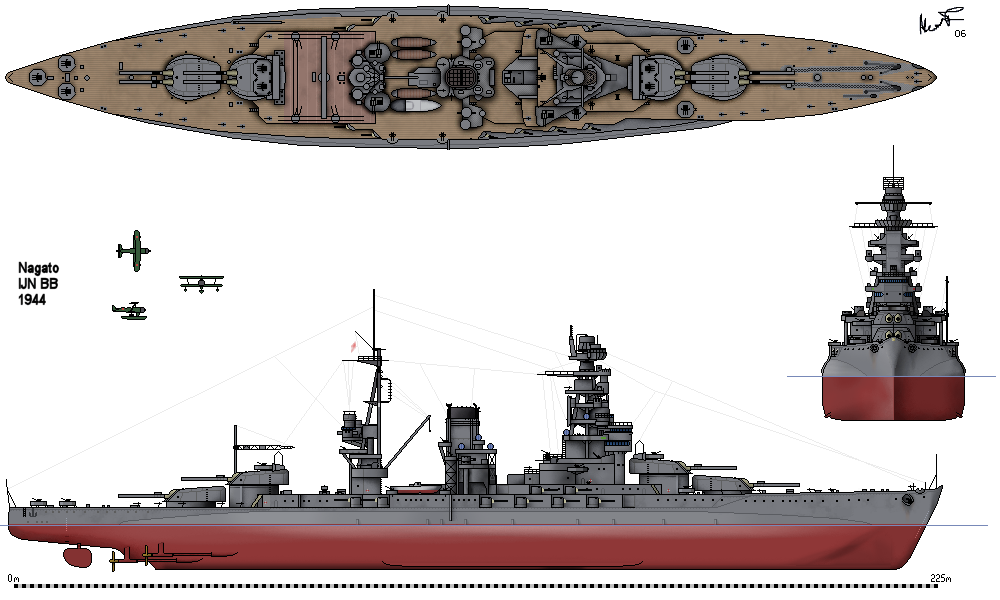
A Nagato japán csatahajó 1944-ben.
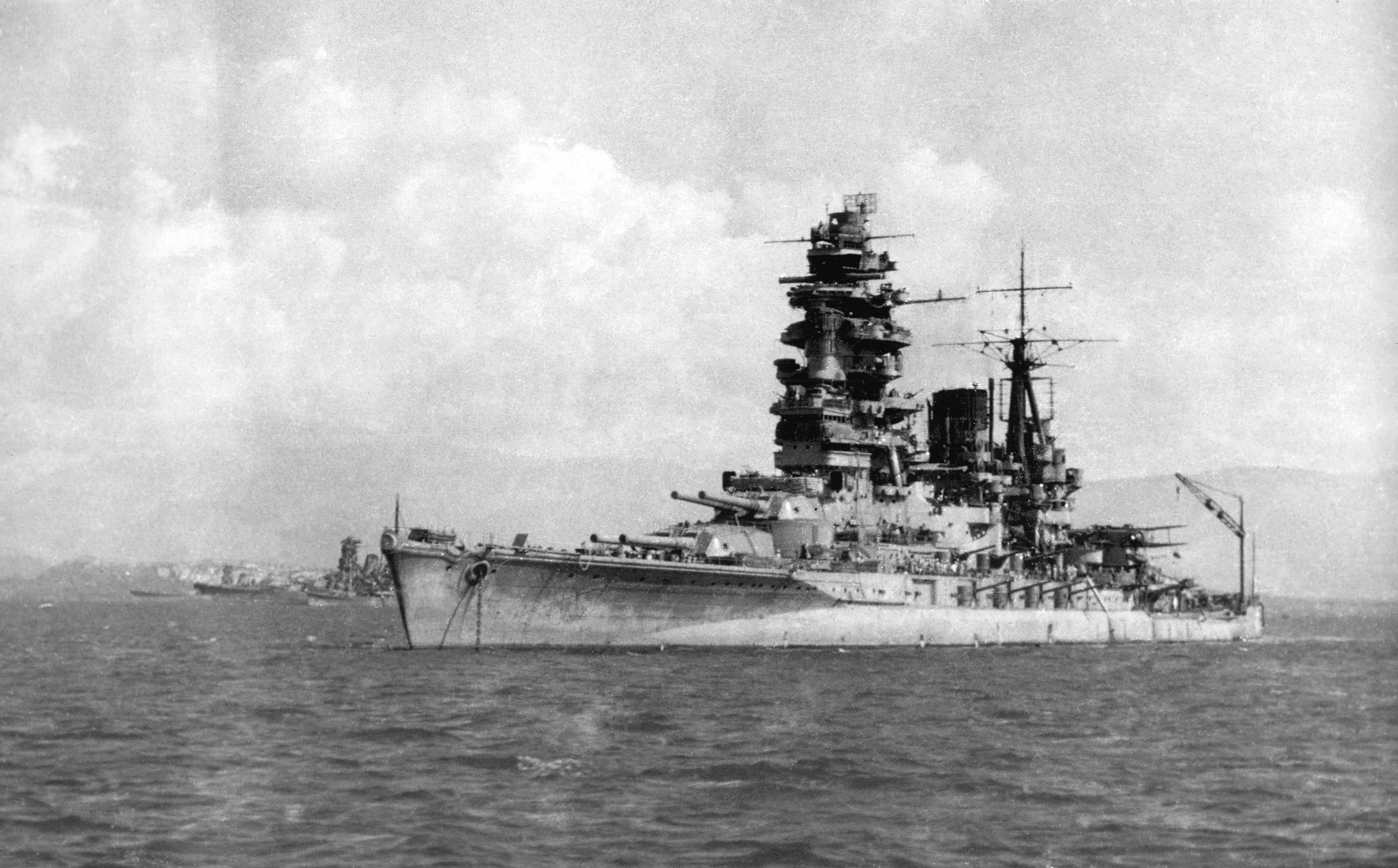
A Nagato japán csatahajó 1944. október 21-én, Brunei partjainál. A háttérben a Yamato és a Musashi csatahajók és egy romboló is látható.
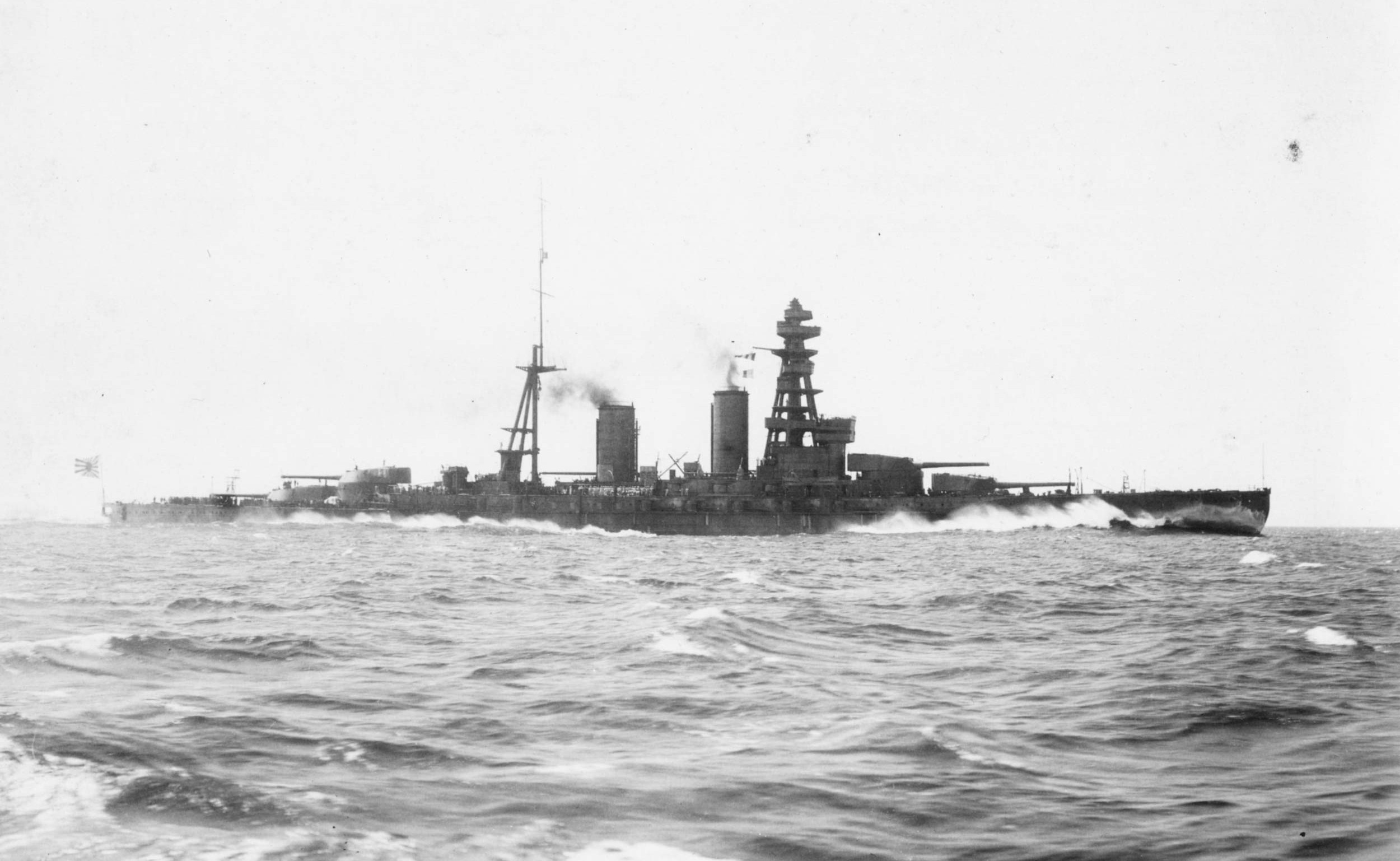
A Mucu japán csatahajó eredeti kialakításában, 1921-ben.
A Mucu japán csatahajó 1922-ben.

### Tosa osztály[21]- csatahajó
Tosa (土佐) - építése a washingtoni haditengerészeti szerződés értelmében félbemaradt
Kaga (加賀) - repülőgép-hordozóként épült meg

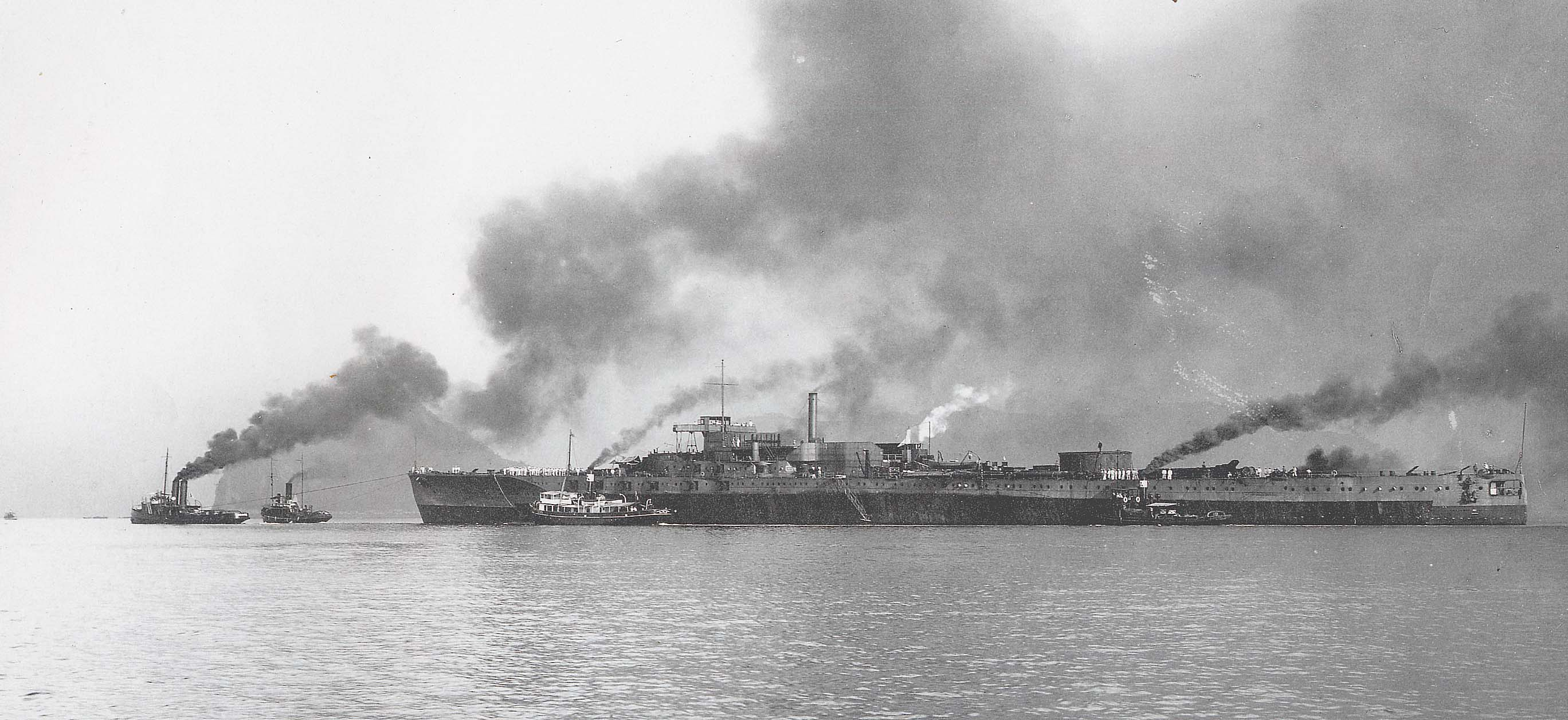
A Tosa japán csatahajó 1922-ben, félkész állapotában.
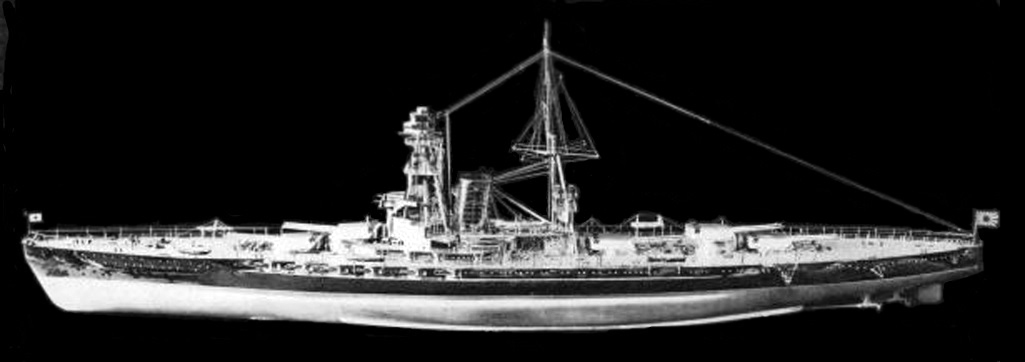
A japán Kaga csatahajó modellje.
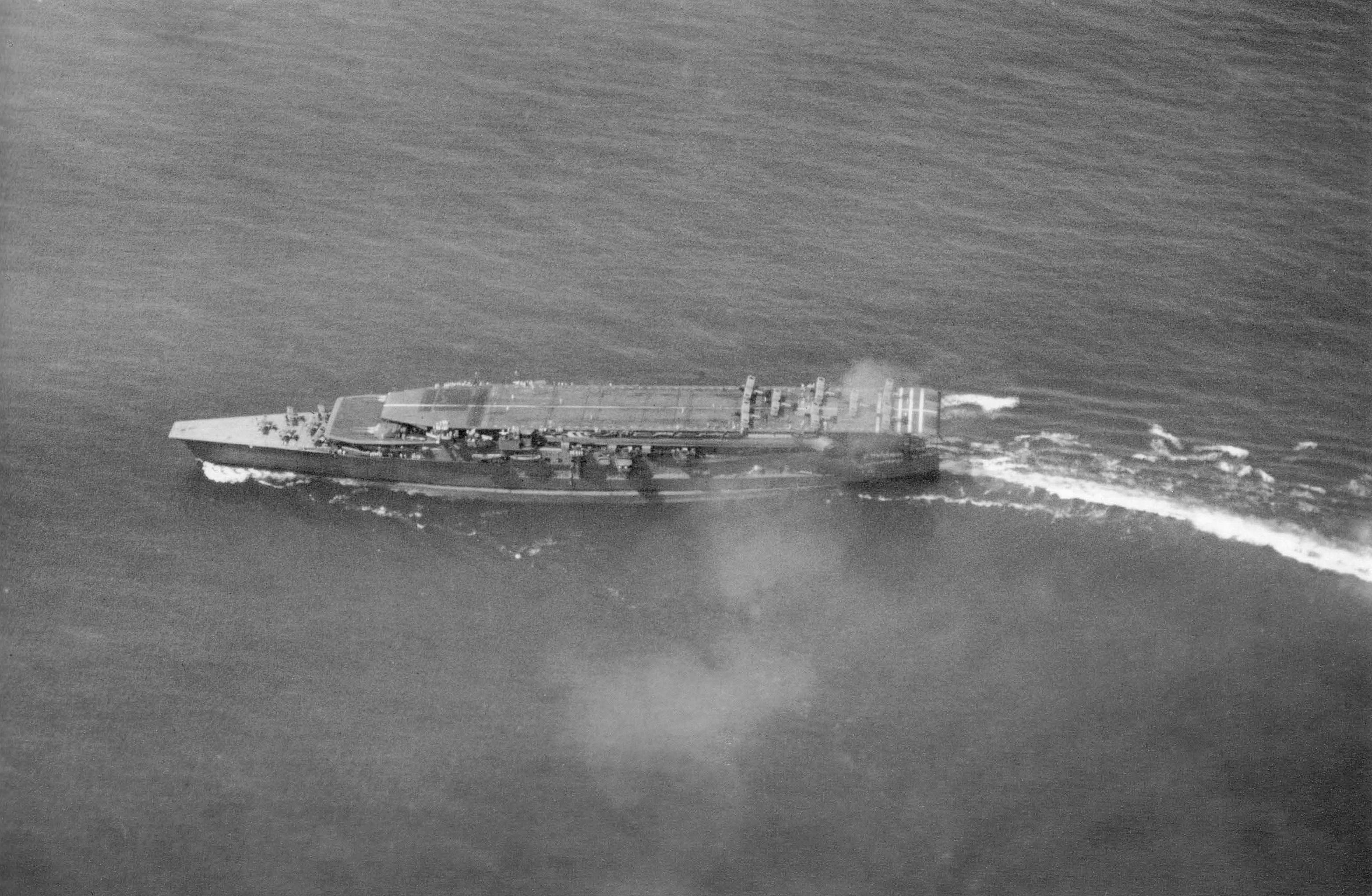
A japán Kaga repülőgép-hordozó 1930-ban.

### Amagi osztály[22]- csatacirkáló
Az Amagi osztály négy egységének építését a washingtoni haditengerészeti szerződés értelmében törölték. Az Amagi és az Akagi
esetében a hajótesteket repülőgép-hordozóvá tervezték alakítani, az Amagi azonban az 1923-as földrengésben a hajógyárban olyan súlyosan megsérült, hogy le kellett selejtezni, helyette a félkész Kaga csatahajó hajótestét alakították hordozóvá.
Amagi
Akagi - repülőgép hordozóként épült meg
Atago
Takao ( ex Ashitaka)

A japán Amagi osztályú csatacirkálók jellegrajza.
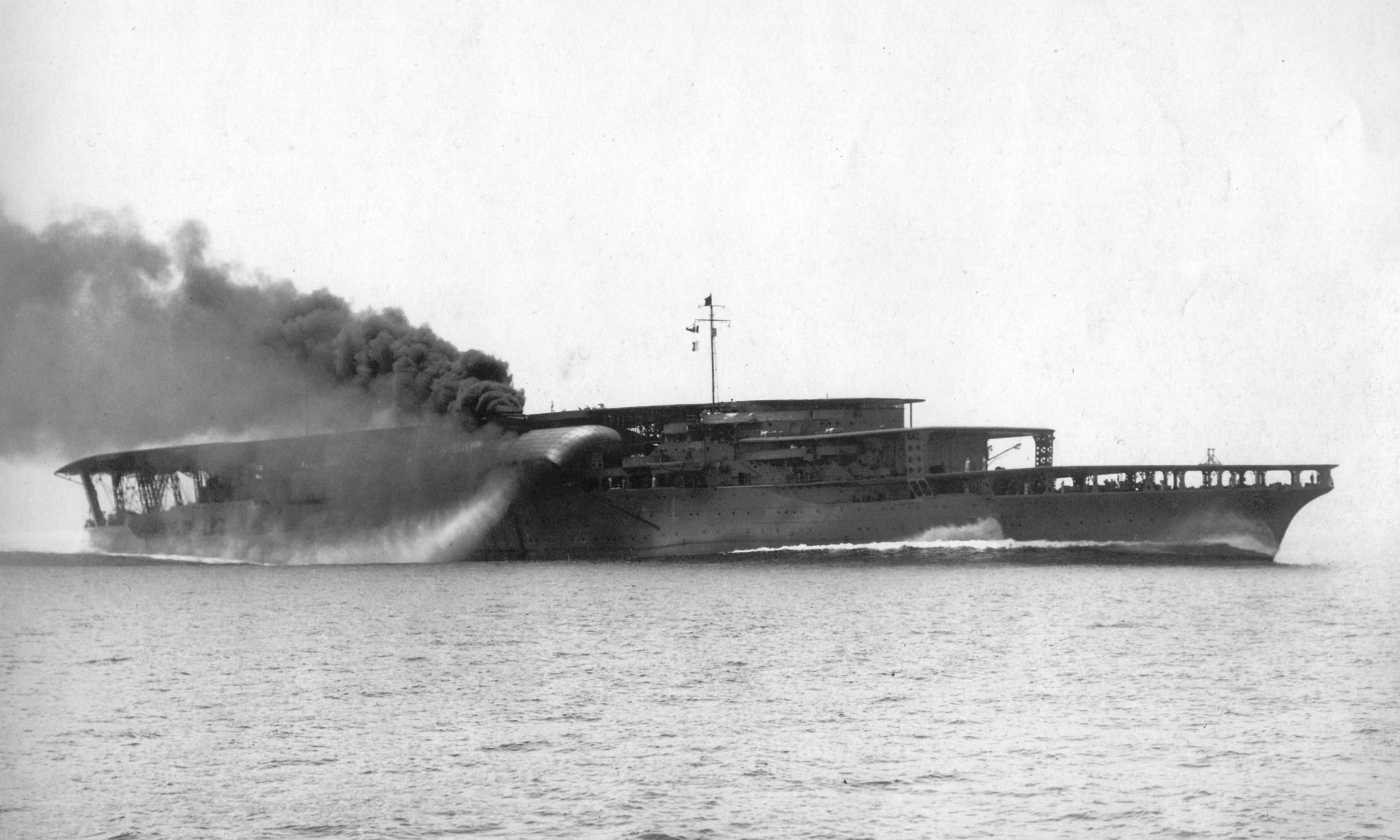
A japán Akagi repülőgép-hordozó eredeti alakjában, három, fedélzettel.

### Kii osztály- csatahajó
A Kii osztály négy egységének építése a washingtoni haditengerészeti szerződés megkötése miatt el sem kezdődhetett.
Kii
Owari
Suruga
Omi

### No. 13 osztály- csatahajó
A No. 13 osztály négy névtelen szupercsatahajójának építése a washingtoni flottaegyezmény megkötése miatt 
el sem kezdődött.
No. 13
No. 14
No. 15
No. 16

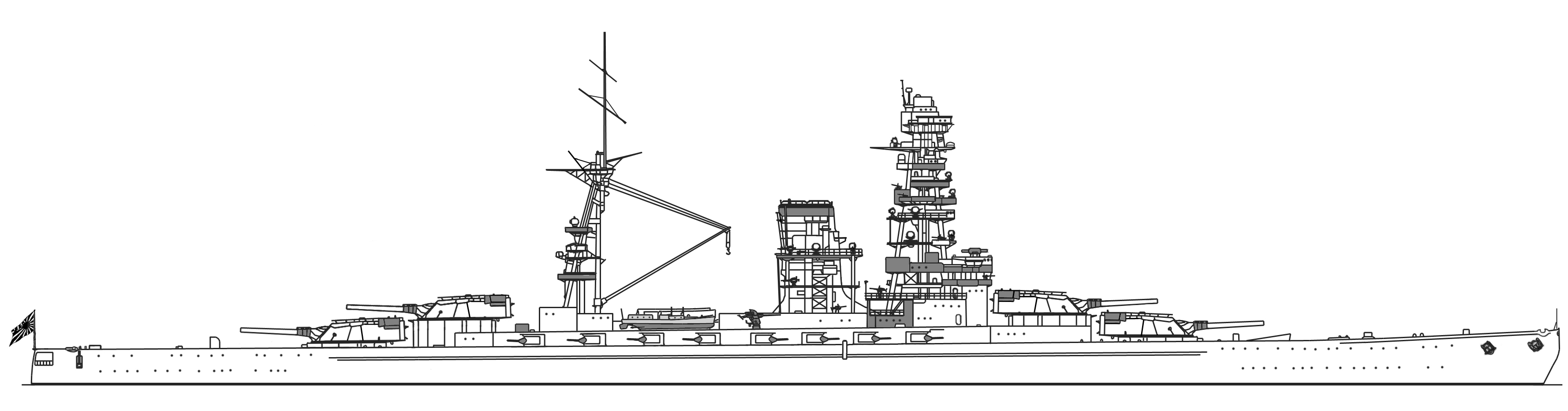
A No 13 osztály japán csatahajók jellegrajza.

### Yamato osztály[25]- csatahajó
Yamato (大和)
Muszashi (武蔵)
Shinano (信濃)
No. 111 - építése félbe maradt, elkészült részeit 1942-ben szétbontották.
No. 797 - építése el sem kezdődött

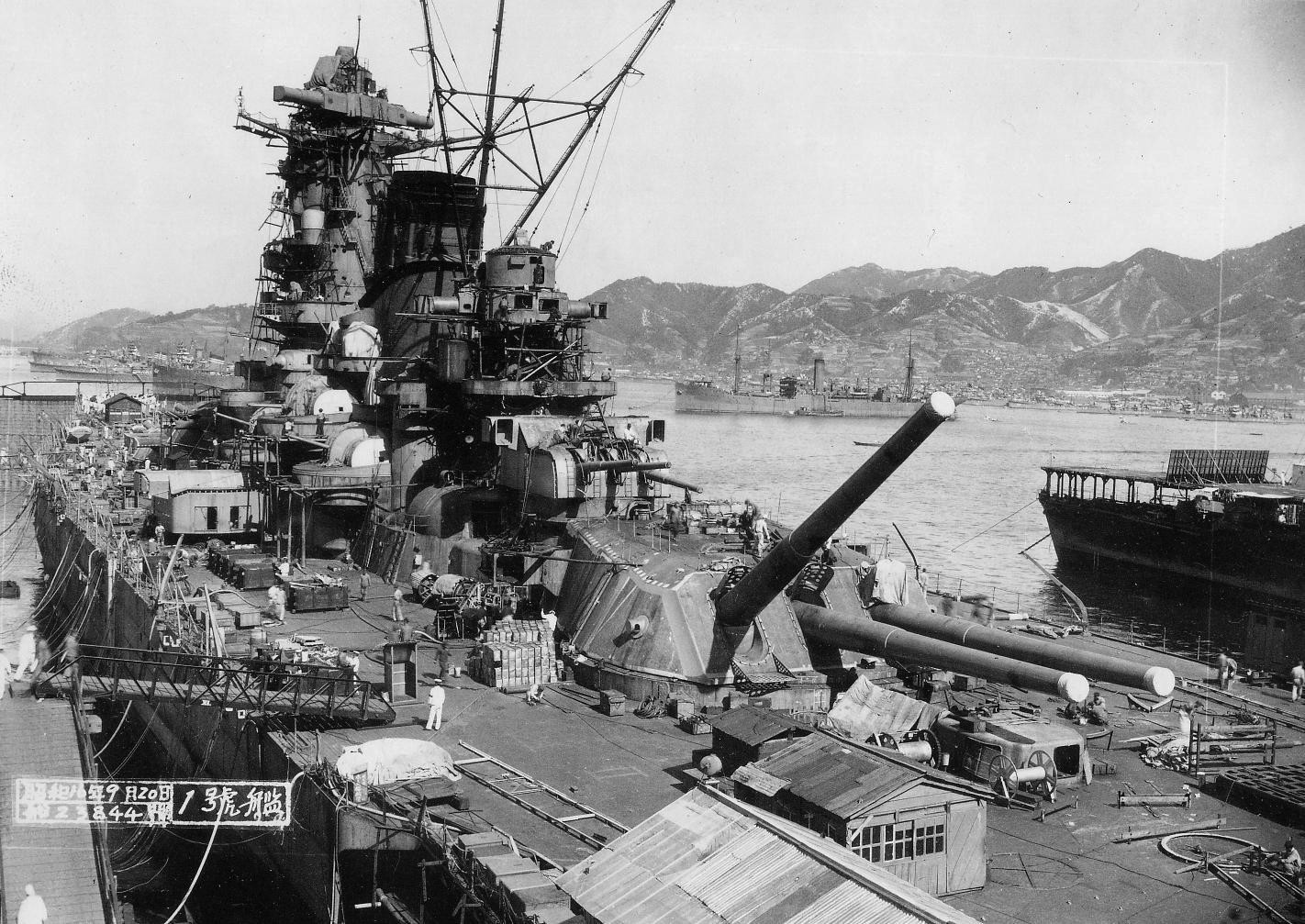
A Yamato japán csatahajó 1941. szeptember 20-án.
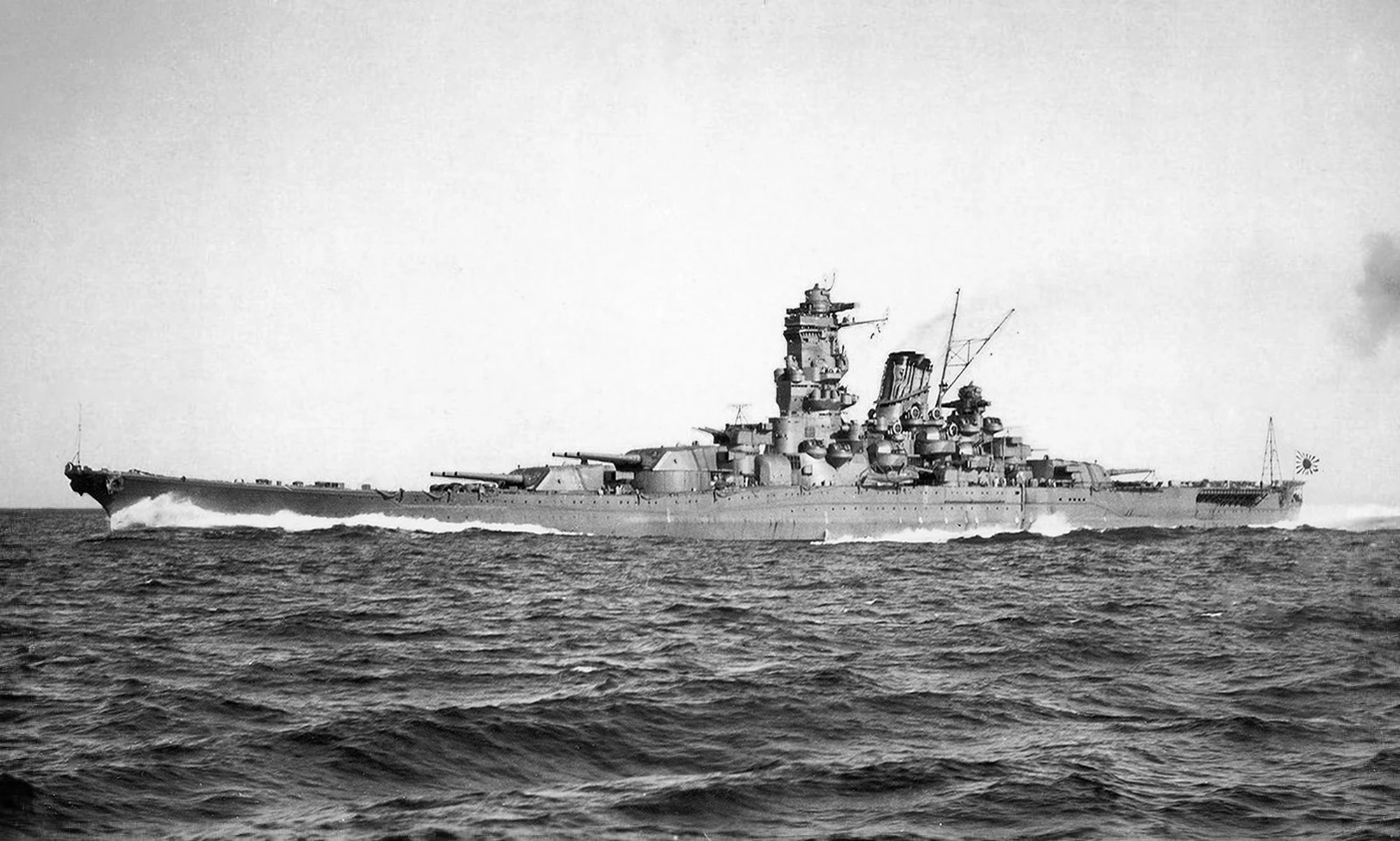
A Yamato japán csatahajó 1941 októberében, tengeri próbaútján.
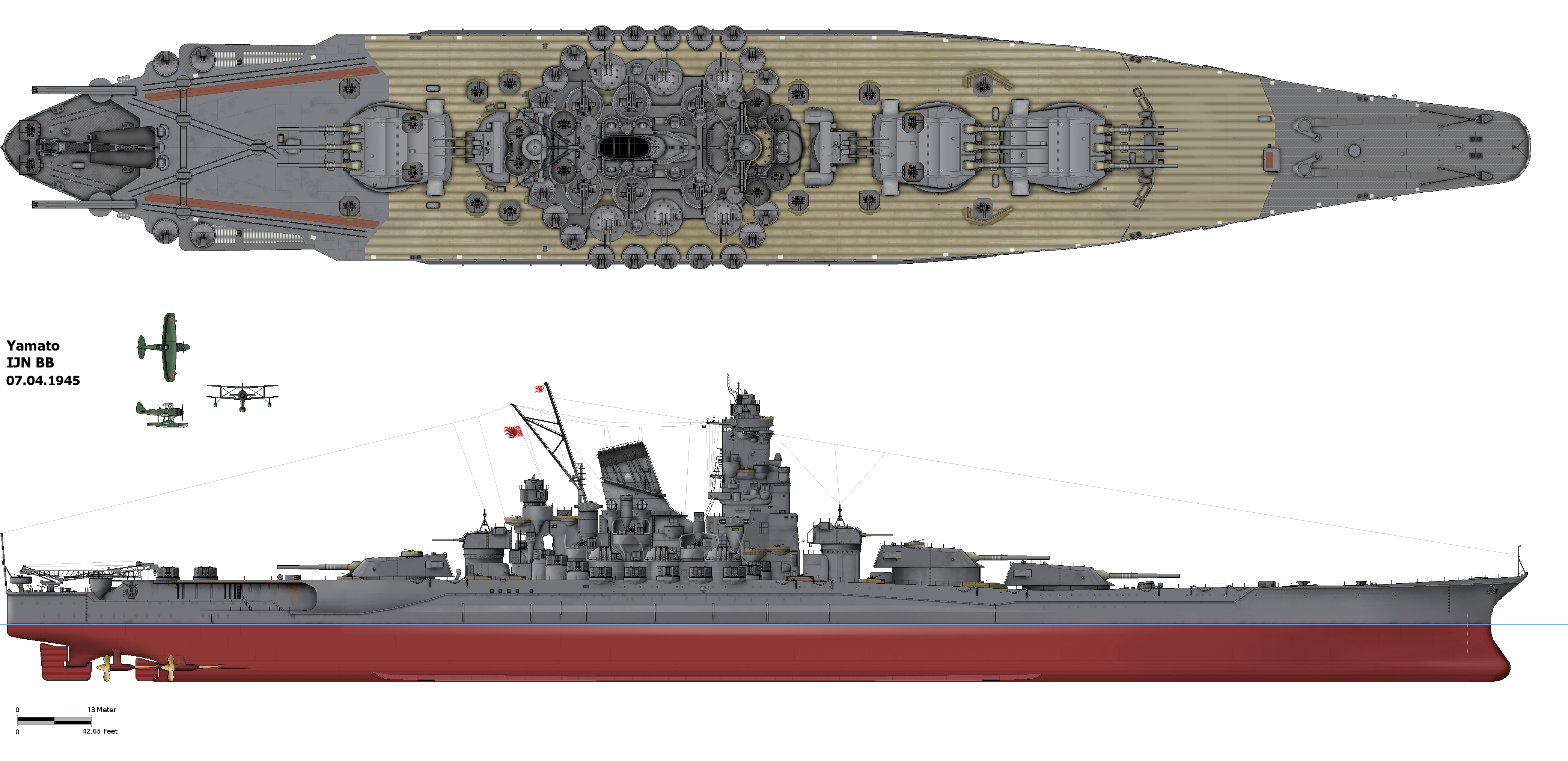
A Yamato japán csatahajót 1945-ös állapotában ábrázoló modell.
a Yamato osztály övpáncélzatának felépítése.
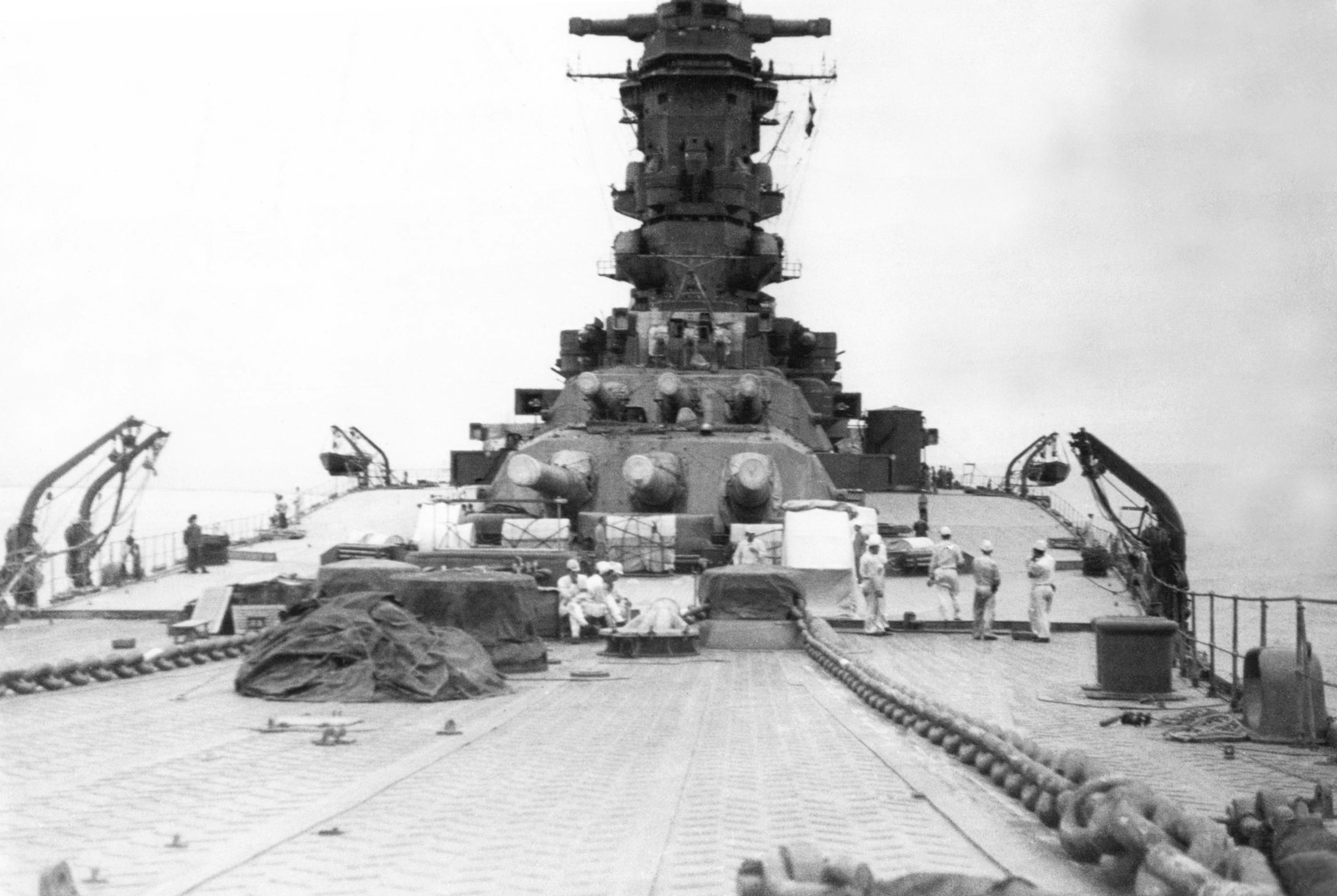
A japán Musashi csatahajó 1942 augusztusában.
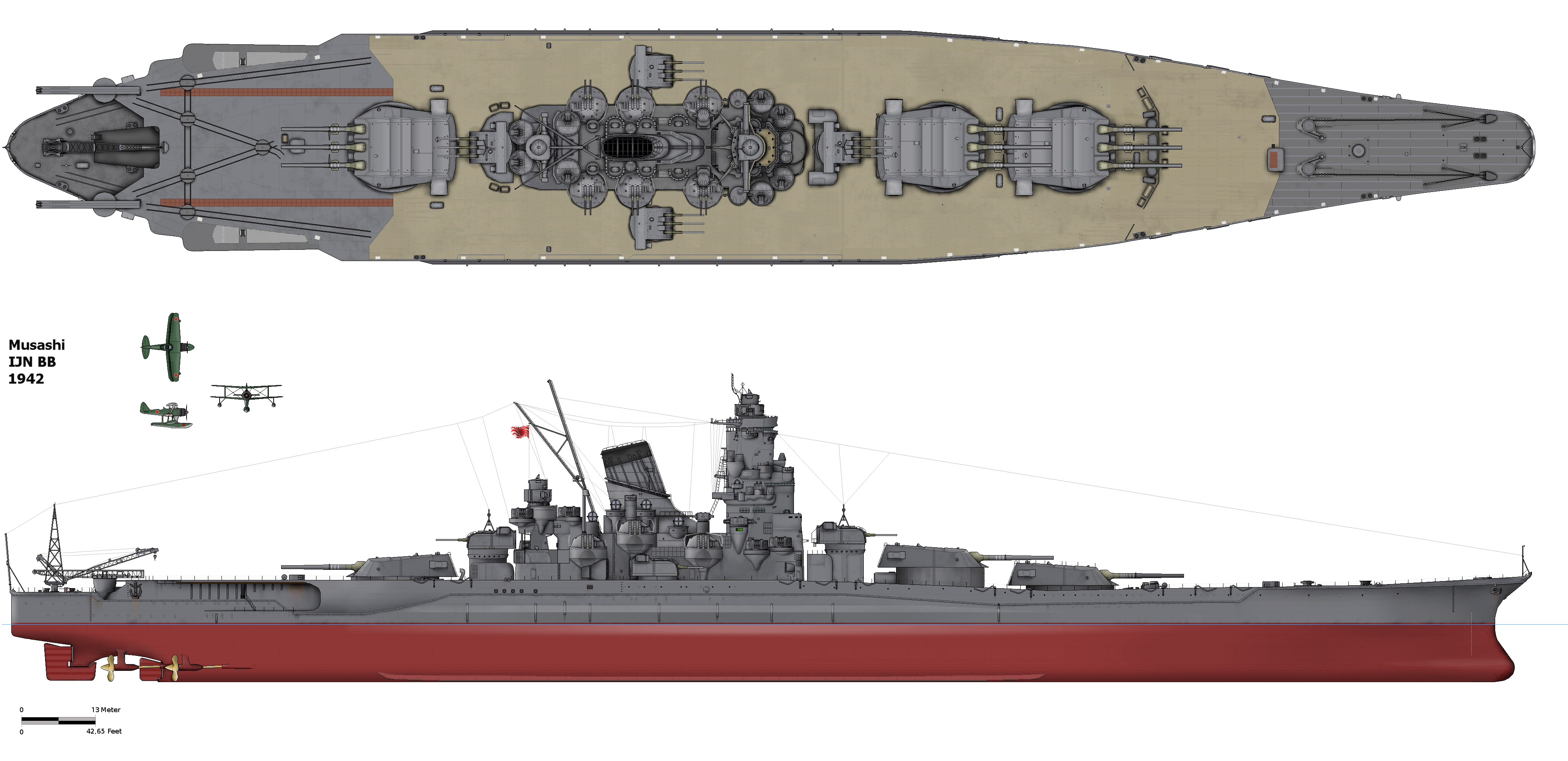
A Musashi japán csatahajót 1942-es állapotában ábrázoló modell.
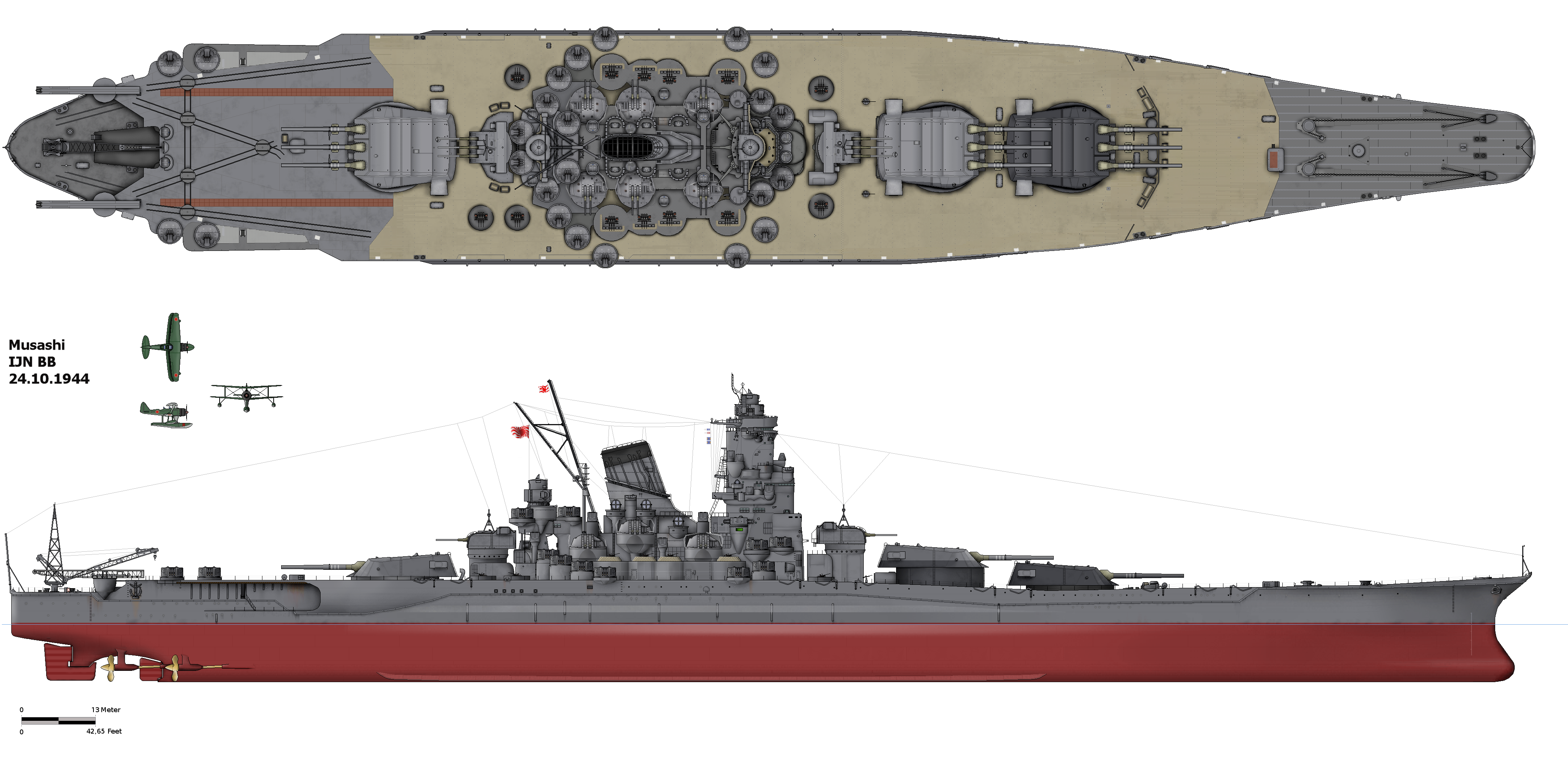
A Musashi japán csatahajót 1944 közepén ábrázoló modell.
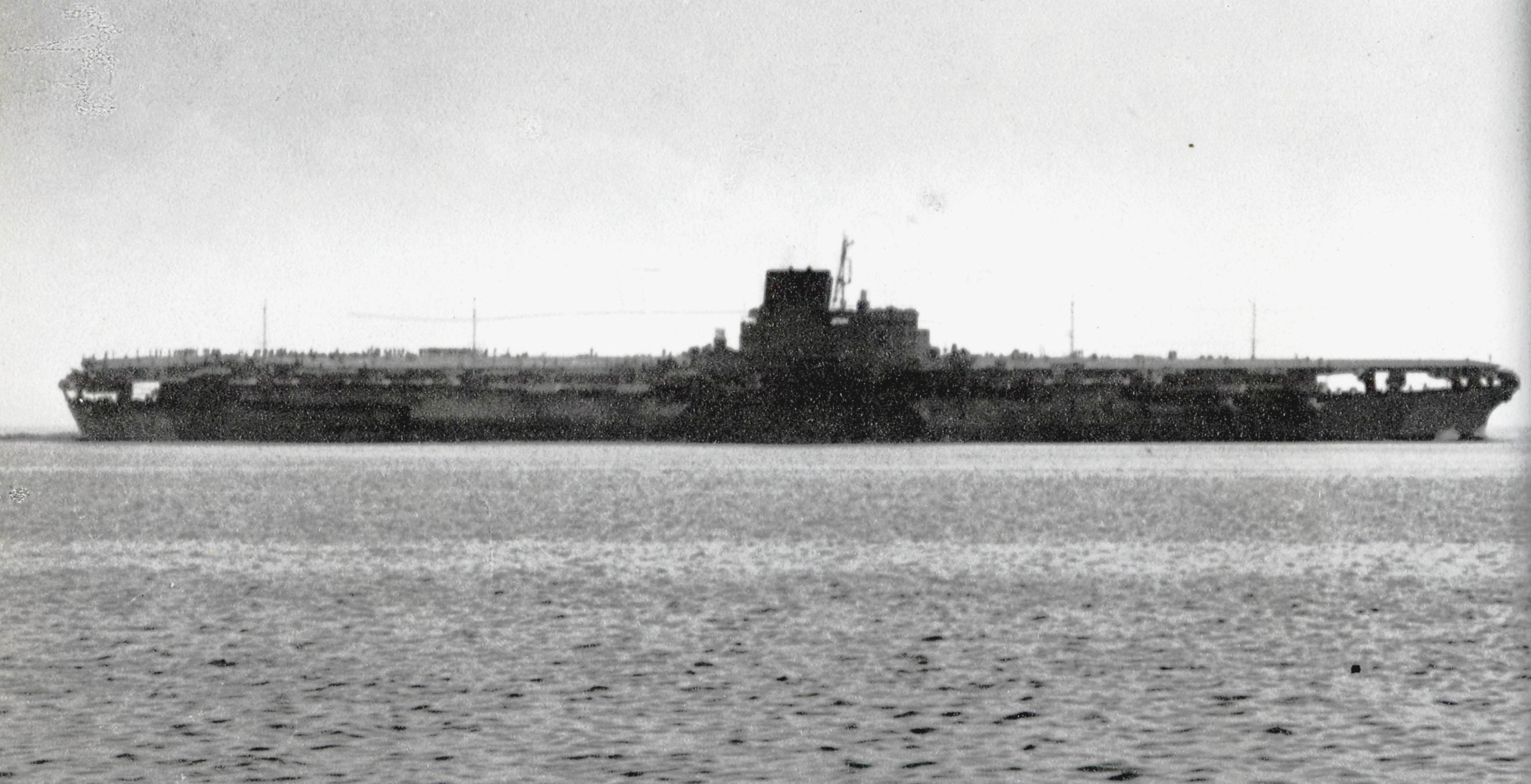
A Shinano japán repülőgép-hordozó.

### A-150 osztály- csatahajó
Az A-150 osztály két névtelen egysége a tervek szerint a Yamato típust követte volna. Méretük az elődhöz hasonló, az eltérés a 6 x 510 mm 
ágyúból álló főfegyverzetben lett volna, a másodlagos fegyverzetet 100 mm L/65 Type 98 típusú légvédelmi ágyúkból állt.

### B-65 osztály- csatacirkáló
A két-négy egységből álló B-65 osztály csatacirkálóinak tervezése 1939-ben kezdődött, építésüket ugyan jóváhagyták, de végül 1942-ben kapacitáshiány miatt nem tudták megkezdeni. Főbb jellemzők: vízkiszorítás: 31 905 t sztenderd, 35 000 t maximális, hossz: 246.2 m, szélesség: 27.2 m, sebesség: 33 csomó. Páncélzat: övpáncél: 210 - 190 mm, barbetták: 190 mm, páncélfedélzet: 180 mm, parancsnoki harcálláspont: 125 mm. Fő fegyverzet: 9 x 3 db 310 mm L/50 ágyú, 8 x 2 db, 100 mm L/65 ágyú.Harcértékük az amerikai Alaska osztály (USS Alaska, USS Guam) csatacirkálóiéhoz volt hasonló, ellenben a régebbi brit egységeket (HMS Hood, HMS Renown, HMS Repulse) és az újabb francia (Dunkerque, Strasbourg) és német (Scharnhorst, Gneisenau)  csatacirkálókat mind tűzerőben, mind páncélzatban egyértelműen messze alulmúlta.

A tervezett B-65 osztályú japán csatacirkálók jellegrajza.

## Nagy-Britannia

### HMS Dreadnought- csatahajó
A forradalmi HMS Dreadnought (Rettenthetetlen) volt a világ első csatahajója, tűzerőben két és félszer felülmúlta az addigi legerősebb sorhajókat, e mellett páncélzata jóval erősebb és sebessége is nagyobb volt azokénál.
Megépítése a hozzá fűzött brit reményekkel ellentétben nemhogy véget vetett volna a Németországgal folytatott flottaépítési versenynek, hanem fokozta azt. Minden nagyhatalom szükségét érezte saját dreadnought csatahajók építésének, sőt olyan kisebb államok, mint Argentína, Brazília, Chile, Törökország, Görögország is saját dreadnoughtokat rendeltek brit, amerikai, francia és német hajógyáraktól.

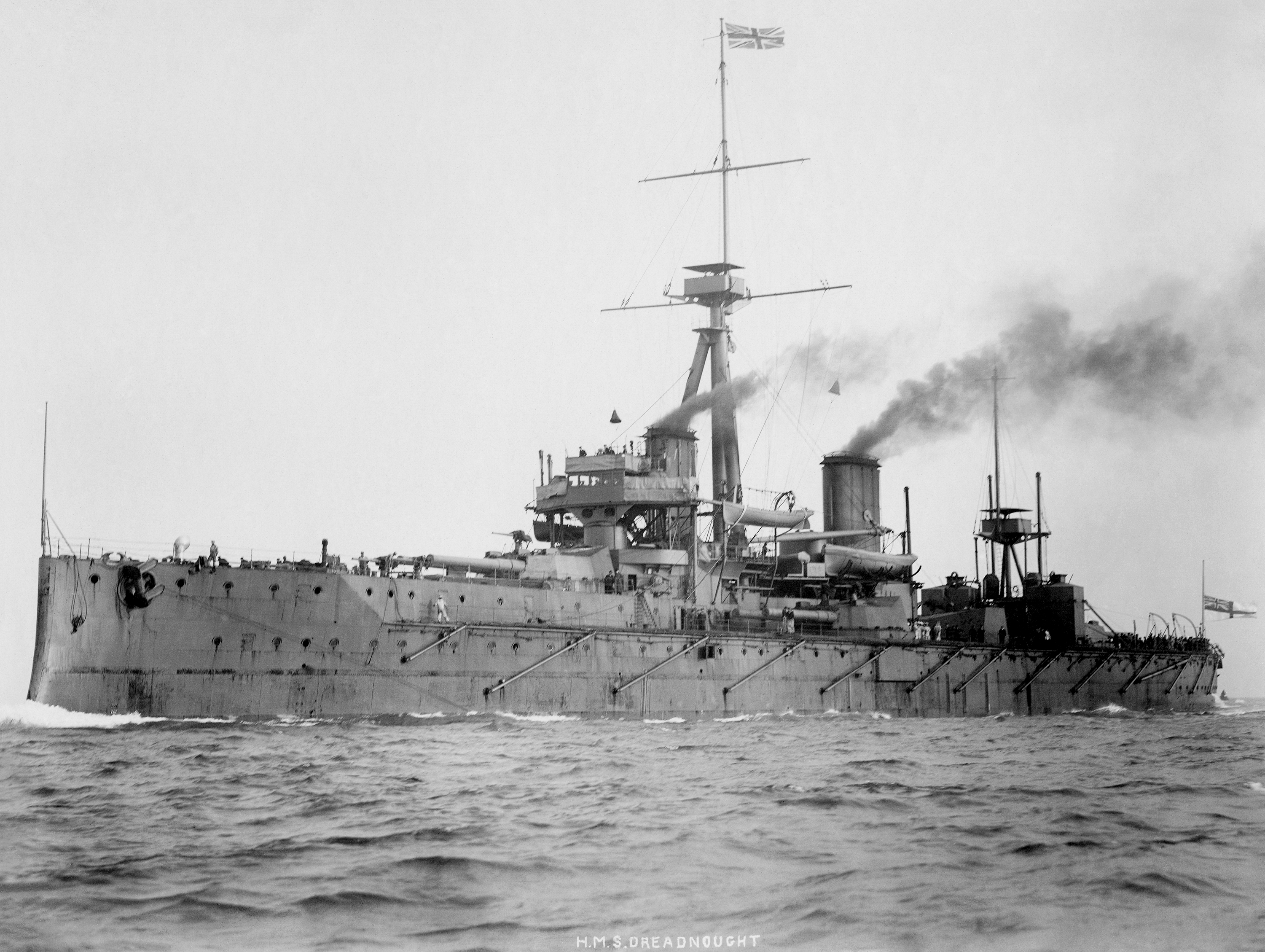
Az HMS Dreadnought brit csatahajó 1906 júliusában.
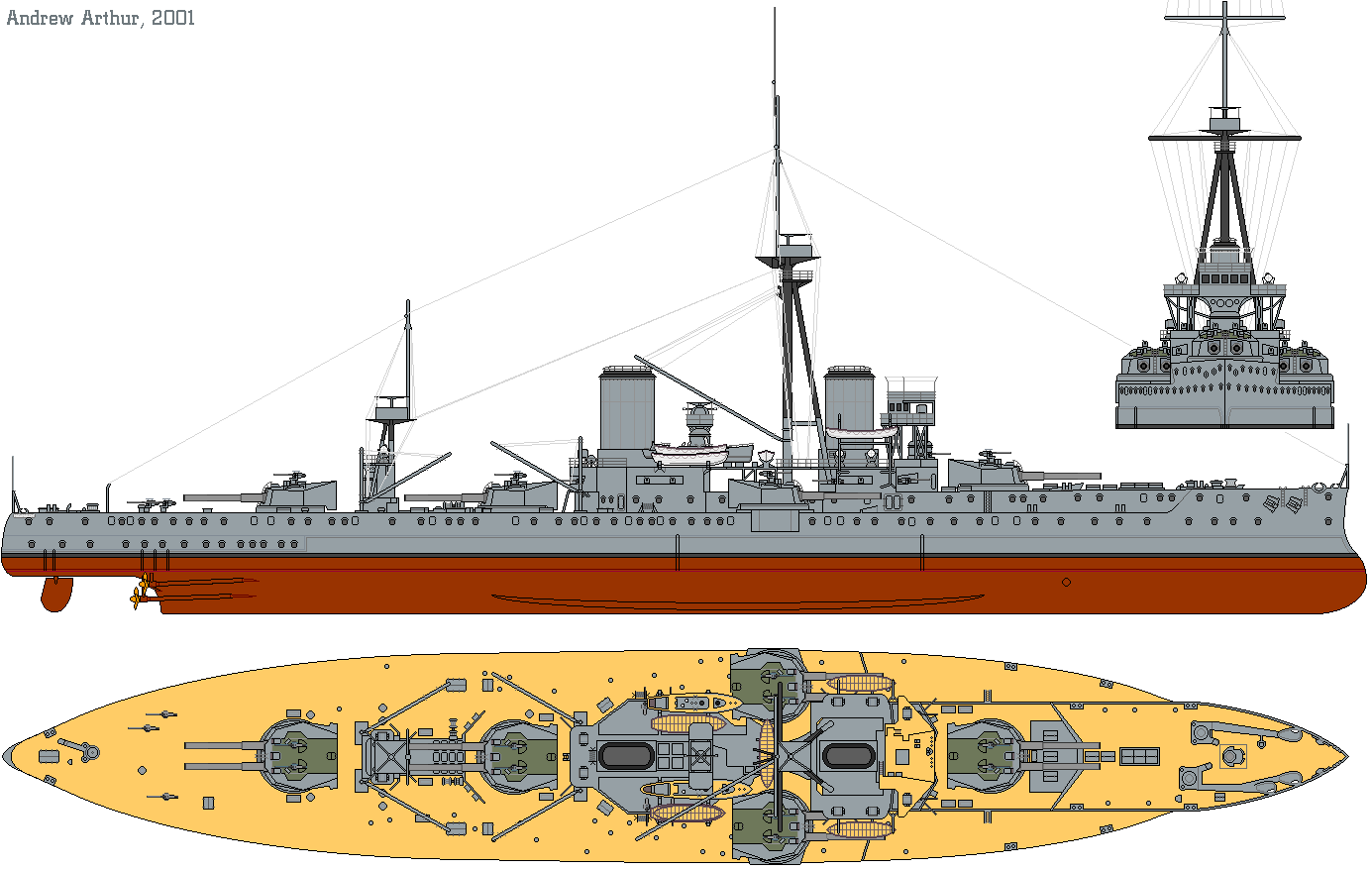
Az HMS Dreadnought brit csatahajót 1911-es állapotában ábrázoló rajz.
Az HMS Dreadnought brit csatahajó páncélzatának felépítése.
Az HMS Dreadnought brit csatahajó páncélzatának felépítése a hajótest közepén, keresztmetszetben.

### Bellerophon osztály- csatahajó
A Bellerophon osztály három egysége (HMS Bellerophon, HMS Superb, HMS Temeraire) az HMS Dreadnought kissé javított változatai voltak, különösen másodlagos fegyverzetüket erősítették meg az elődhöz képest (16 db 102 mm L/50 BL Mk VII.ágyú). Szembeötlő különbség még, hogy nem egy, hanem két nagyméretű árboccal rendelkeztek.Az előárboc elrendezése is sokkal kedvezőbb, az az első kémény előtt kapott helyet, így a füst nem zavarta az árbockosár tűzvezető állásának munkáját.
HMS Bellerophon
HMS Superb
HMS Temeraire

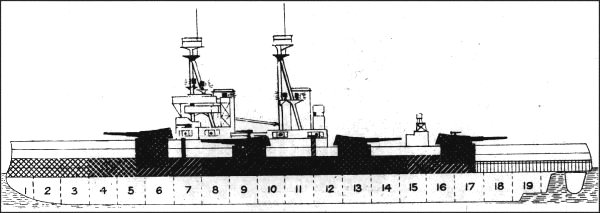
A brit Bellerophon osztályú csatahajók jellegrajza a Jane's Fighting Ships 1919-es kiadásában.
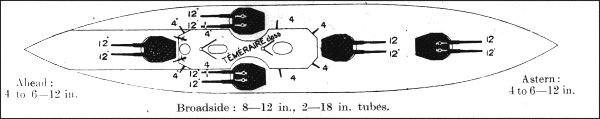
A brit Bellerophon osztály csatahajók lövegtornyainak elrendezése a Jane's Fighting Ships 1919-es kiadásának rajzán.
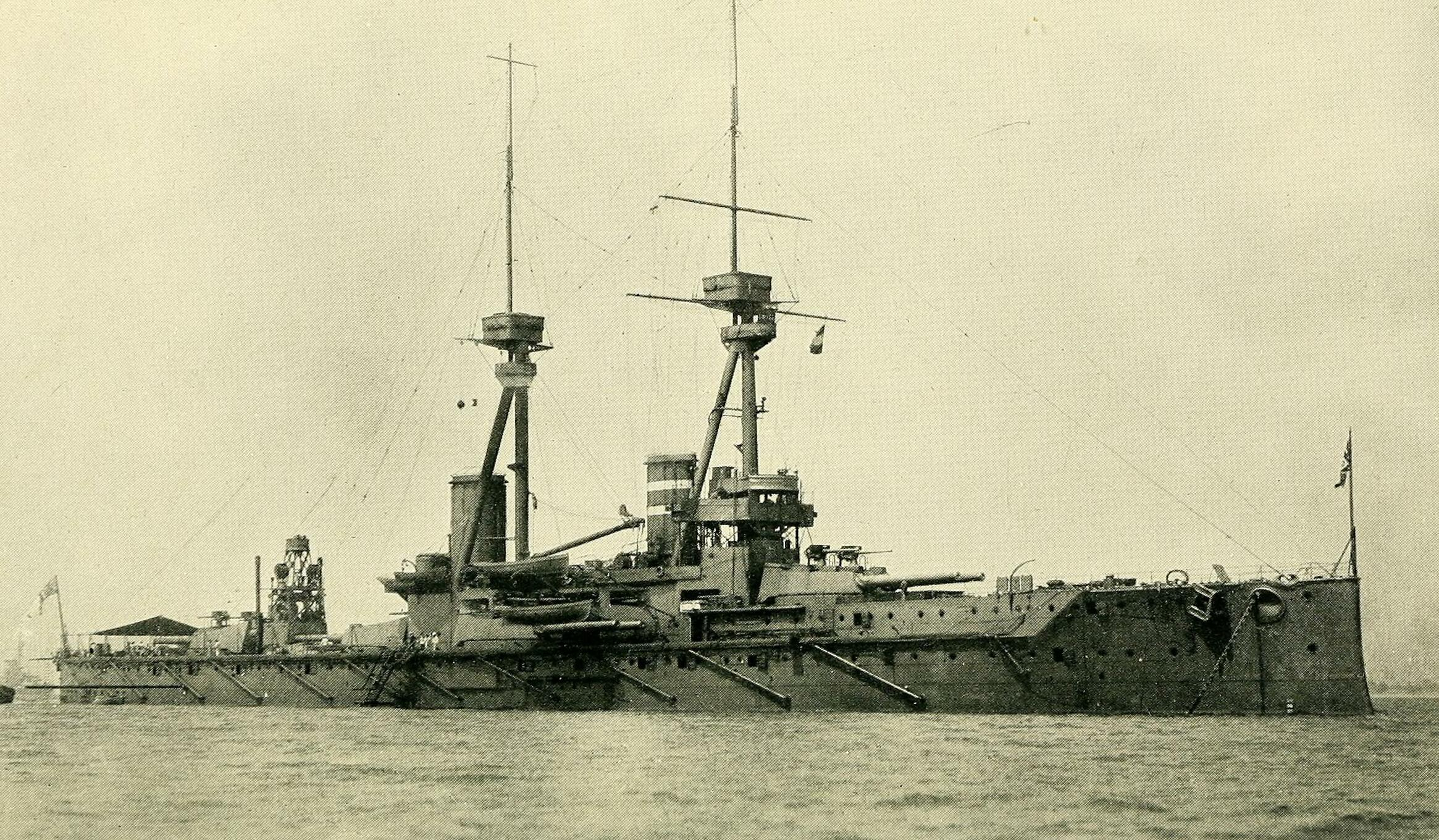
A Bellerophon osztályú HMS Superb brit csatahajó 1911-ben.
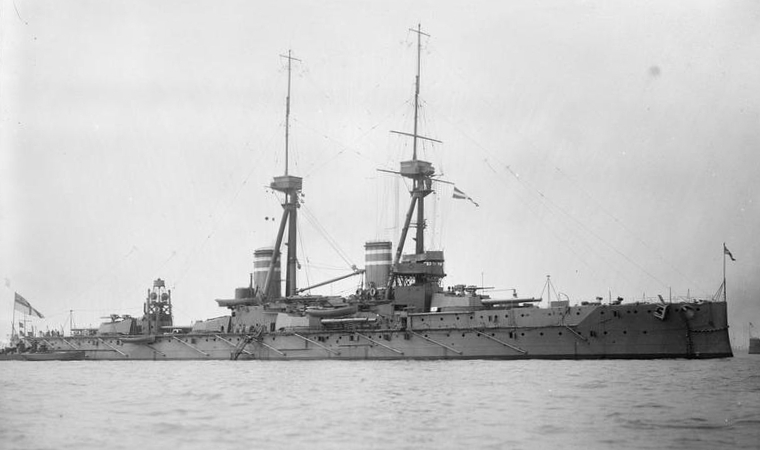
A Bellerophon osztályá HMS Temeraire brit csatahajó 1909-ben.
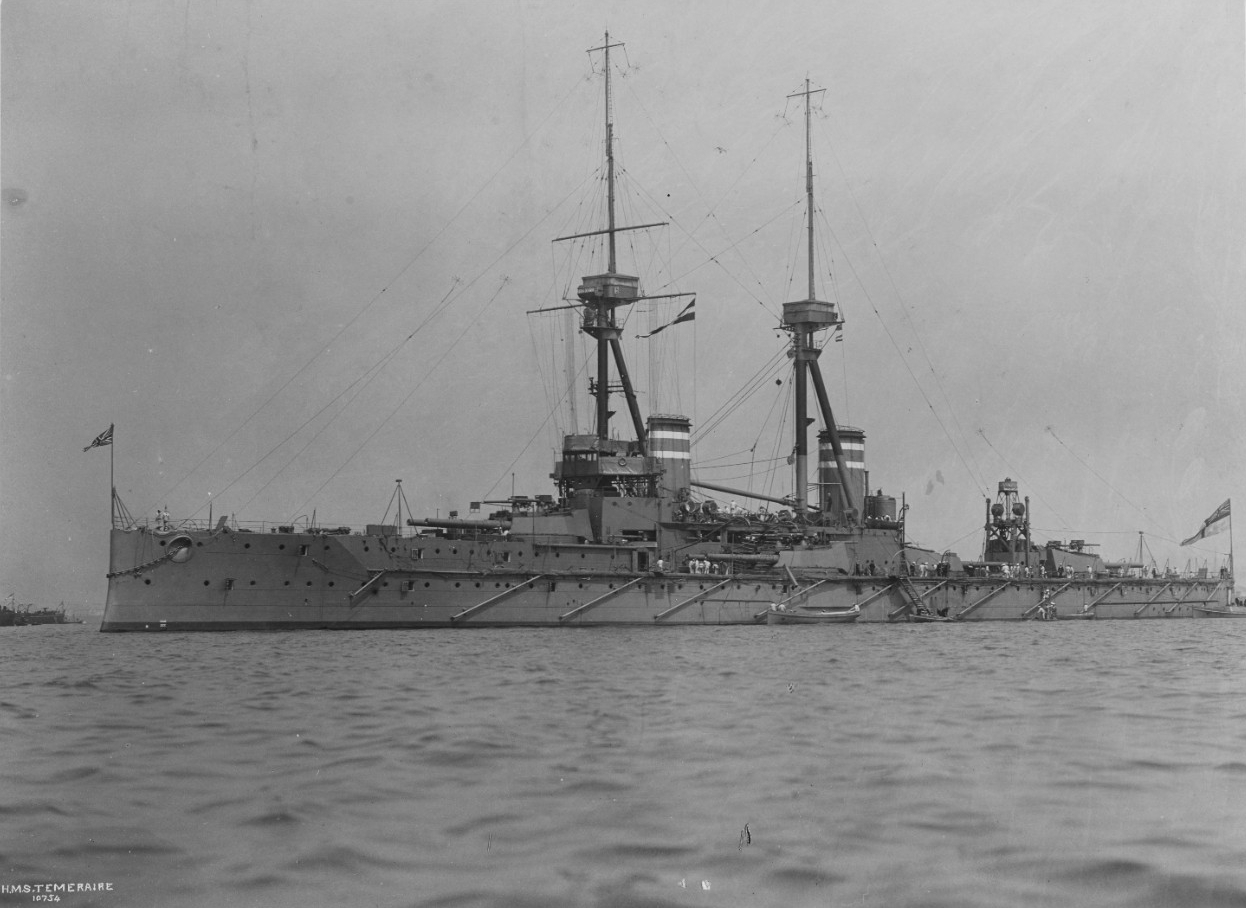
A Bellerophon osztályú HMS Temeraire brit csatahajó 1915 előtti állapotában.Temeraire

### St Vincent osztály[30]- csatahajó
HMS St Vincent
HMS Collingwood
HMS Vanguard

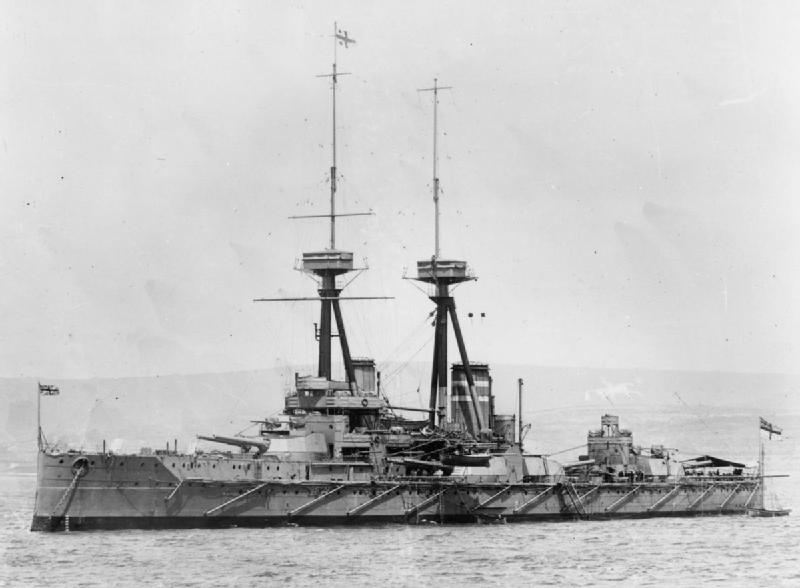
A St Vincent osztály névadója, az HMS St Vincent csatahajó.
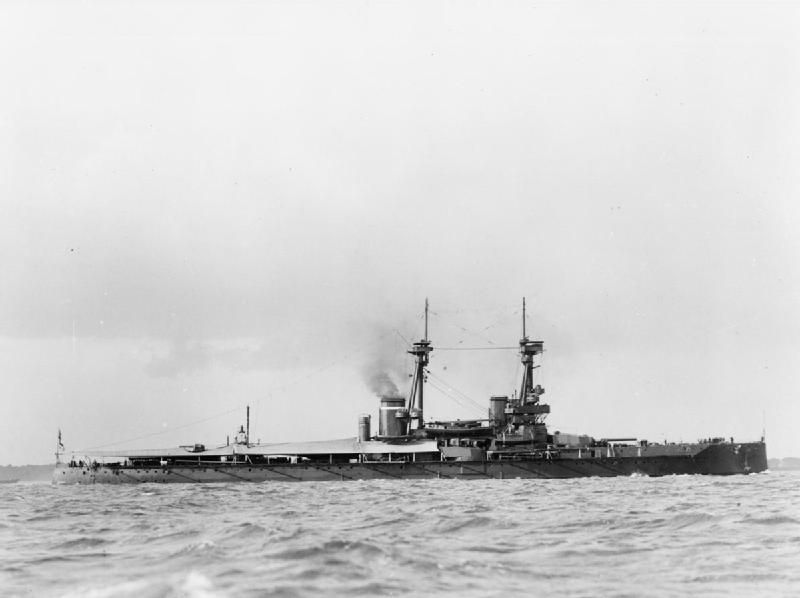
A St Vincent osztályú HMS Collingwood brit csatahajó 1910-ben.
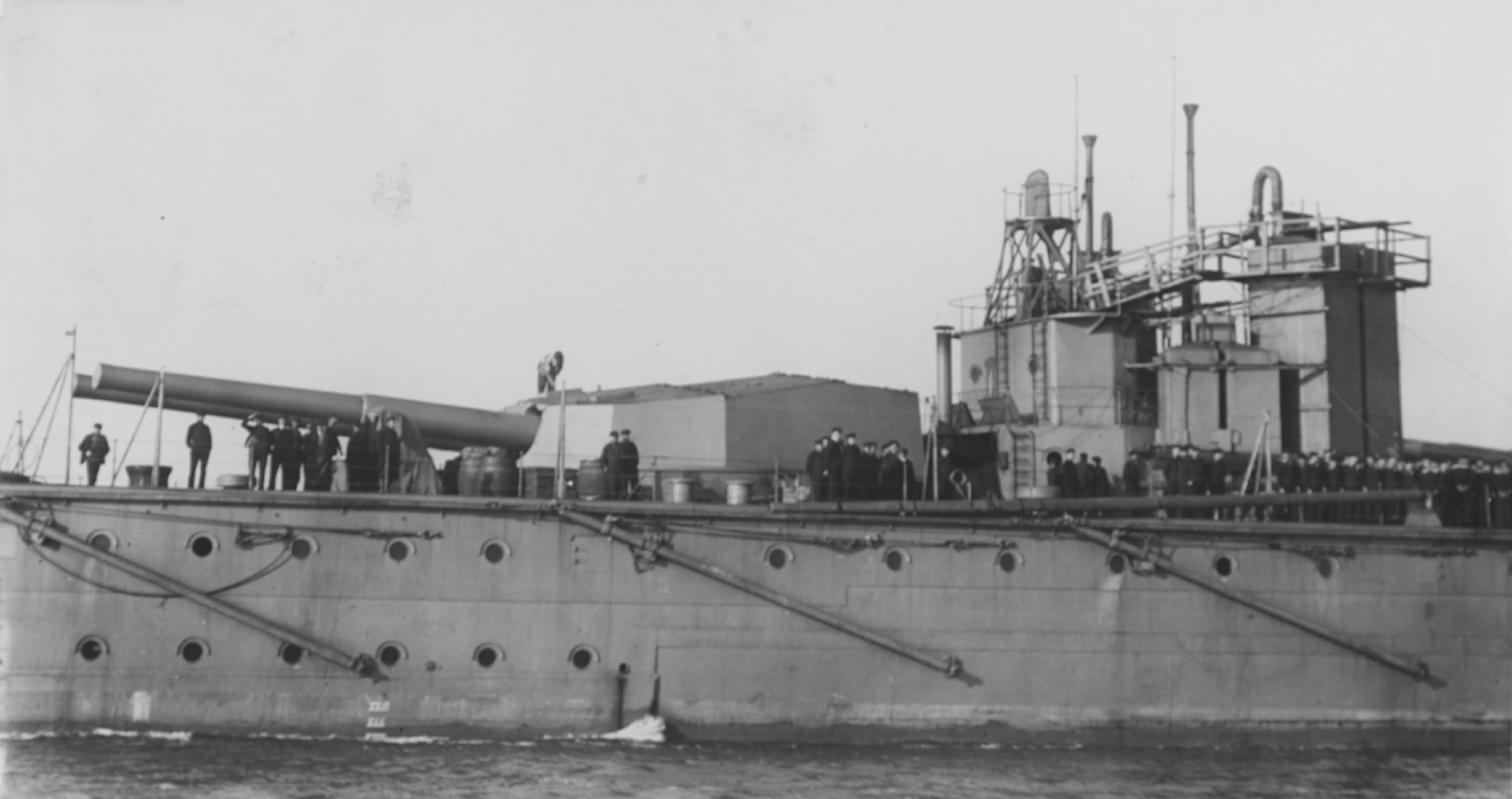
A St Vincent osztályú HMS Vanguard hátsó 305 mm-es ikerágyús lövegtornya.

### HMS Neptune[31]csatahajó

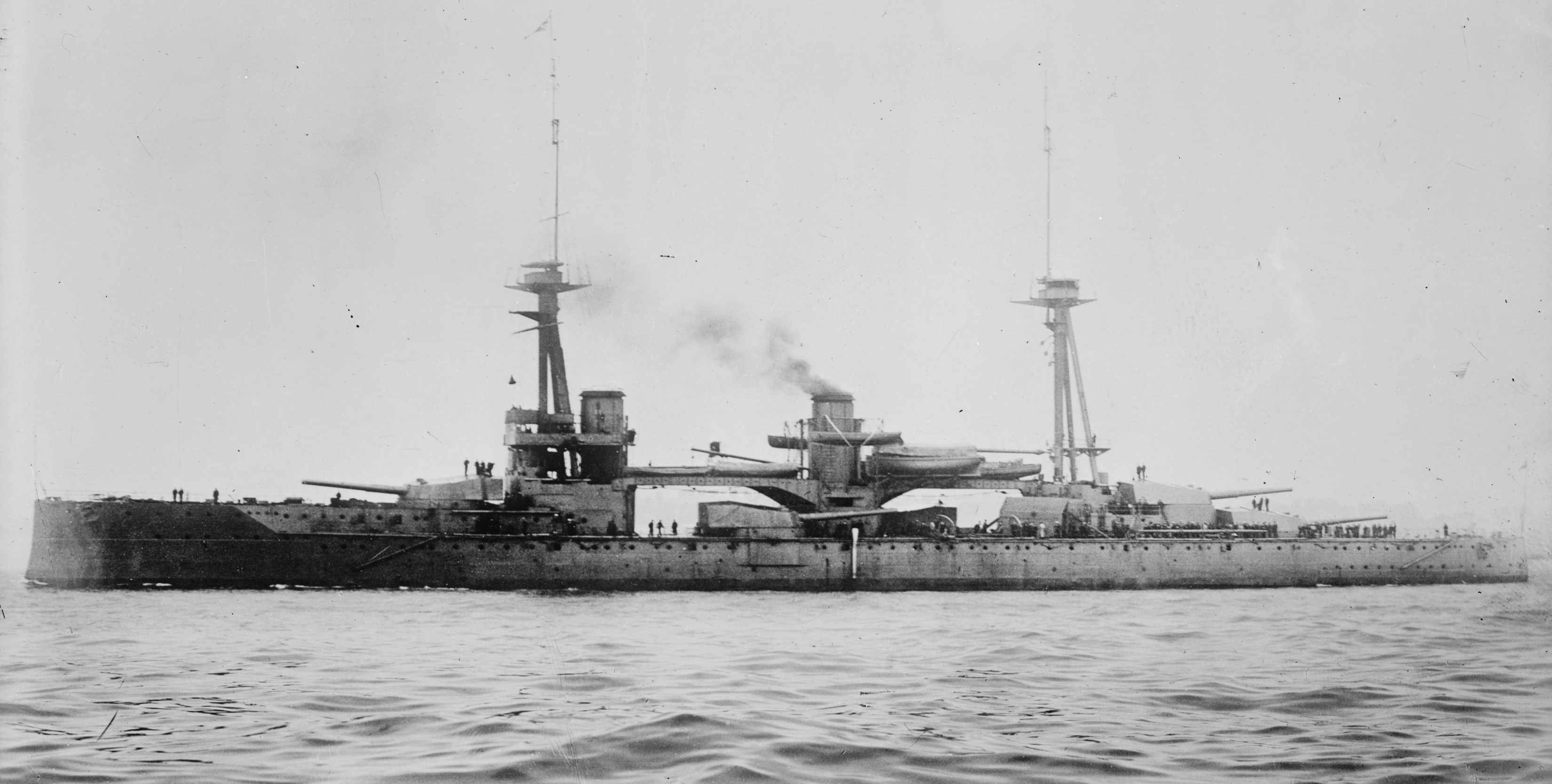
Az egyedi építésű HMS Neptune brit csatahajó.
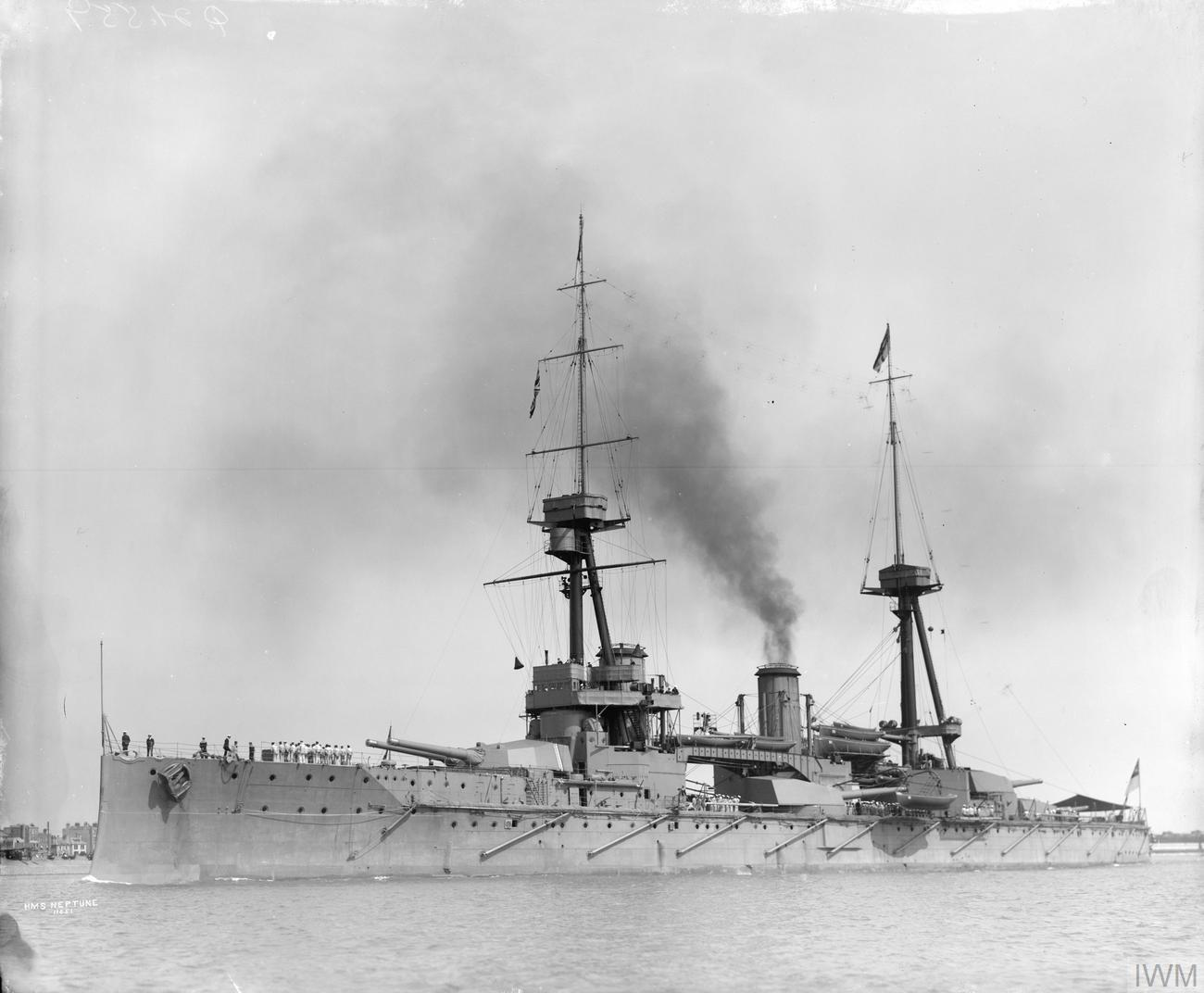
Az HMS Neptune brit csatahajó 1911-ben.
Az HMS Neptune csatahajó lövegtornyainak elrendezését ábrázoló rajz.

### Colossus osztály[32]- csatahajó
HMS Colossus
HMS Hercules

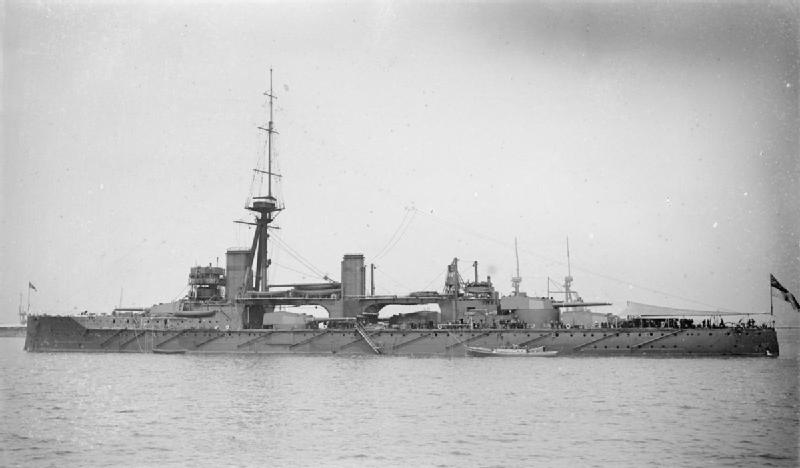
A Colossus osztályú HMS Colossus brit csatahajó 1911-ben.
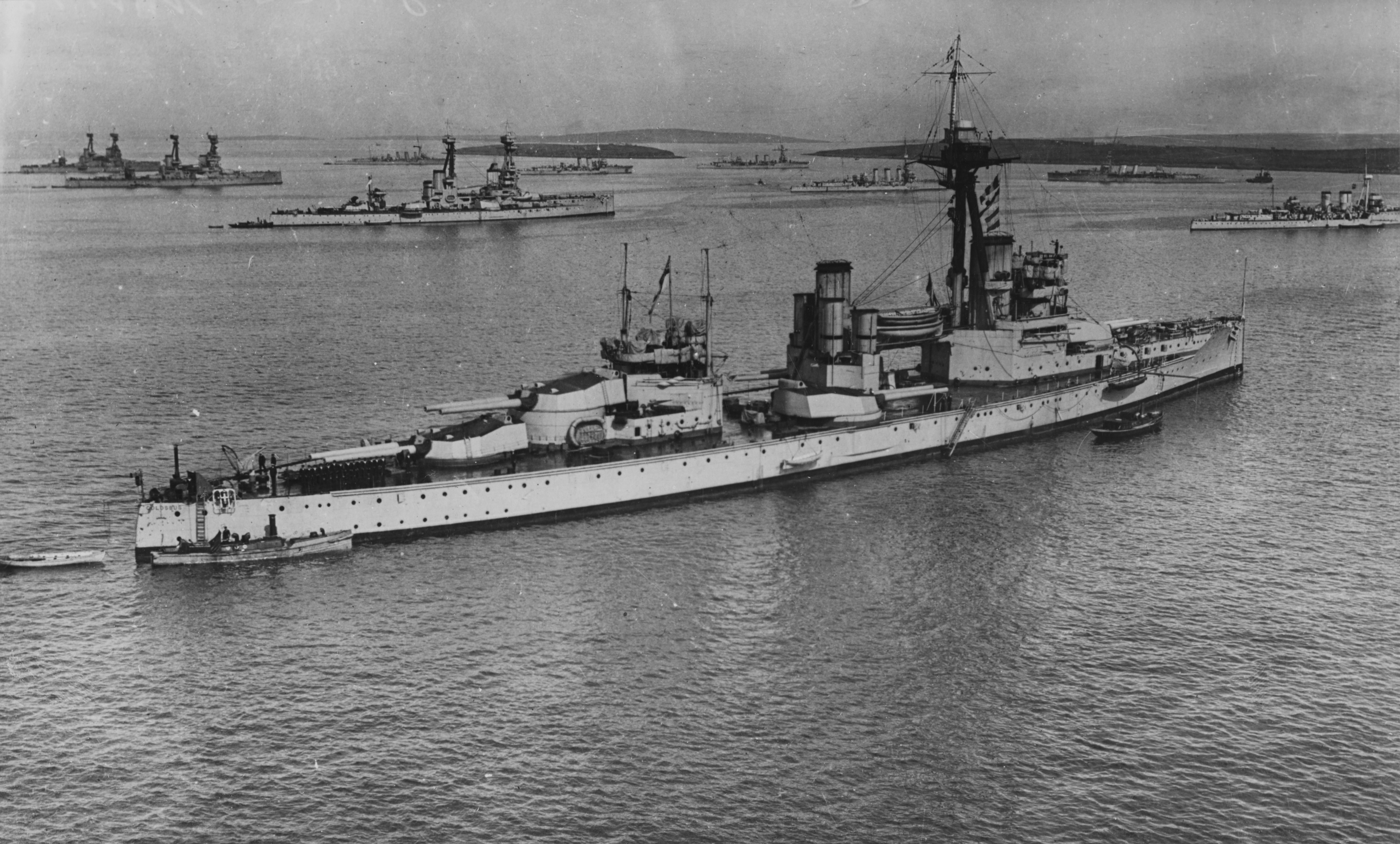
Az HMS Colossus brit csatahajó 1916-ban Scapa Flow-ban.
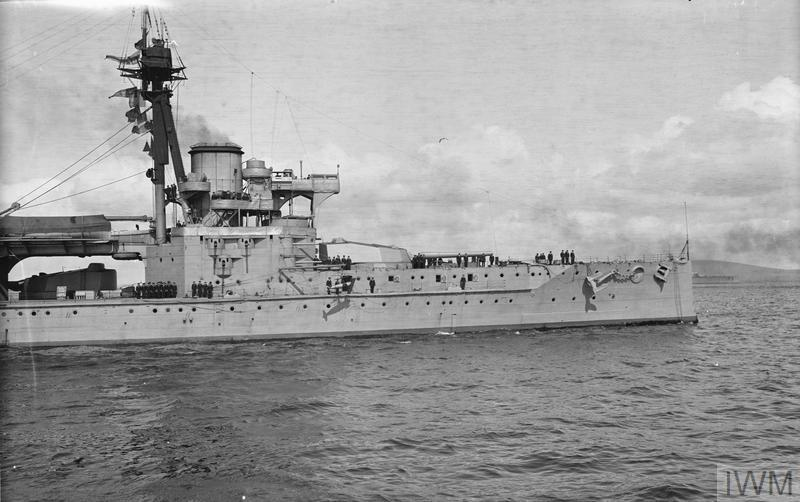
A Colossus osztályú HMS Hercules brit csatahajó.

### Orion osztály[33]- csatahajó
HMS Orion
HMS Thunderer
HMS Monarch
HMS Conqueror

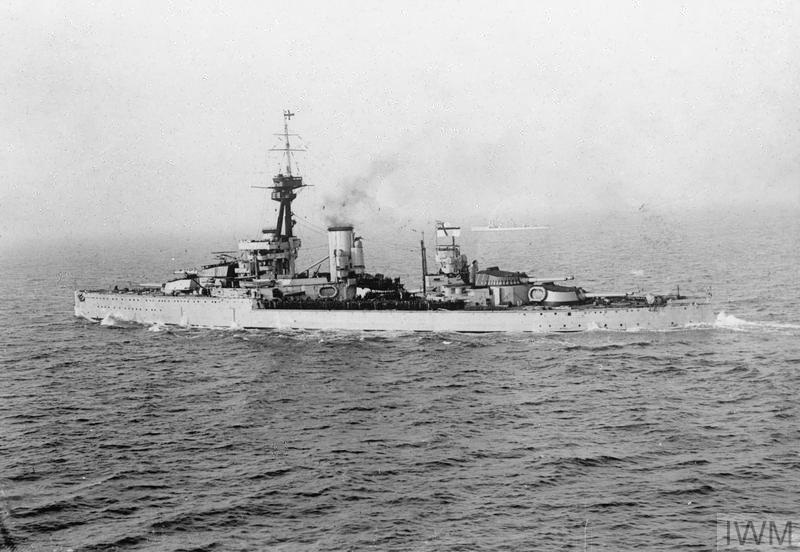
Az Orion osztály névadója, az HMS Orion brit csatahajó valamikor 1915 májusa után, ekkorra torpedóvédő hálóit már leszerelték.
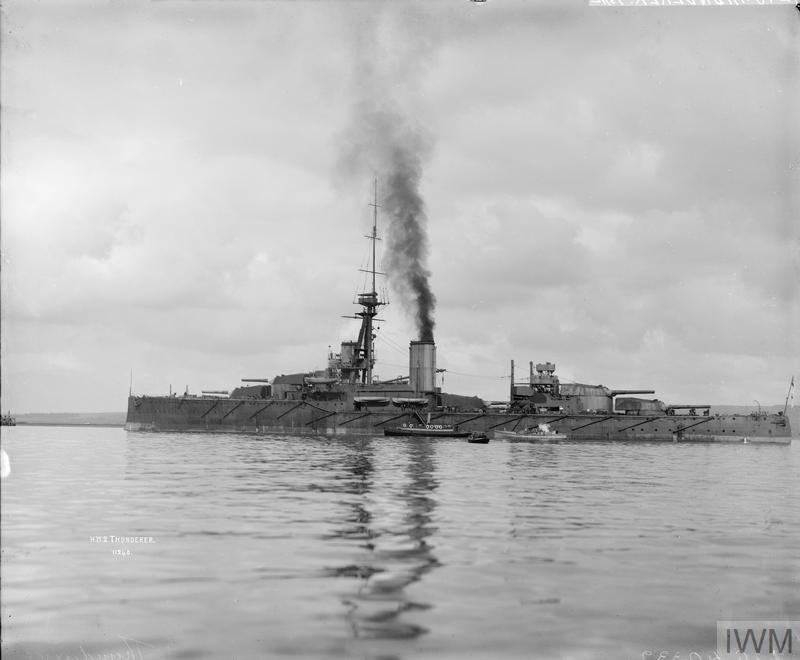
Az Orion osztályú HMS Thunderer brit csatahajó közvetlenül szolgálatba állítása után, 1912-ben. Oldalán jól látható a torpedóvédő háló és tartórúdjai.
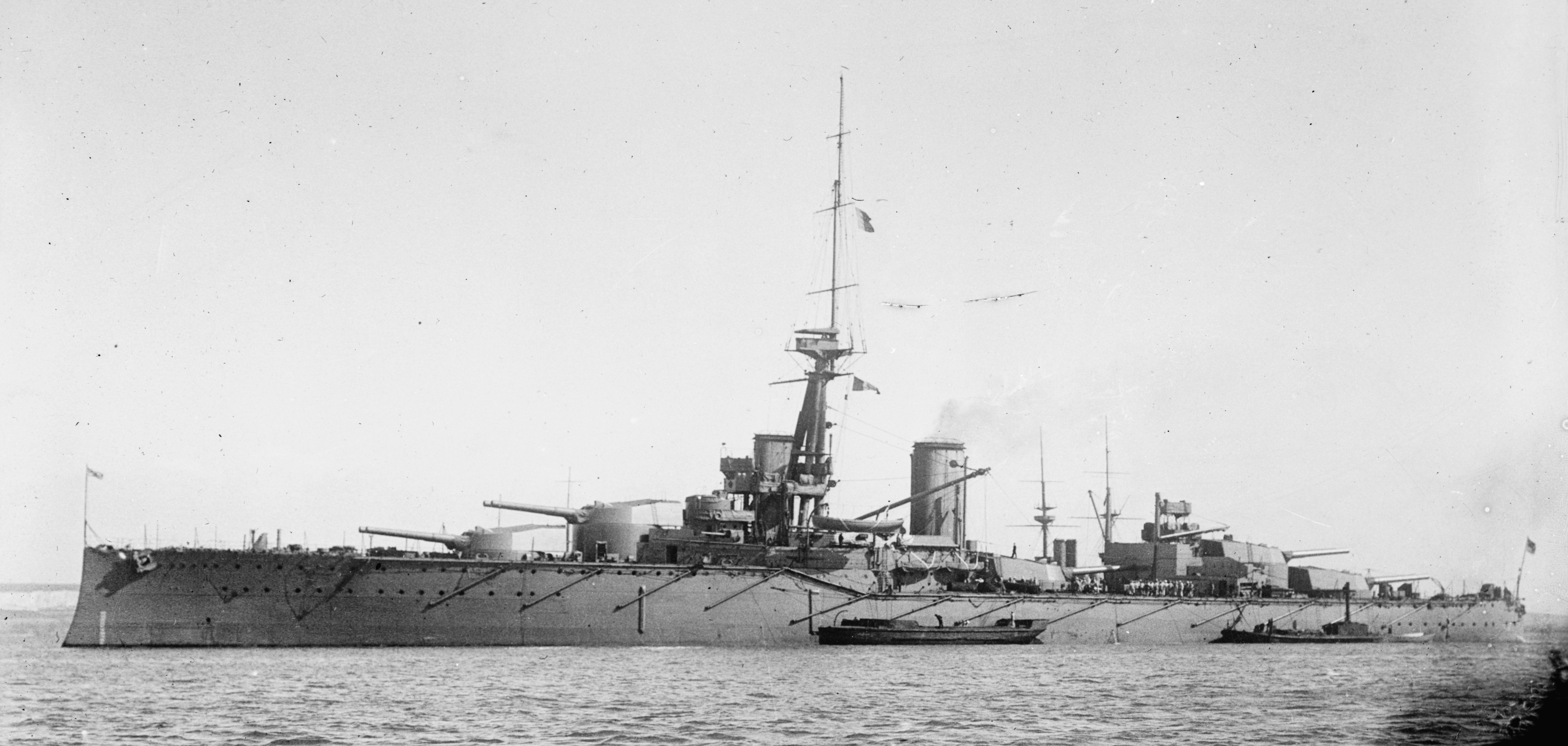
Az Orion osztályú HMS Monarch brit csatahajó.
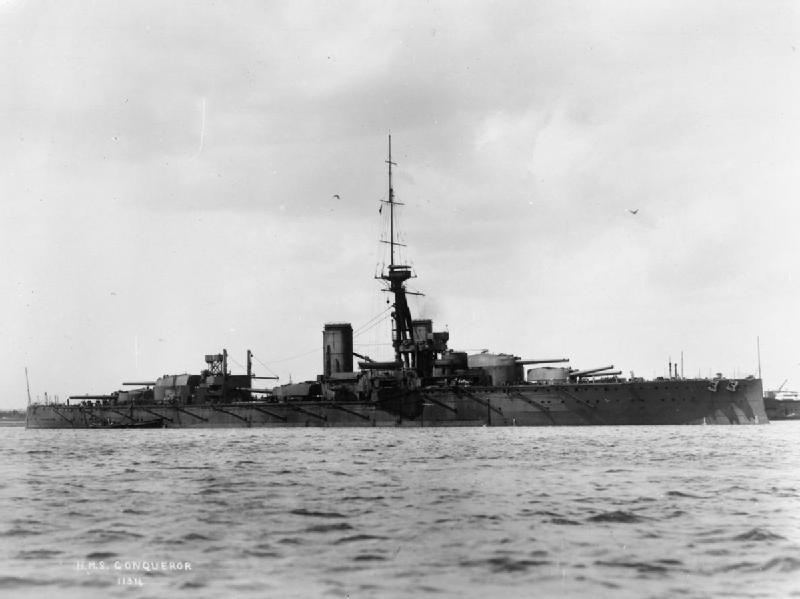
Az Orion osztályú HMS Conqueror brit csatahajó 1912-ben.